# St. Lutwinus (Mettlach)

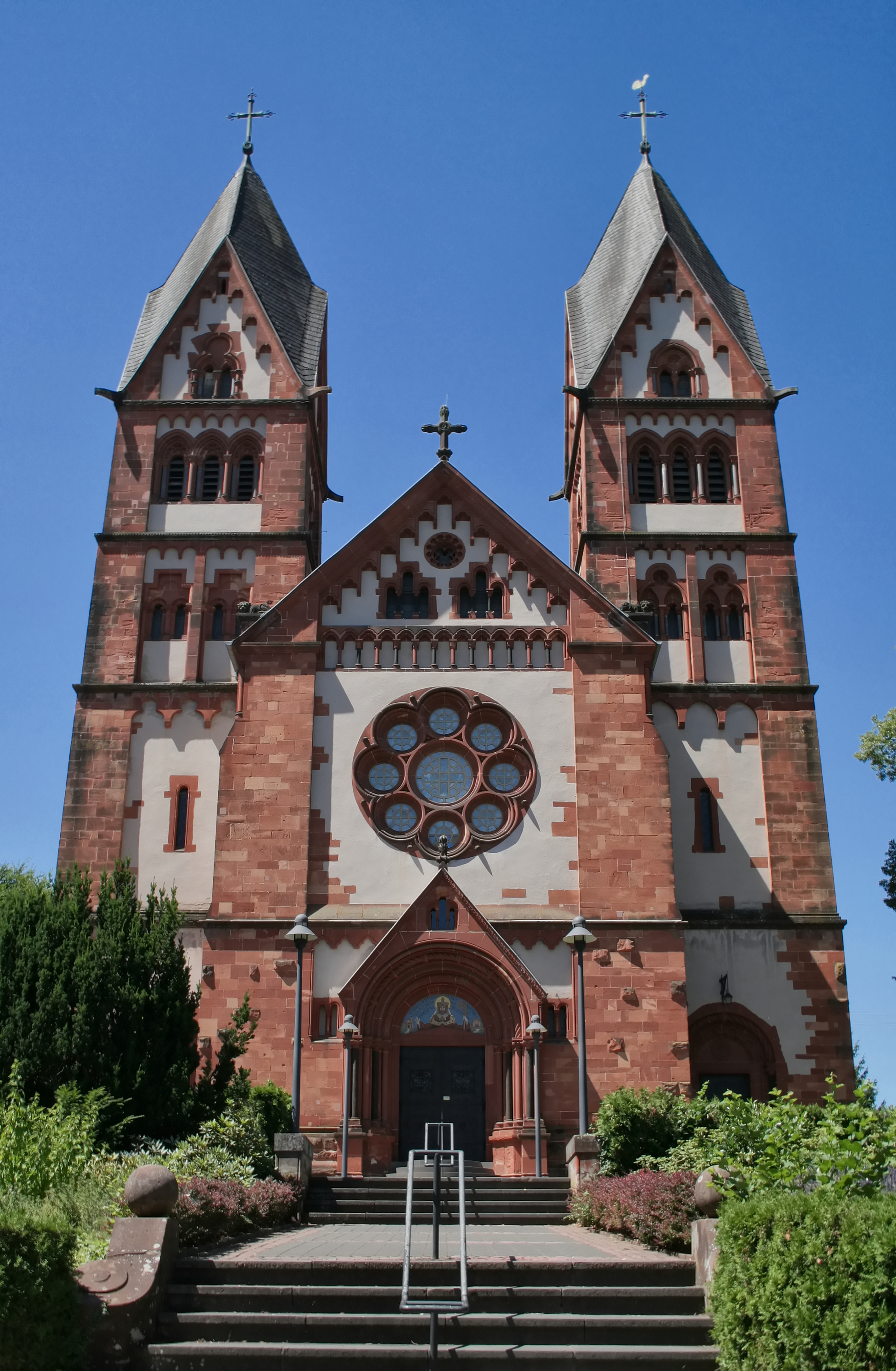
Die katholische Pfarr- und Wallfahrtskirche St. Lutwinus in Mettlach

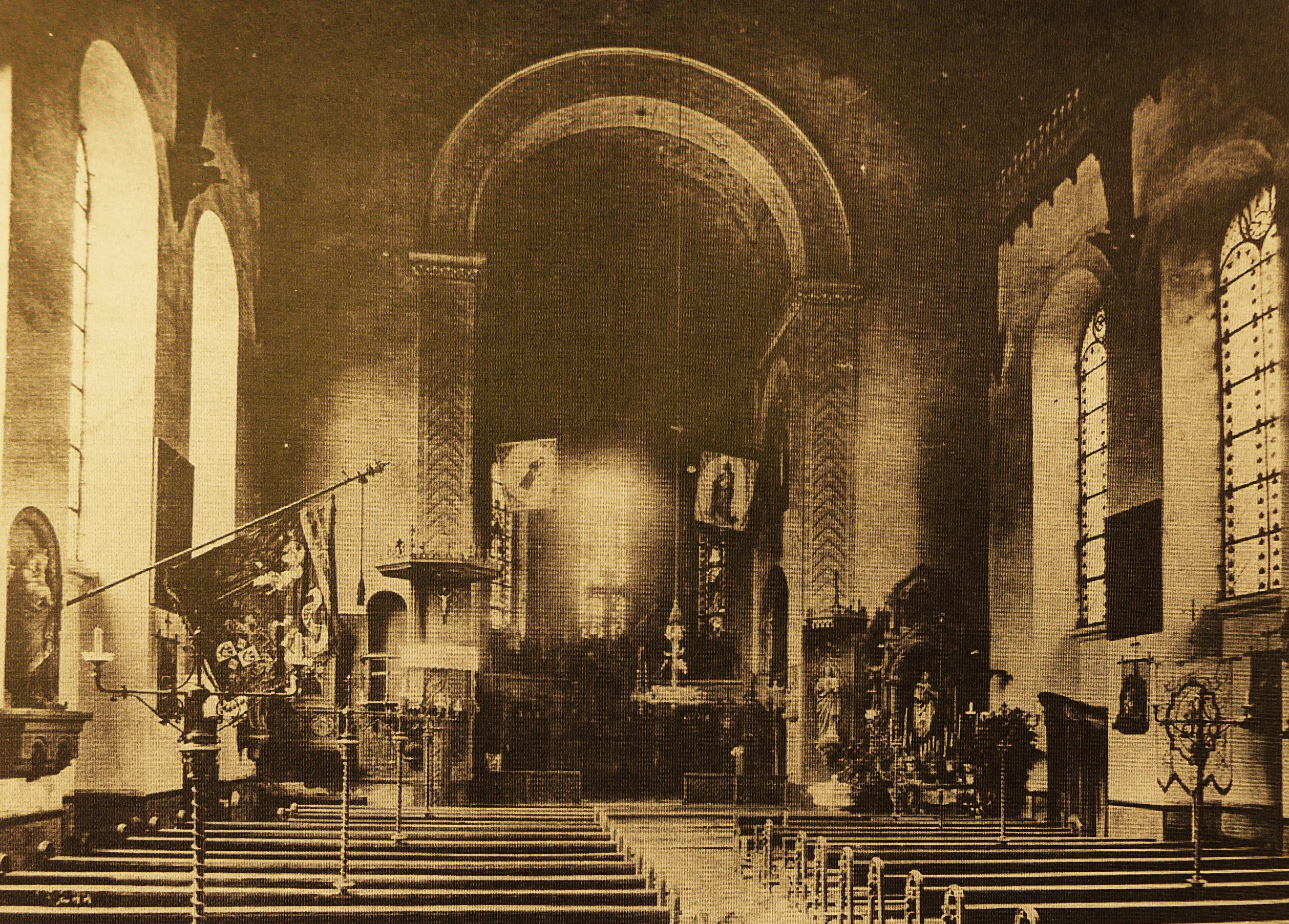
St. Lutwinus (Mettlach), Innenraum der im Jahr 1842 gebauten Kirche vor dem Abriss

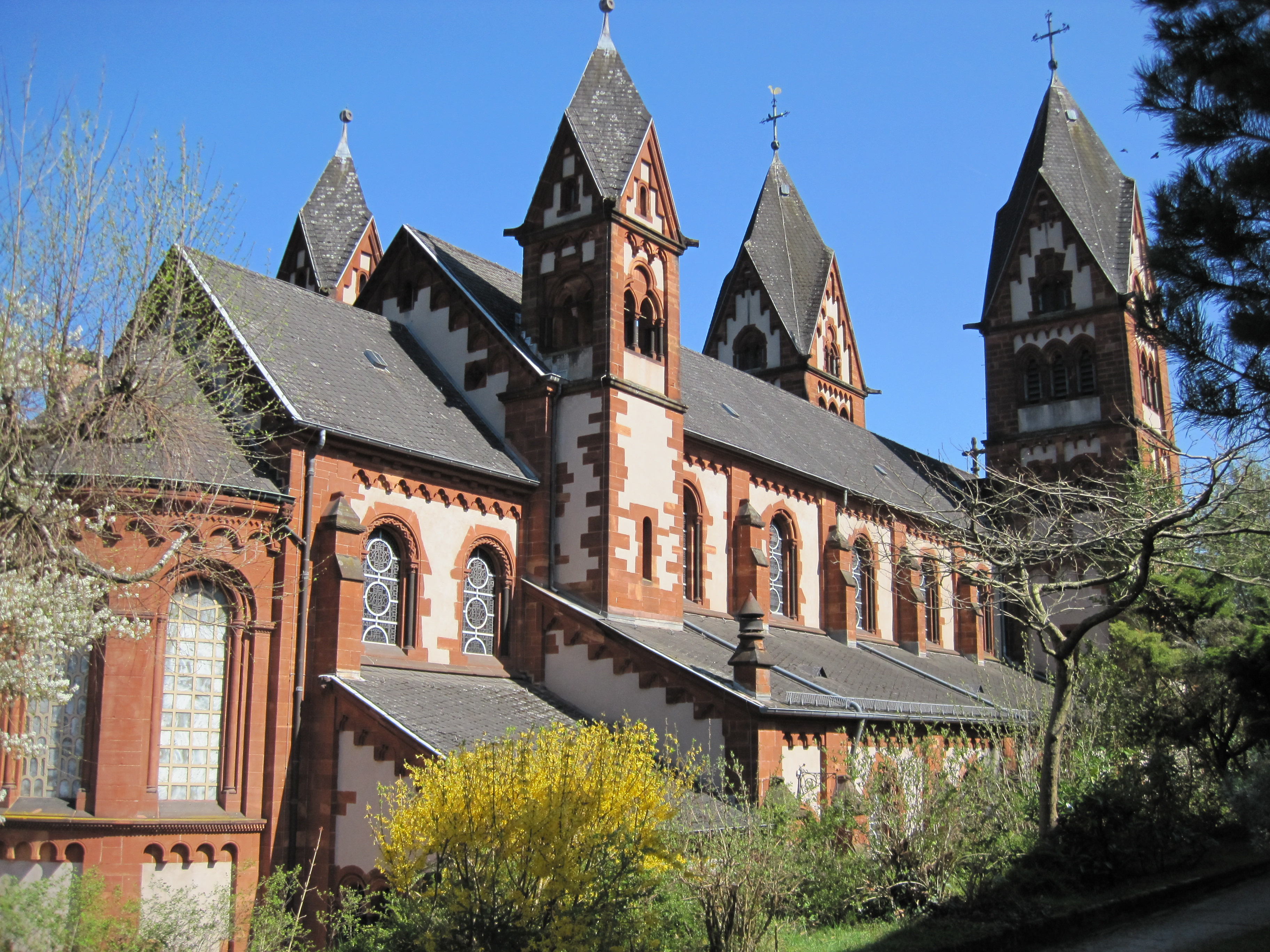
Ansicht der neoromanischen Kirche von Südwesten

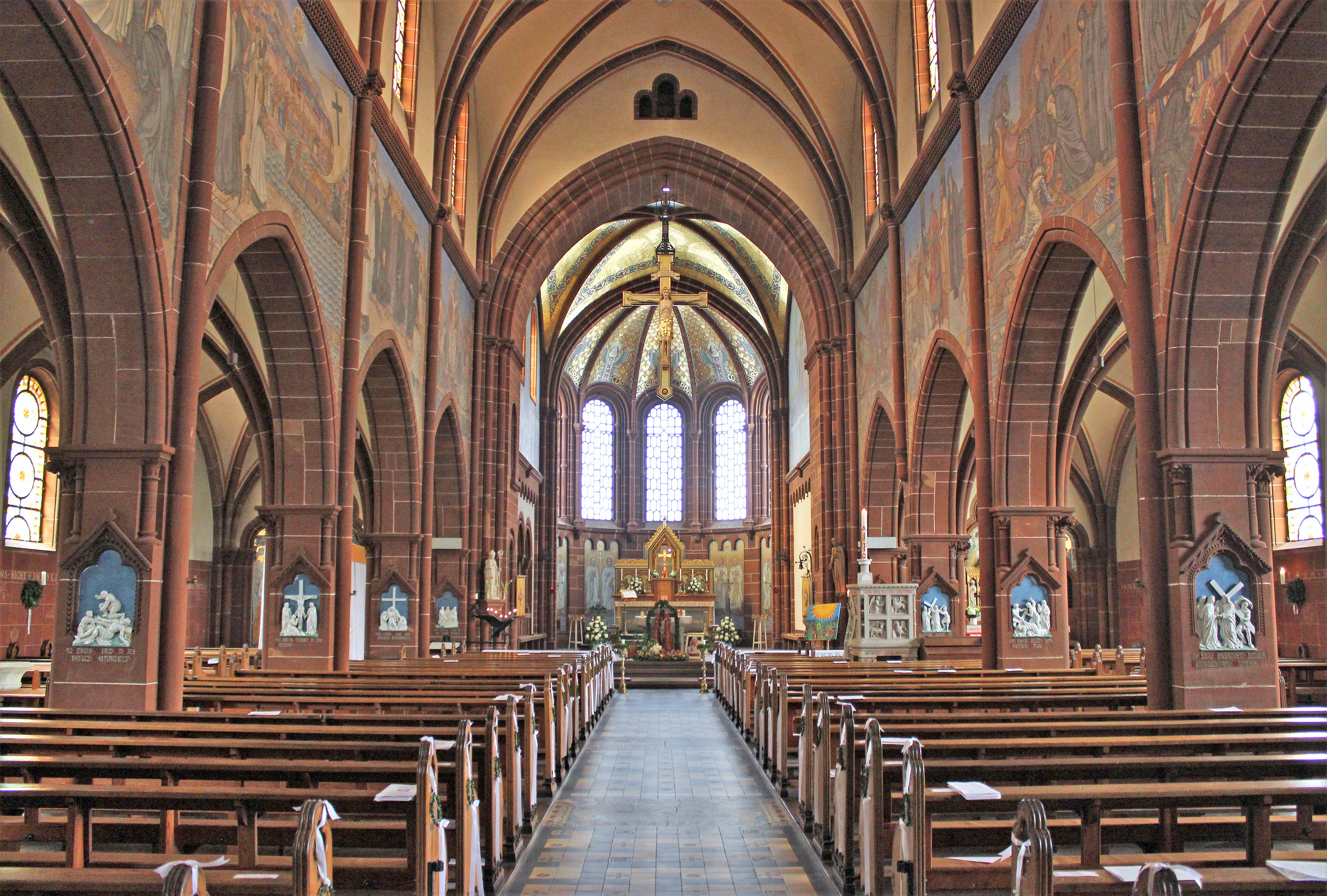
Blick ins Innere der neoromanischen Kirche

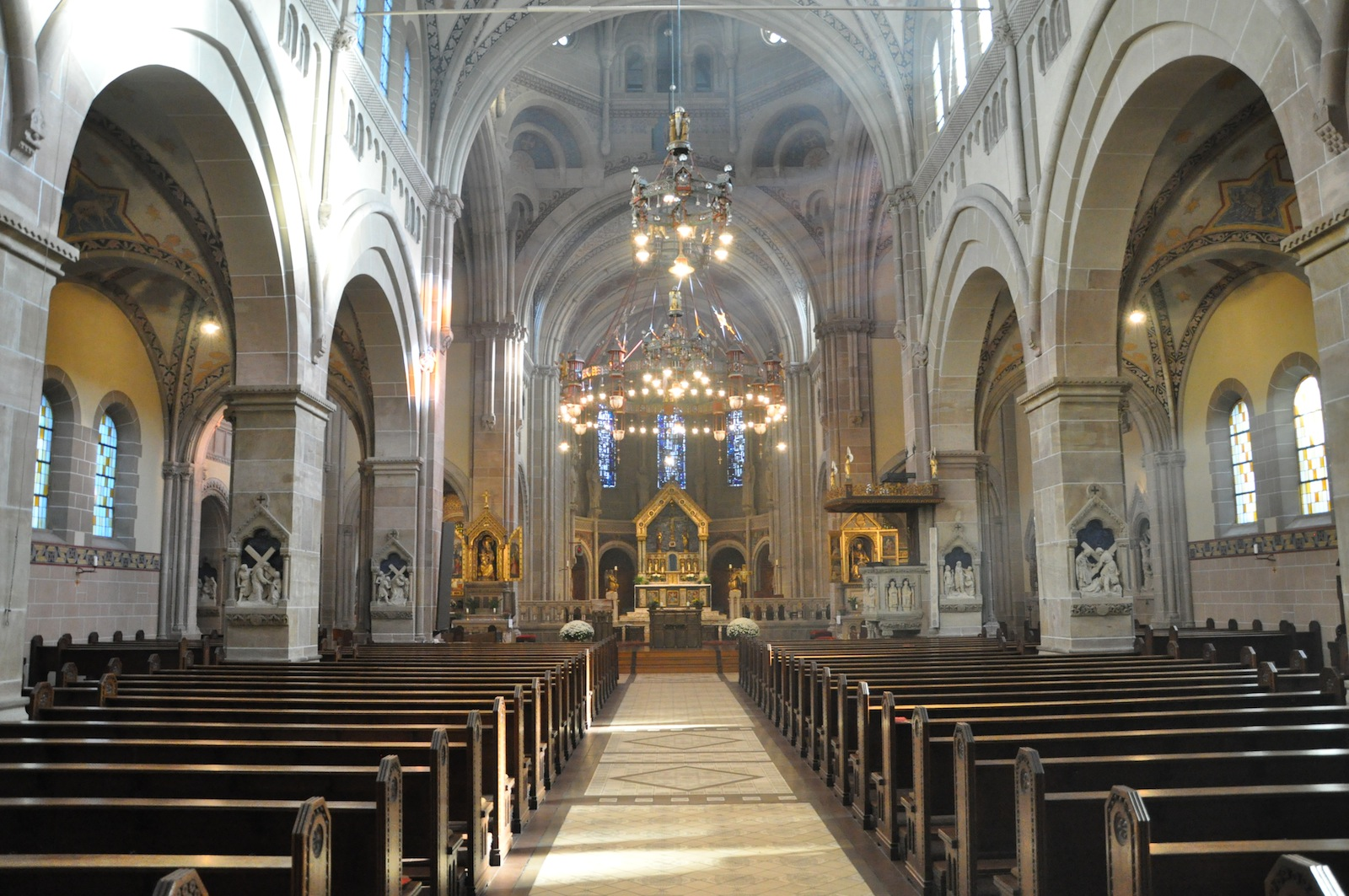
Innenansicht von St. Elisabeth in Bonn mit dem Kreuzweg nach Mettlacher Vorbild

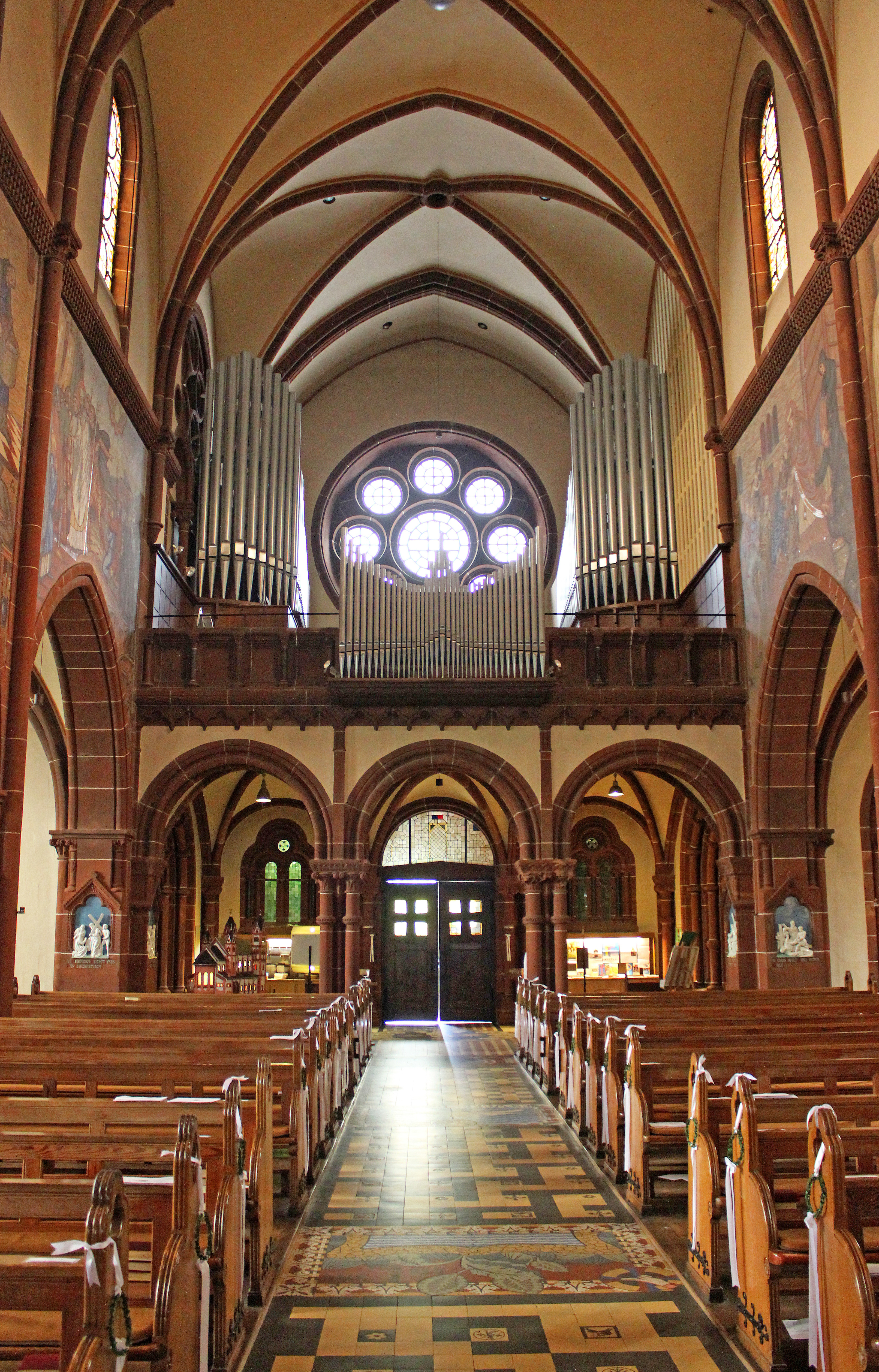
Blick zur Orgelempore

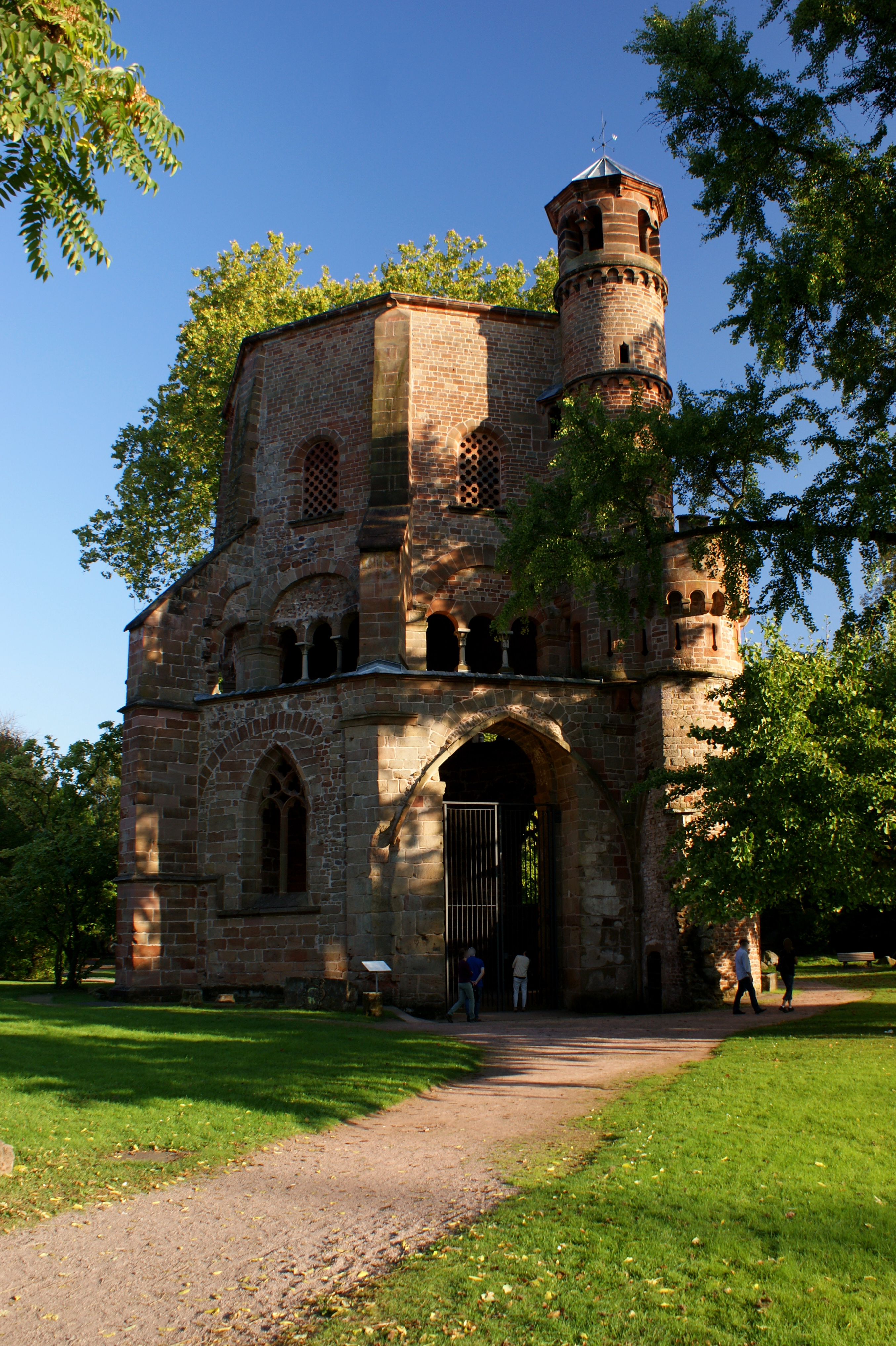
Alter Turm, Eingangsseite

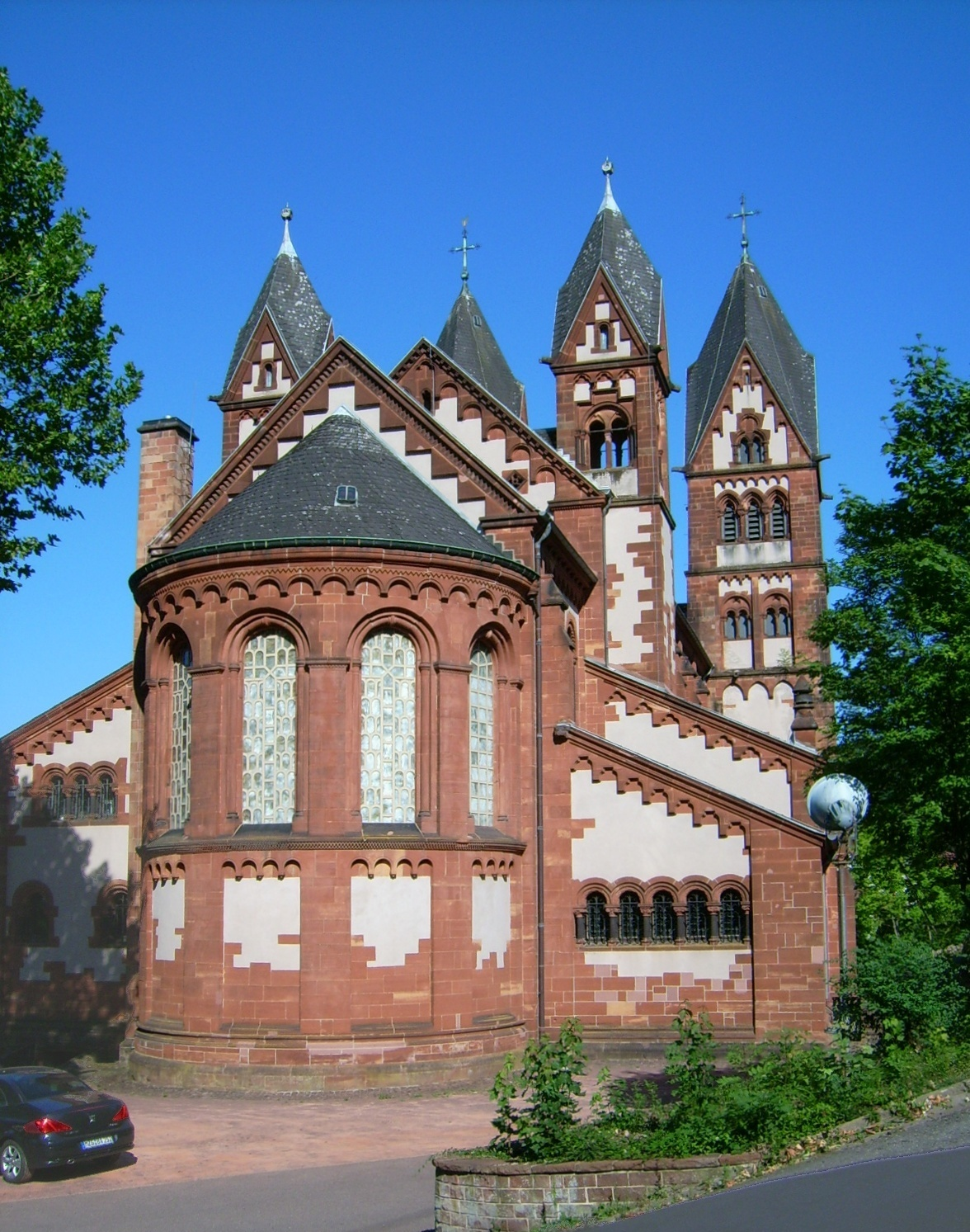
Rückseite der Lutwinuskirche

Die Kirche St. Lutwinus ist eine römisch-katholische Pfarr- und Wallfahrtskirche in Mettlach, Landkreis Merzig-Wadern, Saarland. Die Kirche trägt das Patrozinium des heiligen Liutwin und ist seine Grabkirche. Der neoromanische Sakralbau ist in der Denkmalliste des Saarlandes als Einzeldenkmal aufgeführt. Das Gotteshaus ist Ziel der Lutwinuswallfahrt, die über Jahrhunderte stattfand und seit Anfang der 2000er Jahre wieder neu belebt wurde.

## Geschichte

### Klostergründung
Vermutlich um das Jahr 675 gründete der dem fränkischen Hochadel entstammende Lutwinus (auch Liutwin/Leodewinus) in Mettlach die Abtei Sankt Peter und Maria als Eigenkloster, in das er um das Jahr 696 nach dem Tod seiner Gemahlin eintrat. Die Legende berichtet, dass Lutwinus bei einem Jagdausflug in der Nähe der Saarschleife auf einem Felsen hoch über dem Fluss rastete und einschlief. Ein Adler flog herbei, blieb über dem Schlafenden in der Luft stehen und schützte ihn so vor der sengenden Sonne. Als Lutwinus von seinen Dienern, die das Wunder beobachtet hatten, die wundersame Begebenheit erfuhr, deutete er dies als einen göttlichen Fingerzeig. Das sogenannte „Adlerwunder“ brachte die spirituelle Wende in seinem Leben und veranlasste ihn, so die fromme Überlieferung, zur Klostergründung im späteren Mettlach. Die Lutwinuskapelle auf einem Felsen hoch über der Saar im Mettlacher Ortsteil Weiten erinnert an das legendarische Ereignis.
Im Jahr 706 schenkte Lutwinus sein Kloster dem Bistum Trier, wodurch für die Folgezeit die Bischöfe von Trier gleichzeitig auch Äbte des Mettlacher Klosters waren. Der Bruder von Lutwinus’ Mutter, der Trierer Bischof Basin, übertrug Lutwinus vermutlich um 695 einen Teil der Verwaltung des Bistums Trier und weihte ihn zum Chorbischof. Nach dem Tod von Basin im Jahr 705 wurde Lutwinus sein Nachfolger auf dem Trierer Bischofsstuhl. Der fränkische Hausmeier Karl Martell übertrug nach der Schlacht von Vincy (717), durch die dieser zum mächtigsten Mann im Frankenreich aufstieg, Lutwinus als Nachfolger des abgesetzten Bischofs Rigobert von Reims zusätzlich noch das Bistum Reims. Vermutlich starb Lutwinus unmittelbar darauf, denn in den Reimser Bischofslisten ist sein Sohn Milo von Trier verzeichnet. Nach legendarischen Überlieferungen soll Lutwinus ebenfalls Bischof von Laon gewesen sein.
Der ursprüngliche Gedenktag des Heiligen ist der 29. September. Dieser Tag ist jedoch das Fest des Erzengels Michael. So wurde Liutwins Gedenktag im 18. Jahrhundert auf den 28. September vorverlegt. Nach dem Zweiten Vatikanischen Konzil (1962–1965) wurde schließlich der 23. September als kanonischer Gedenktag festgelegt, der zugleich für den Onkel von Lutwinus, Basinus von Trier, gilt.

### Kloster und Wallfahrt

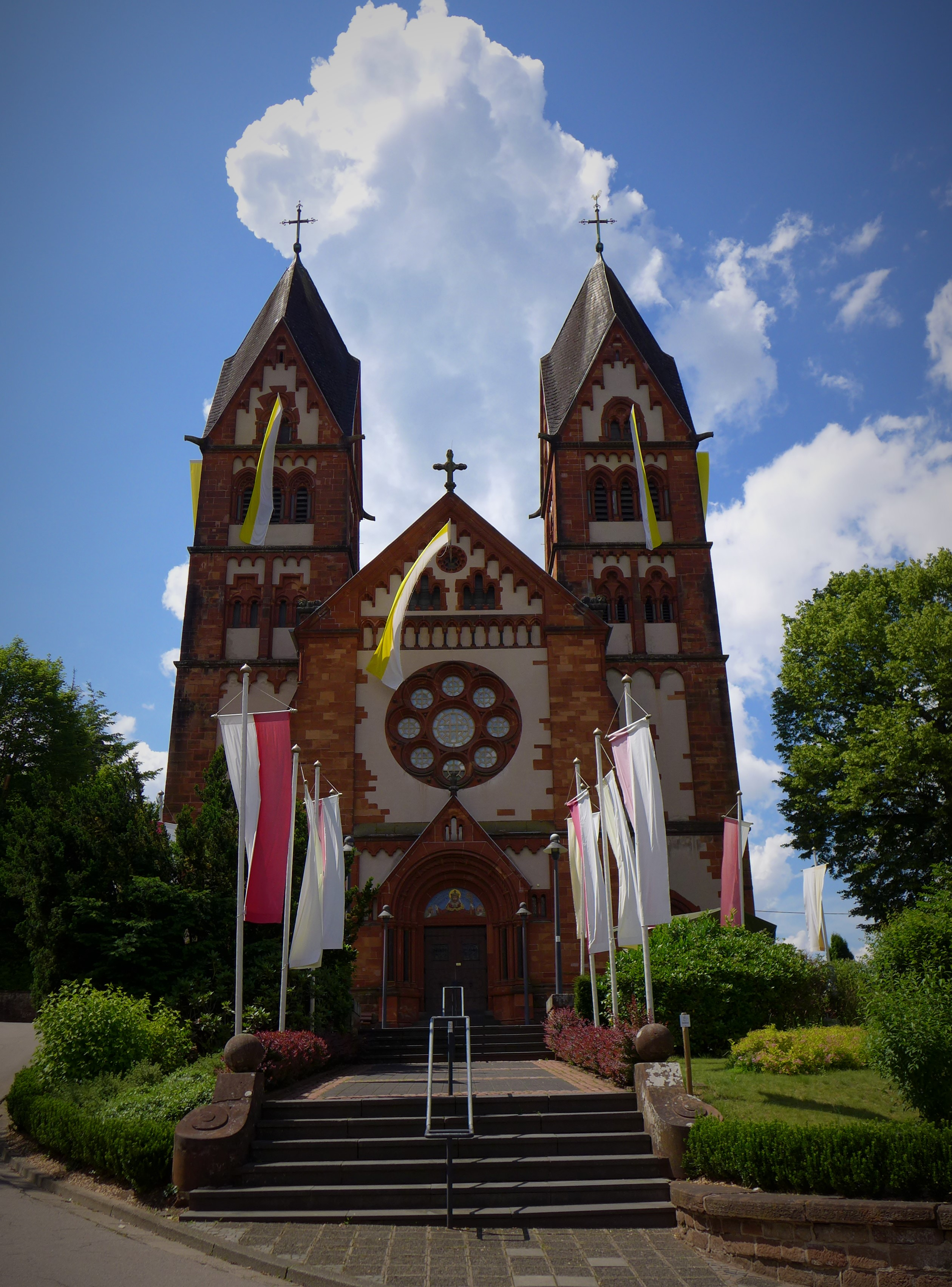
Die Lutwinuskirche im Wallfahrtsschmuck

Bis zum Jahr 941 waren die Bischöfe von Trier in Personalunion auch Äbte der Abtei Mettlach. Da diese Personalunion das Kloster oft in wirtschaftliche Schieflage gebracht hatte, berief schließlich Bischof Ruotbert von Trier (931–956) aus der Abtei Kornelimünster bei Aachen den Mönch Ruotwich zum Abt (941–975) für Mettlach und gewährte fortan die freie Abtswahl. Bis in seine Zeit sind nach einer bischöflichen Anordnung die Pflichtwallfahrten der Bewohner im näheren und weiteren Umkreis nach Mettlach am Kirchweihtag der Mettlacher Dionysiuskirche (9. Oktober) bezeugt. Später wurde der Weihetag der Abteikirche (12. Mai, „Halbmaitag“), letztendlich der Sonntag nach Christi Himmelfahrt („Hellemädach“, d. h. „heller“ bzw. „lauter“ Maitag wegen des dazugehörigen Wallfahrts- und Markttreibens) zum Wallfahrtstag. Nach einem ersten Niedergang der Wallfahrt verpflichtete Erzbischof Albero von Montreuil (1131–1152) 75 namentlich genannte Pfarreien, wie zu Zeiten seines Vorgängers Ruotbert nach Mettlach zu wallfahren.
Im Jahre 1468 schloss sich die Abtei der Bursfelder Reformbewegung an. Abt Thilmann von Prüm (1479–1504) förderte die Mettlacher Wallfahrt in besonderem Maße. In seine Amtszeit fällt die Stiftung der jüngst wiederaufgefundenen Wallfahrtsfigur, die seit dem Jahr 2003 in der jetzigen Pfarrkirche steht, sowie die Anfertigung der Arm-Reliquiare des heiligen Dionysius und des heiligen Lutwinus, die heute im Hochaltar aufbewahrt werden.
Mit dem Untergang des Mettlacher Klosters in der Französischen Revolution brach die Pflichtwallfahrt der saarländischen Dörfer zusammen. Der heilige Lutwinus zog aber weiter die Pilger nach Mettlach, obwohl im Jahre 1830 Bischof Joseph von Hommer wegen angeblicher Missbräuche die Wallfahrten verbot. Zur Zeit des Mettlacher Pfarrers Lenarz (1855–1863) wird von 4000 bis 5000 Pilgern am Wallfahrtstag berichtet. Im Jahre 1924 wandelte der Mettlacher Pfarrer, Prälat Roman Koll, der große Wiederbeleber der Mettlacher Lutwinus-Verehrung, die Sakramentsprozession am Kirmestag in eine Prozession mit dem Reliquienschrein des Kirchenpatrons um. Seit dem Jahr 2003 ist die Mettlacher Wallfahrt auf die Pfingstnovene zwischen Christi Himmelfahrt und Pfingsten ausgedehnt mit der Lutwinus-Prozession am Sonntag nach Christi Himmelfahrt als Höhepunkt.

### Vorgängerbauten

#### Dionysiuskirche
Vor dem Bau des Klosters errichtete Lutwinus im 8. Jahrhundert die Dionysius-Kirche. Sie war dem heiligen Dionysius von Paris geweiht und stand vermutlich dort, wo sich heute das Portal der Alten Abtei erhebt. Die Kirche, die im Jahr 1664 zuletzt urkundlich erwähnt worden war, blieb bis zur ersten Jahrtausendwende Ziel der Lutwinus-Wallfahrt. Diese Kirche wurde 1664 einer Restaurierung des Dachstuhles unterzogen, wobei auch ein neuer Altar aufgestellt wurde. Anlässlich des Neubaus der Mettlacher Abtei kam es im Jahr 1722 zum Abriss der Kirche.

#### Johanneskirche
Im 12. Jahrhundert wurde eine Kirche mit dem Patrozinium des heiligen Johannes des Täufers außerhalb des Klosterbereiches im südlichen Berghang („G´hansoht“) als Pfarrkirche „St. Johannes bei Mettlach“ erbaut. Die Dionysius-Kirche in Mettlach wurde zur Kapelle umgewidmet. Aufgrund von Baufälligkeit wurde die Johanneskirche in den Jahren 1769/1770 abgerissen.

#### Alter Turm (Lutwinuskirche I)
Abt Lioffin (bis 993) errichtete das heute noch bestehende Oktogon rechts neben dem heutigen ehemaligen Abteigebäude als Marienkirche. Sie beherbergte die Grablege des heiligen Lutwinus und übernahm Ende des 11. Jahrhunderts auch sein Patrozinium. Der sogenannte „Alte Turm“ mit seinem gotischen Vorbau diente der Gemeinde Mettlach in den Jahren 1770 bis 1794 als Pfarrkirche.

#### Abteikirche St. Peter
Das ursprünglich nur dem heiligen Petrus geweihte dreischiffige, romanische Gotteshaus aus dem 10. Jahrhundert musste Anfang des Jahres 1790 auf Anweisung von Trier die Pfarrgemeinde der abgerissenen Johanneskirche aufnehmen. Ihr wurde der Dionysiusaltar des Alten Turmes zugewiesen. Nach dem Abriss der Abteikirche durch die Besitzer der neugegründeten Mettlacher Keramikfabrik im Jahre 1819 wurde das Refektorium der ehemaligen Abtei zum Gottesdienstraum der Pfarrgemeinde umgewidmet. Mit der Genehmigung zum Abbruch der Peterskirche war aber vertraglich der Bau einer neuen Pfarrkirche festgelegt worden.

#### Lutwinuskirche II
Johann Franz Boch-Buschmann (Jean-François Boch) erteilte dem im Jahr 1840 als Baumeister in seine Dienste getretenen Karl August von Cohausen (1812–1894) den Auftrag für die Errichtung der versprochenen Kirche. Nach dessen Plänen konnte am 24. September 1842 im Gewann „Hirtengarten“ am unteren Hang des Mettlacher Gorichkopfes/Gangolfberges der Grundstein zum Bau eines hohen Rechtecksaales in Formen des Rundbogenstils gelegt werden. Die Weihe der Kirche erfolgte am 13. Mai 1847, dem Himmelfahrtstag, durch den Trierer Bischof Wilhelm Arnoldi. Die Mettlacher Kirche war damals Filialgemeinde der Kirche von St. Gangolf. Erst am 19. September 1851 erhob Bischof Arnoldi Mettlach, nachdem der Ort 1803 der Pfarrei St. Gangolf zugeordnet worden war und zwischenzeitlich von 1818 bis 1821 zur Pfarrei Saarhölzbach gehört hatte, erneut zu einer selbständigen Pfarrei III. Klasse. Im Jahr 1855 erhielt Mettlach erstmals wieder einen Pfarrer. Im Folgejahr wurde mit dem Bau des Pfarrhauses im Gewann Hirtengarten begonnen. Es war am Heiligabend des Jahres 1858 bezugsfähig.
Das Langhaus der Cohausen-Kirche besaß vier Fensterachsen und einen kleinen Glockenträger über der Fassade. Ein romanisierender Rundbogenfries und der dreitorig angelegte Eingangsbereich greifen bereits neoromanische Formen des frühen Historismus auf.

#### Lutwinuskirche III

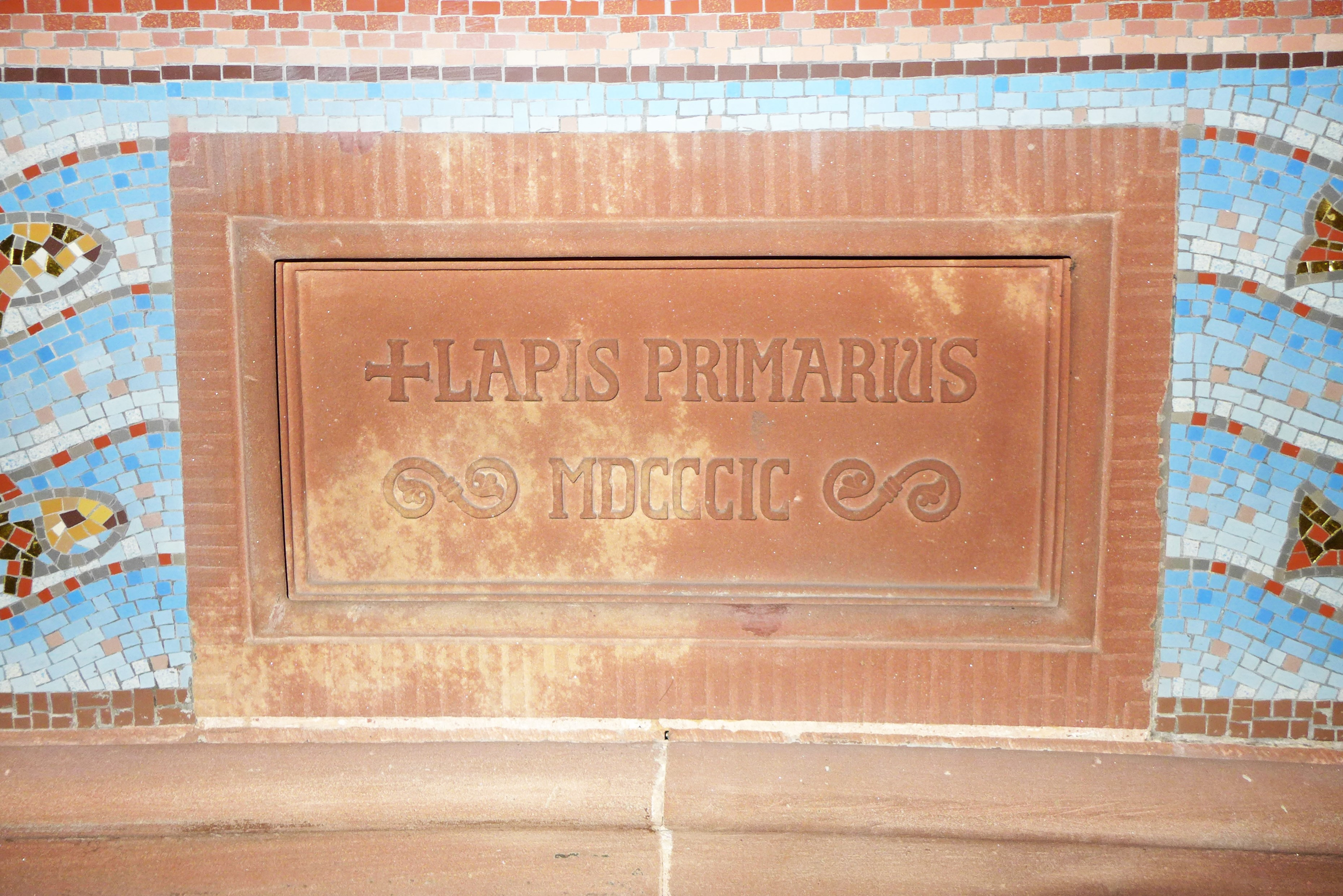
Grundstein der neoromanischen Lutwinuskirche mit der Inschrift „Lapis Primarius MDCCCIC“ aus dem Jahr 1899

Aufgrund des Bevölkerungswachstums in der zweiten Hälfte des 19. Jahrhunderts wurde das Gotteshaus im Hirtengarten gegen Ende des Jahrhunderts zu klein, so dass 1897 (nach Überlegungen, ob eine Erweiterung oder ein Neubau der Kirche erfolgen sollte) beschlossen wurde, einen Neubau im Pfarrgarten hinter der bestehenden Kirche zu realisieren. Um die für das Bauvorhaben erforderlichen Finanzmittel zu sammeln, wurde ein Kirchbauverein gegründet. Bereits seit Herbst 1888 war der Mainzer Architekt und Dombaumeister Ludwig Becker bei den Überlegungen (Erweiterung oder Neubau) konsultiert worden. Schließlich wurde Becker 1897 mit der Durchführung eines Neubaues mit einem fünfjochigen Langhaus auf Basis von Plänen aus dem Jahr 1892 beauftragt. Am 12. April 1899 wurde aufgrund des in den 1890er Jahren erneuten starken Bevölkerungswachstums beschlossen, den Bau um ein Joch zu vergrößern. Trotz fehlender Baugenehmigung von Seiten der Königlich-preußischen Regierung in Trier erfolgte am 23. Juli 1899 die feierliche Grundsteinlegung. Die Bauarbeiten begannen Anfang des Jahres 1900, wobei die Bauausführung in den Händen der Steingutfabrik Villeroy & Boch (Mettlach) lag. Die örtliche Bauleitung übernahmen der Architekt Georg Bernhard Merckel (Darmstadt) und Franz Konrad Zechmeister. Die neue Kirche wurde auf dem Gelände des ehemaligen Pfarrgartens und teilweise auf dem Platz der alten Cohausen-Kirche errichtet. Deshalb musste man den Neubau in zwei Bauperioden einteilen. Nachdem man den Chorbereich der Cohausen-Kirche im Jahr 1899 abgerissen hatte, errichtete man den Chorbereich der neuen Kirche zusammen mit den vier anschließenden Jochen des Langhauses. Als dieser Teil des Neubaues für den Gottesdienst benutzbar war, brach man die Cohausen-Kirche vollends ab und errichtete im Jahr 1901 das fünfte Langhausjoch und die Turmfassade. Das Baumaterial stammt aus den Mettlacher Sandsteinbrüchen von der Südseite des Berghanges. Der Sandstein weist aufgrund seiner Eisenoxidhaltigkeit einen starken Rotton auf. Die Mauerflächen verputzte man mit hellem Kalkmörtel. Die Baukosten von 321.993,61 Mark gliederten sich folgendermaßen auf:
- Rohbau: 221.463,17 Mark
- Ausstattung bis zur Einweihung: 90.932,32 Mark
- Wegebau und Erdbewegungen: 9.598,12 Mark

Am 15. Mai 1905 wurde das fertiggestellte Gotteshaus durch den Trierer Bischof Michael Felix Korum konsekriert.

## Architektur

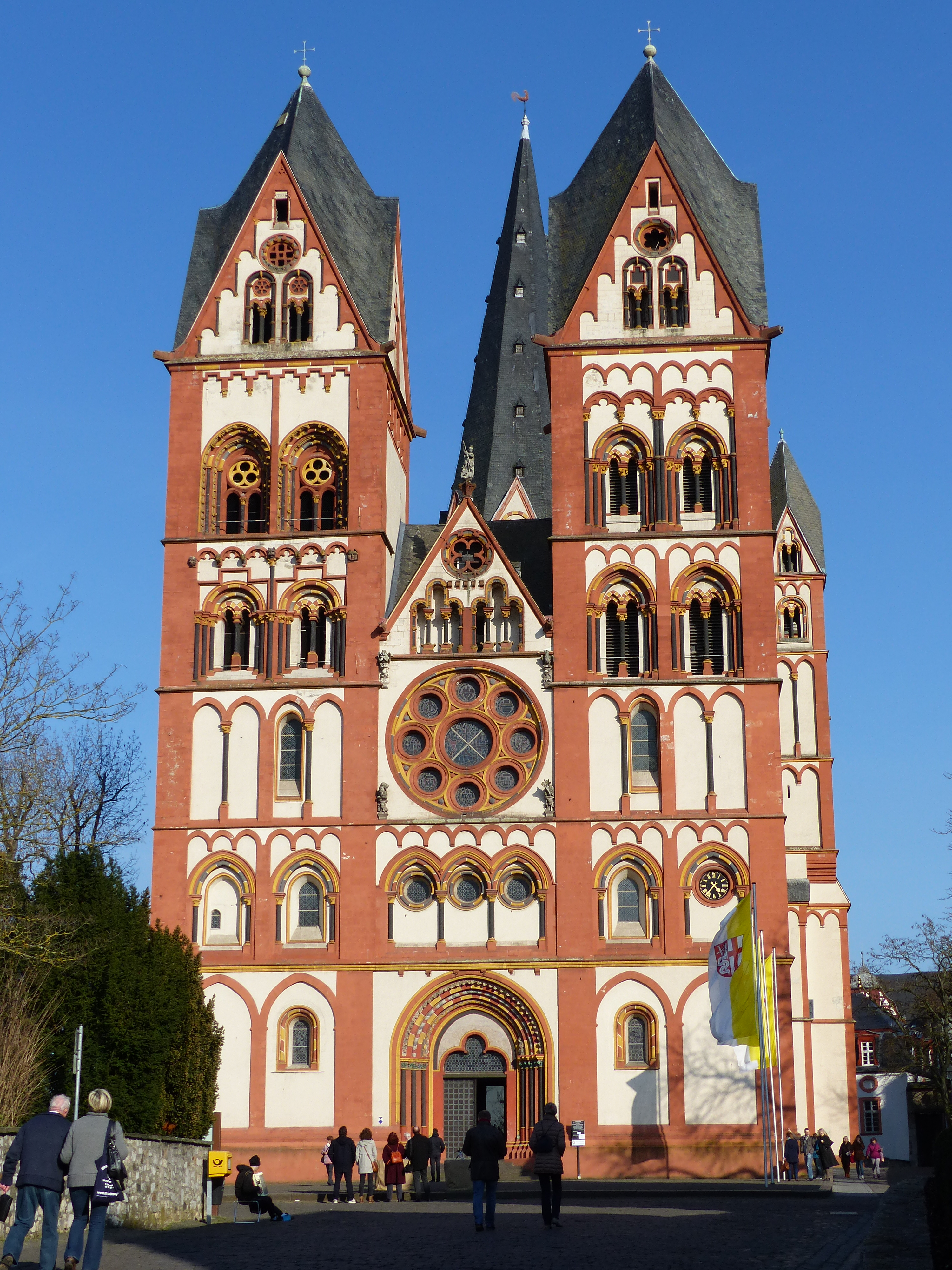
Die Westfassade des Limburger Domes als architektonisches Vorbild der Turmfront der Mettlacher Lutwinuskirche

### Äußeres

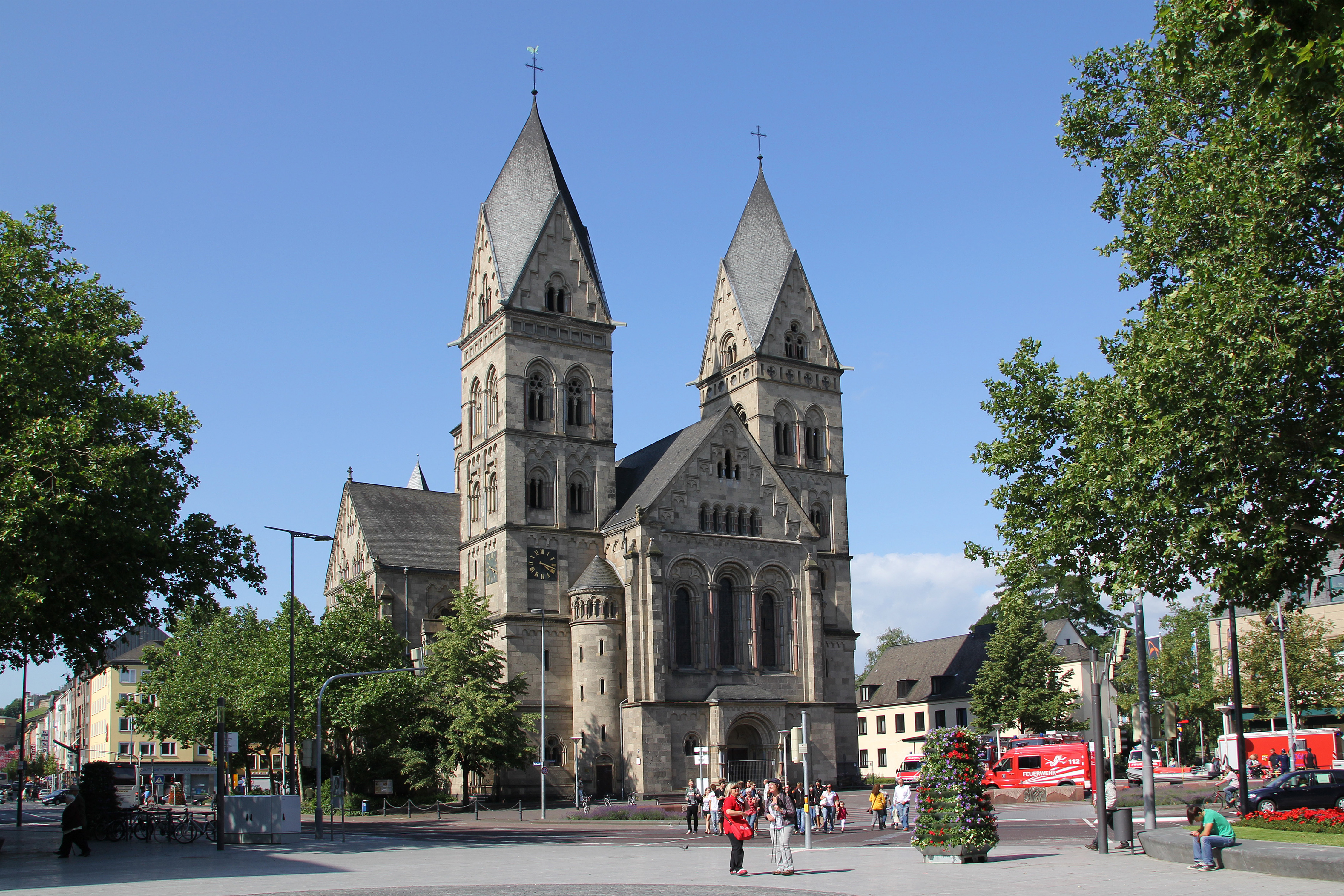
Herz-Jesu-Kirche (Koblenz), Ludwig Beckers „Parallelbau“ zur Mettlacher Lutwinuskirche

Das Langhaus der neoromanischen Pfeilerbasilika ist dreischiffig und hat sechs Joche. Der Chorbereich mit der Apsis ist leicht eingezogen und niedriger als das Langhaus. Das Mittelschiff verfügt über vier Flankentürme. Dabei sind die größeren Fassadentürme (Höhe 39 m) um das Maß der Vorhalle zurückversetzt und die kleineren Chorflankentürme erheben sich zur Hälfte über dem Mittelschiff und dem Seitenschiff. Alle Türme sind von Rautenhelmen bekrönt. Das Zurücktreten der Fassadentürme hinter die Vorhalle und die Positionierung der Chorflankentürme könnte der Architekt von der Münsterkirche in Roermond übernommen haben. Zu beiden Seiten des Chores in Mettlach sind niedrigere Seitenräume angebaut. Der linke Seitenraum dient als Gottesdienstloge der Familie von Boch. Der gegenüberliegende Seitenraum beherbergt die Sakristei.
Der gesamte Bau zeichnet sich durch den starken Kontrast von weißen Verputzflächen und roten Sandsteinelemente aus. Die Turmgeschosse mit Zwillings- bzw. Drillingsfenstern sind durch Lisenen und Rundbogenfriese gerahmt, der Eingang ist als gestuftes Säulenportal mit verschiedenen Rundstabformen und Wimpergbekrönung gestaltet, über dem sich ein großes Rundfenster öffnet, das von Kreisöffnungen nach dem Vorbild des Limburger Domes durchbrochen ist. Darüber erhebt sich eine Blendgalerie. Die Formen der rheinischen Romanik greifen frühgotisches Formengut auf und zeigen damit den Rheinischen Übergangsstil, wie er am Limburger Dom verwandt wurde.
Innerhalb des Beckerschen Œuvres zeigt sich am deutlichsten eine architektonische Ähnlichkeit zwischen der Mettlacher Lutwinuskirche und der Koblenzer Herz-Jesu-Kirche. Die Koblenzer Kirche, die fast zeitgleich mit der Mettlacher Lutwinuskirche erbaut wurde, verfügt ebenfalls über ein vorgezogenes Kirchenschiff, zwei zurücktretende Fassadentürme und zwei Chorflankentürme. Ursprünglich hatten die Koblenzer Türme hohe Helme. Nach den Zerstörungen des Zweiten Weltkrieges deckte man die Türme mit rheinischen Rhombenhelmen, sodass sich die Beckerschen Kirchen in Koblenz und Mettlach noch stärker als im Vorkriegszustand ähnlich sehen.
Das Motiv der hinter das Kirchenschiff zurücktretenden Fassadentürme hat Becker nochmals im Jahr 1905 beim Fassadenneubau der Kirche St. Brigida in Legden
zur Anwendung gebracht. Das Motiv der Chorflankentürme kommt bei Becker nochmals bei der neoromanischen Bonner Elisabetkirche (1906–1910) zum Einsatz. Wie in Mettlach wechseln sich auch in Bonn steinsichtige Elemente und Putzflächen ab. Beide architektonischen Mittel wendete Becker auch bei seiner großen neoromanischen Josefskirche in Montigny bei Metz (1903–1906) an.
Wie beim Limburger Dom weisen die Mettlacher Türme Kleeblatt- und Spitzbogenfriese auf. Sie sind bei gleicher Geschosshöhe leicht unterschiedlich gestaltet und lockern so die Fassadensymmetrie malerisch auf. Zum gleichen Zweck ließ der Architekt in der Fassadenfläche überall unverputzt belassene Werksteine verteilen. Der Text im Tympanon des Hauptportals lautet: „St. Liutwinus Lotharingiae Dux Fundator Monasterii Mediolacensis Episcopus Treverensis“ (deutsche Übersetzung: Heiliger Lutwinus, Herzog von Lothringen, Gründer des Klosters Mettlach, Bischof von Trier). Das Bogenfeld zeigt den Kirchenpatron in bischöflichem Ornat flankiert vom Alten Turm (links) und dem Kirchenvorgängerbau (rechts). Der Türsturz mit der Inschrift „Anno Domini MDCCCCII“ (deutsche Übersetzung: „Im Jahre des Herrn 1902“) nennt das Vollendungsjahr der Kirche.
Bei Beckers neoromanische Kirchen in Mettlach, Koblenz, Bonn und Montigny wurden architektonische Elemente der späten Stauferzeit, also der ersten Hälfte des 13. Jahrhunderts, verwendet. Nach der deutschen Reichsgründung mit dem Sieg über das französische Kaiserreich im Jahre 1871 erlebte der Staufermythos einen großen Aufschwung. So wurde Kaiser Wilhelm I. gelegentlich Barbablanca („weißer Bart“) genannt, analog zum Beinamen Barbarossa („roter Bart“) des staufischen Kaisers Friedrich I. Wilhelm I. als Vollender der Politik Friedrichs I. Barbarossa – dieser Gedanke wurde im Jahr 1896 zum Beispiel beim neoromanischen Kyffhäuserdenkmal in Reinform inszeniert. Der Sage nach hat Barbarossa im Kyffhäuserberg geschlafen, um eines Tages zu erwachen und das Reich zu retten.
Unter der besonderen Einflussnahme von Kaiser Wilhelm II. entstanden nun im Deutschen Reich allenthalben Bauten nach den Stilvorbildern der rheinischen Romanik, die, neben ihrer sakralen oder auch profanen Funktion, vor allem einen Denkmalcharakter im Sinne der Betonung der Verbindung zwischen mittelalterlicher und aktueller Größe und Bedeutung des Reiches zum Ausdruck bringen sollten. In einer historisierenden Architektursprache versuchte Kaiser Wilhelm II., an die Glanzzeit der deutschen Kaiser des Mittelalters anzuknüpfen. Besonders seit dem Jahr 1889 beschäftigte sich der Kaiser intensiv mit den romanischen Kirchen des Rheinlandes in Gelnhausen, Limburg, Maria Laach, Andernach, Sinzig, Bonn, Schwarz-Rheindorf sowie den romanischen Kirchen Kölns. Eine eigens angelegte Sammlung von Bauaufnahmen und Architekturdetails wurden den namhaften Architekten des Deutschen Reiches vorgelegt, da der Kaiser den romanischen Baustil für besonders entwicklungsfähig hielt.
Ergebnisse der kaiserlichen Bemühungen war die Errichtung neoromanischer Prestigebauten wie zum Beispiel der Berliner Gnadenkirche (1890–1895, Max Spitta), der Kaiser-Wilhelm-Gedächtniskirche mit neoromanischem Forum (1891–1895, Franz Schwechten), der Erlöserkirche in Bad Homburg vor der Höhe (1903–1908, Franz Schwechten), der Erlöserkirche in Jerusalem (1893–1898, Friedrich Adler), der Dormitio-Basilika auf dem Berg Zion (1900–1910, Heinrich Renard), des Auguste-Viktoria-Hospitals auf dem Ölberg (1907–1910, Carl Gause/ Robert Leibnitz) oder der evangelischen Metzer Stadtkirche (1901–1904, Conrad Wahn). An kaiserlich initiierten Profanbauten neoromanischer Prägung können das Kaiserschloss in Posen (1905–1913, Franz Schwechten), der Metzer Hauptbahnhof (1905–1908, Jürgen Kröger) sowie das Regierungsgebäude in Koblenz (1902–1905, Paul Kieschke) genannt werden.
Der Übernahme spätstaufischer Architekturformen durch Ludwig Becker kann ebenfalls programmatischer Charakter zugewiesen werden.

### Inneres

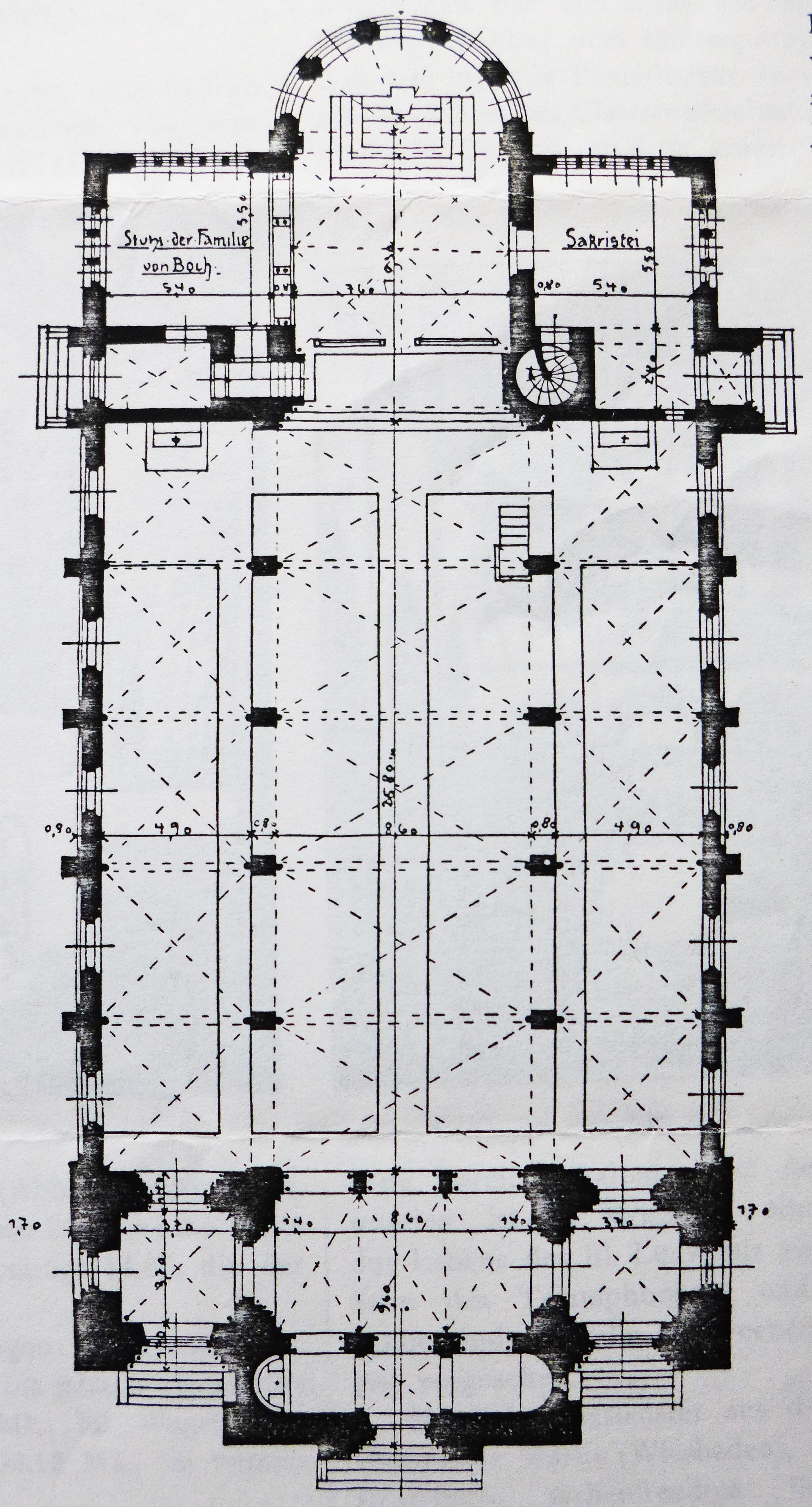
Grundriss der Mettlacher Lutwinuskirche, Ludwig Becker

Das Innere ist stärker durch gotische Formen bestimmt als das Äußere. Das erste Joch wird von der Orgelempore bestimmt. Die Seitenschiffe sind ungewöhnlich breit. Die Mittelschiffjoche weisen einen querrechteckig, die Seitenschiffjoche einen quadratischen Grundriss auf. Die Sicht der Gläubigen aus den Seitenschiffen auf den Altar ist stark verstellt. Altäre (Marienaltar und Herz-Jesu-Altar) in den beiden Schiffen ermöglichten aber beim Vorhandensein mehrerer Priester die Teilnahme an einer sogenannten „Stillen Messe“. Die Arkadenbögen auf querrechteckigen Pfeilern sind leicht gespitzt. Alle Gewölbe sind kreuzrippengewölbt. Die Gewölberippen der Seitenschiffe werden an den Außenwänden von Konsolen getragen, die aus breiten Lisenen der Schildbögenwände herausragen.
Durch eingestellte kurze Ecksäulchen im oberen Pfeilerbereich werden die Kantenwülste der Scheidbögen optisch verlängert. Die Hochschiffwände werden durch halbrunde Dienste gegliedert. Aus ihnen erwachsen die Gurtbögen und Rippen der Gewölbe. Unterhalb der halbrund schließenden Obergadenfenster des Mittelschiffes und in der Höhe der Kapitelle der Dienste zieht sich ein Würfelfries-Gesims durch den Raum. Der Fries bildet den oberen Abschluss der großen Mosaikflächen, die das Leben des Kirchenpatrons darstellen.
Der Triumphbogen, der zum quadratischen Chorbereich überleitet, ist aufwändig mit Runddiensten und Rundwülsten betont. Darüber erhebt sich ein kleines Drillingsfenster. Zwischenjoche der Seitenschiffe, die den Unterbau der Chortürme bilden, dienen jeweils als Zugang zur Bochschen Familienloge und zur Sakristei. Die drei Felder der Brüstung der Loge sind mit Mosaiken geschmückt. Sie zeigen die Heiligen Drei Könige mit ihren Gaben Gold, Weihrauch und Myrrhe (Mt 2,1-12 ) als Vertreter der drei Lebensalter.
An den achtteilig gewölbten Chorbereich schließt sich die rippengewölbte Apsis an.

### Abmessungen
- Turmhöhe der Portalseite: 39,00 m
- Höhe der Chortürme: 25,50 m
- Gewölbehöhe im Hauptschiff: 15,20 m
- Gewölbehöhe in den Seitenschiffen: 6,50 m
- Breite des Mittelschiffes: 8,60 m
- Breite der Seitenschiffe: 4,90 m
- Breite der Kirche: 20,00 m
- Interkolumnium: 4,40 m
- Breite des Chorbereiches: 8,00 m
- Breite des Chorbogens: 7,20 m
- Innere Höhe des Chorbogens: 11,40 m
- Länge des Inneren vom Eingangsportal bis zur Apsisrundung: 48,20 m
- Äußere Länge der Kirche: 50,00 m
- Länge der Seitenschiffe (ohne Turmvorhalle): 26,00 m
- Tiefe der Emporenhalle: 6,00 m
- Tiefe der Vorhalle: 2,60 m
- Fläche des Laienraumes: 575 m² (die Fläche entsprach den zur Erbauungszeit 3125 Einwohnern von Mettlach und Keuchingen zur Erbauungszeit)

## Ausstattung

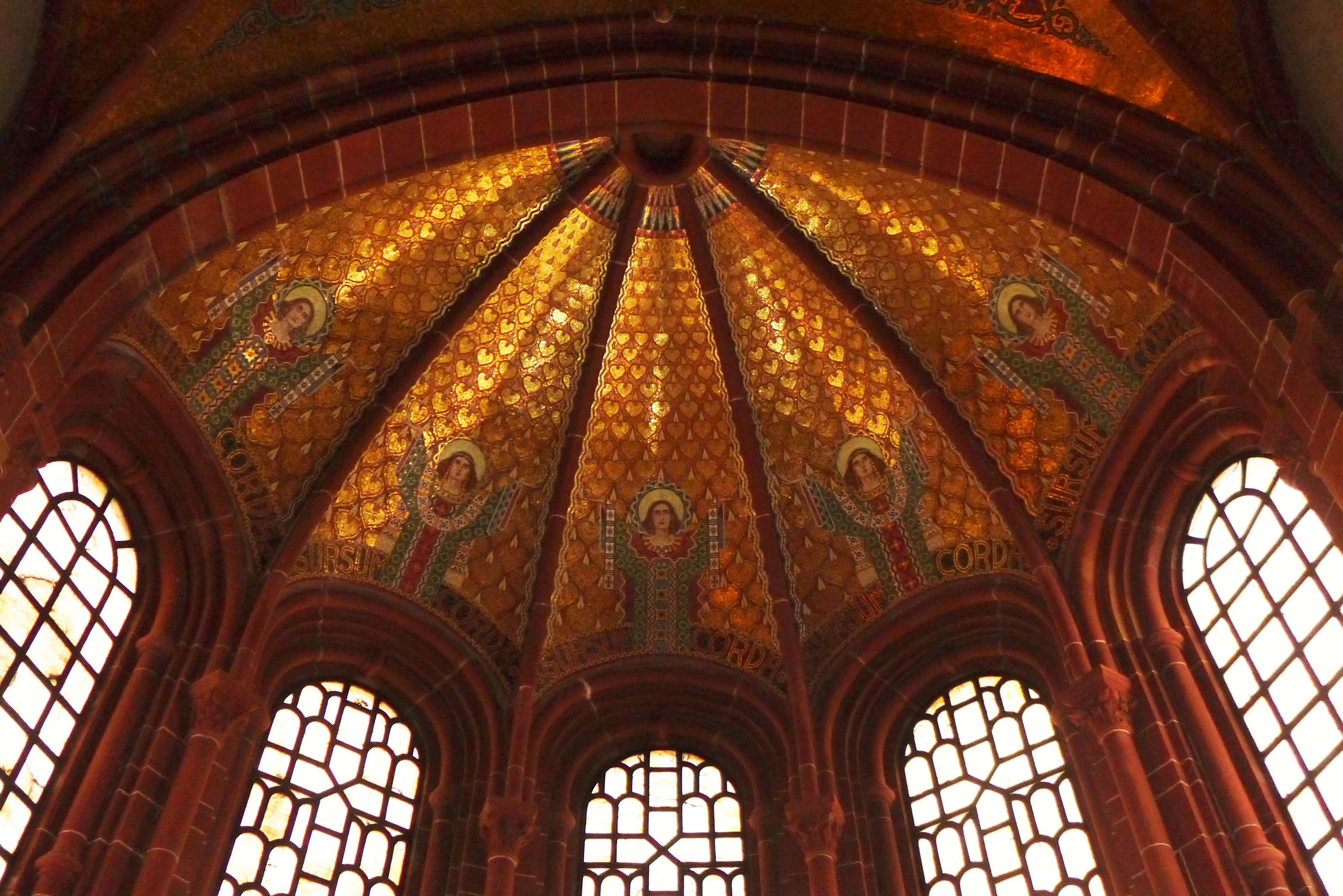
Apsisgewölbe mit Engeln, die die Herzen der Menschen zu Gott tragen
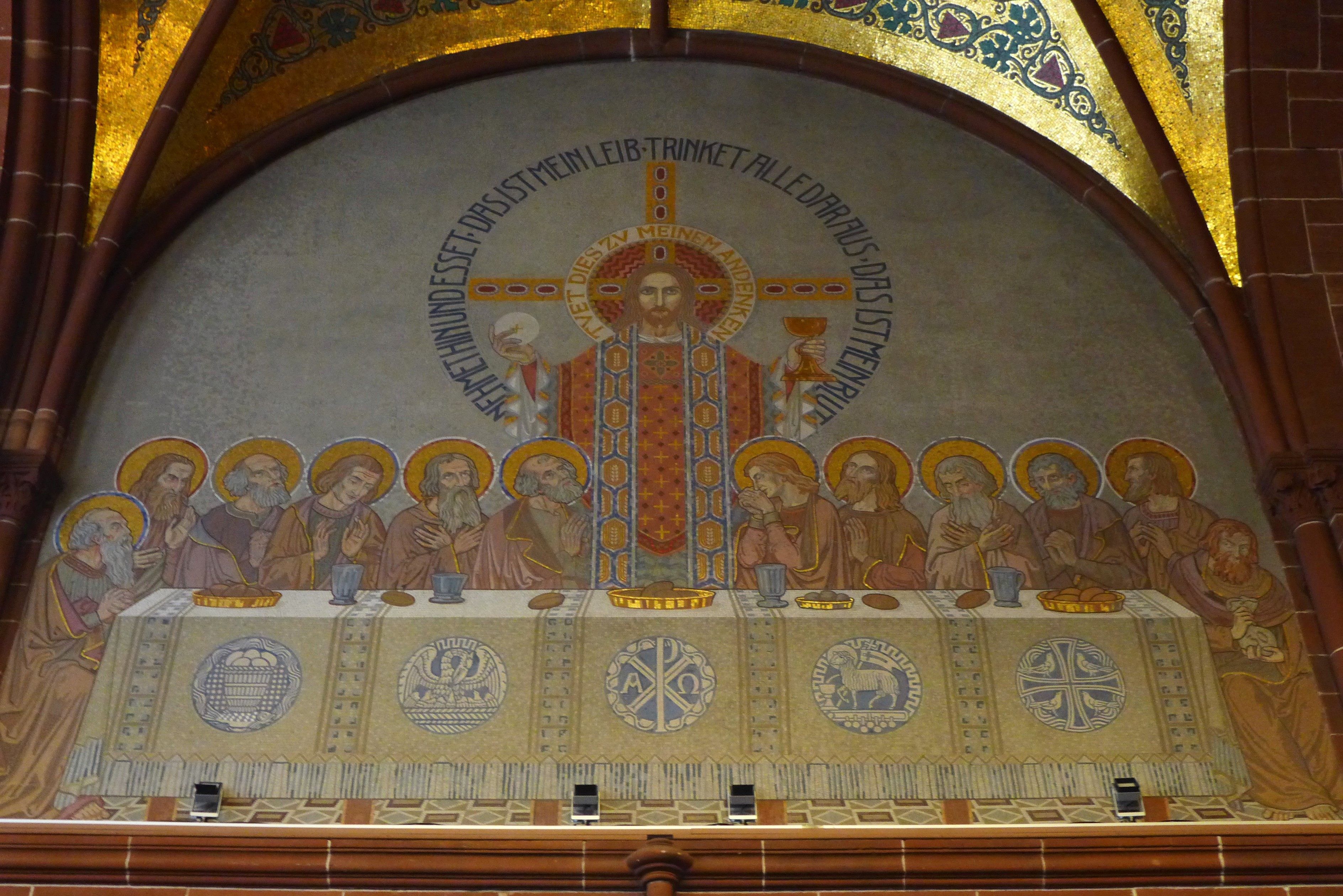
Chorwandmosaik mit dem letzten Abendmahl
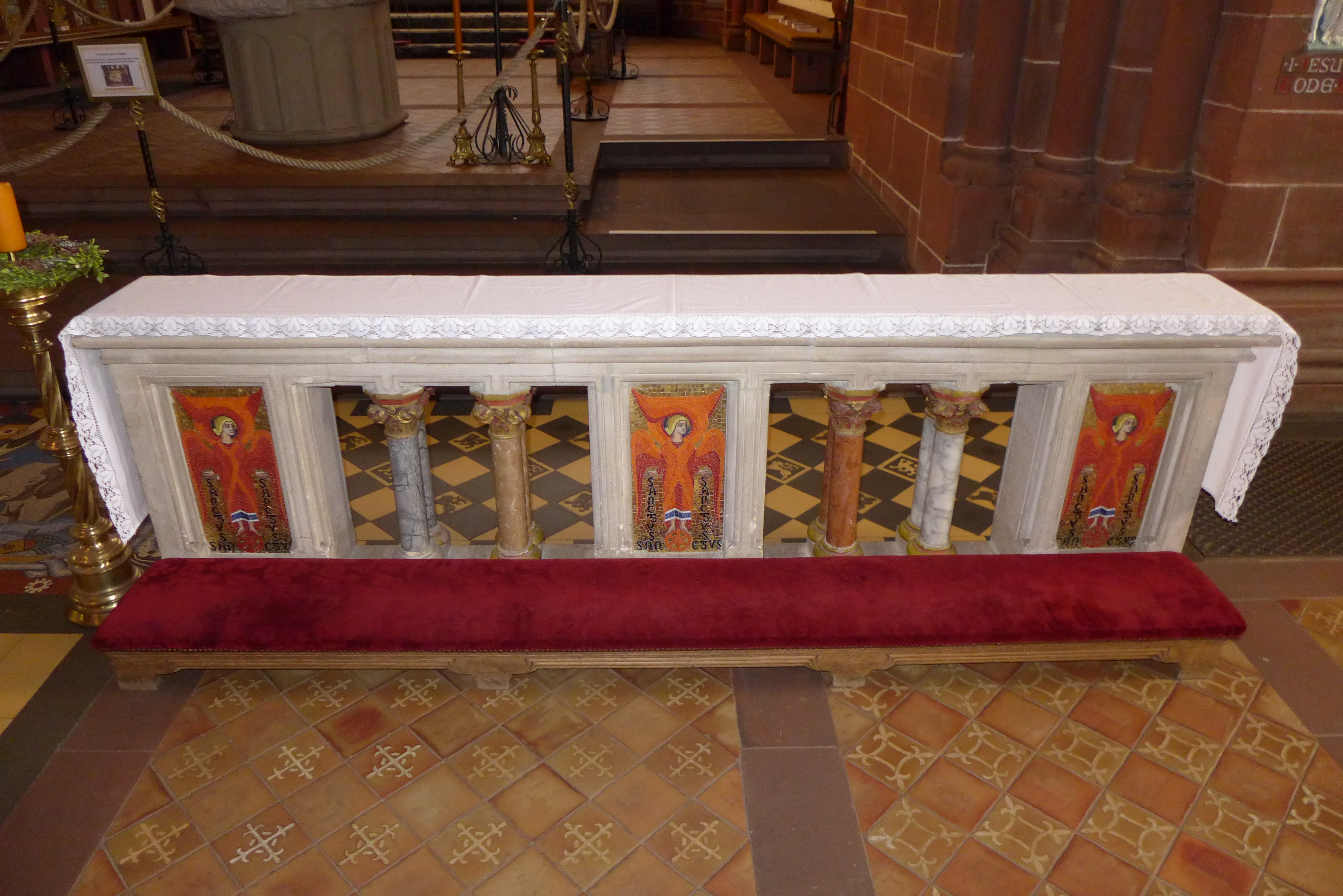
Rechte Kommunionbank aus verschiedenfarbigem Marmor und Mosaikfeldern
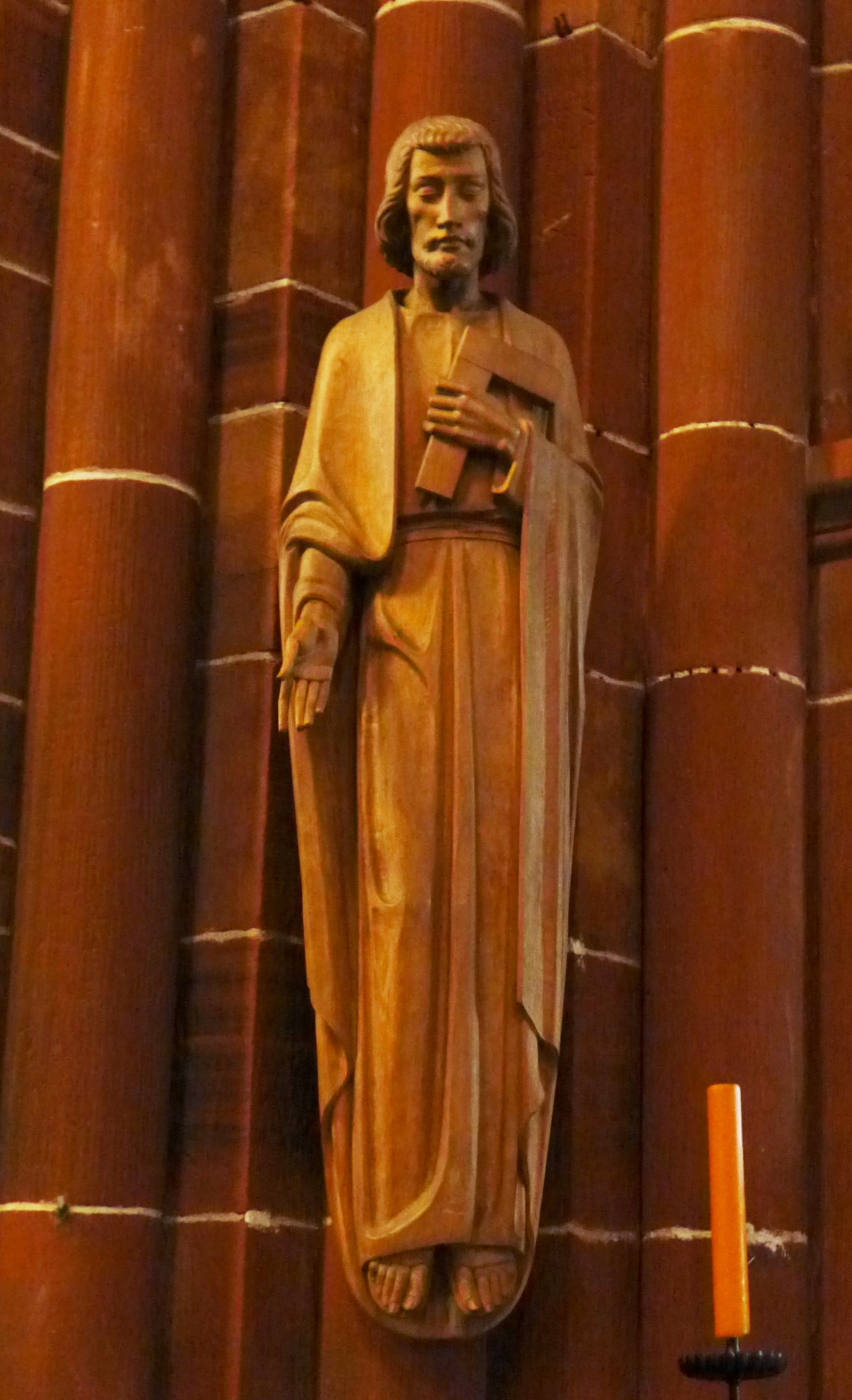
Geschnitzte Statue des heiligen Josef mit Zimmermannswerkzeugen
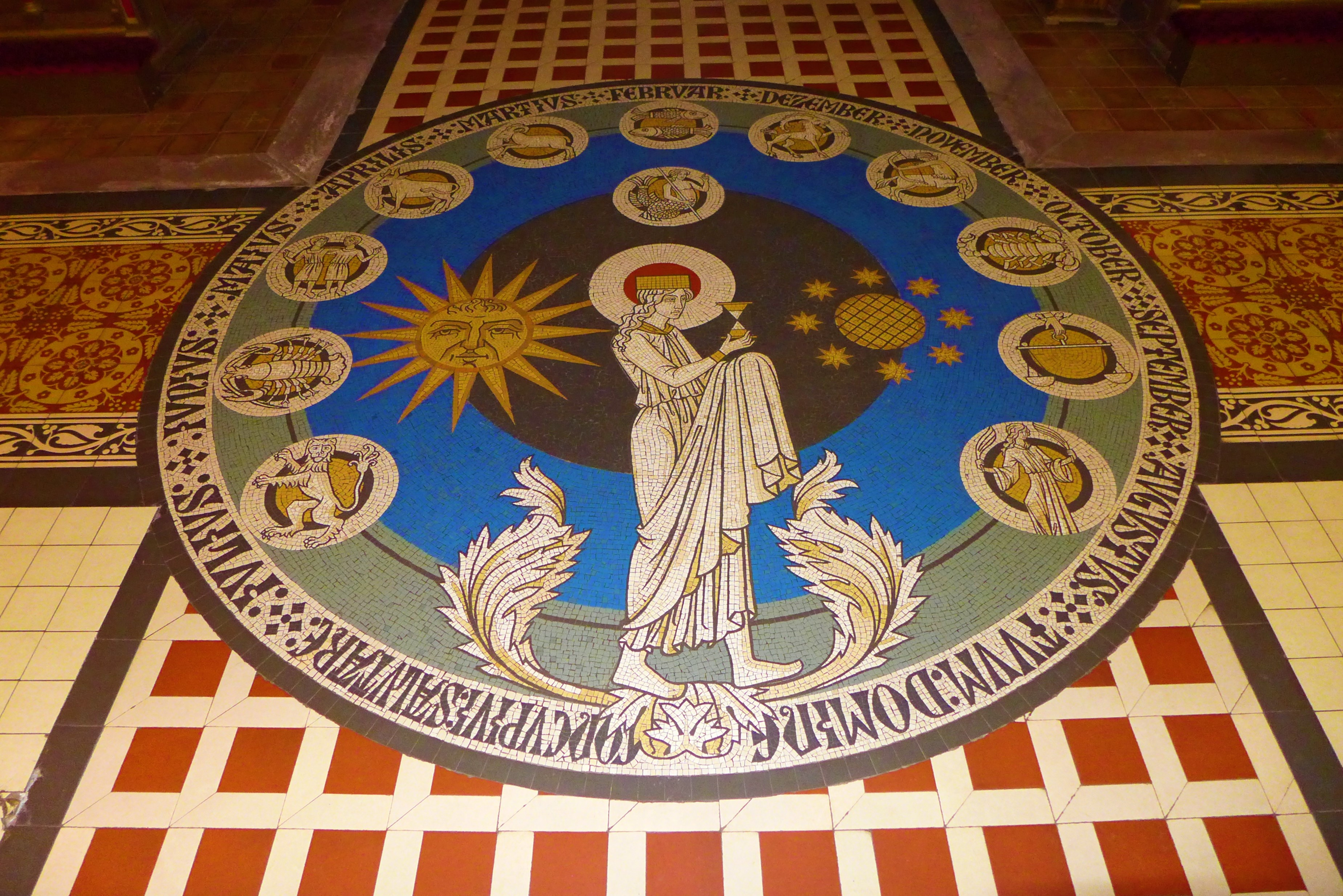
Mosaikfußboden unter der Empore mit den Tierkreiszeichen, Tag und Nacht sowie der personifizierte Zeit mit dem Stundenglas
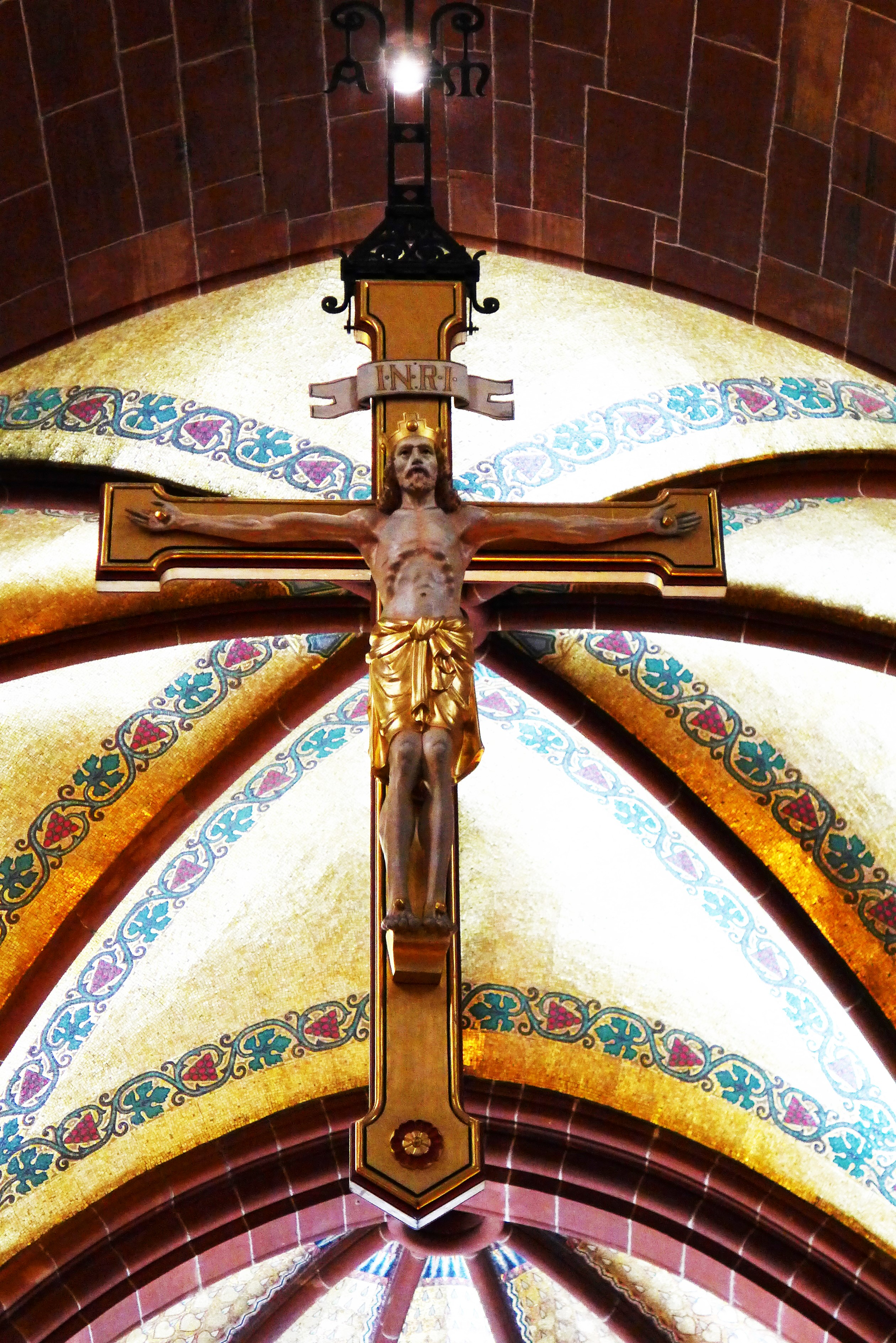
Triumphkreuz
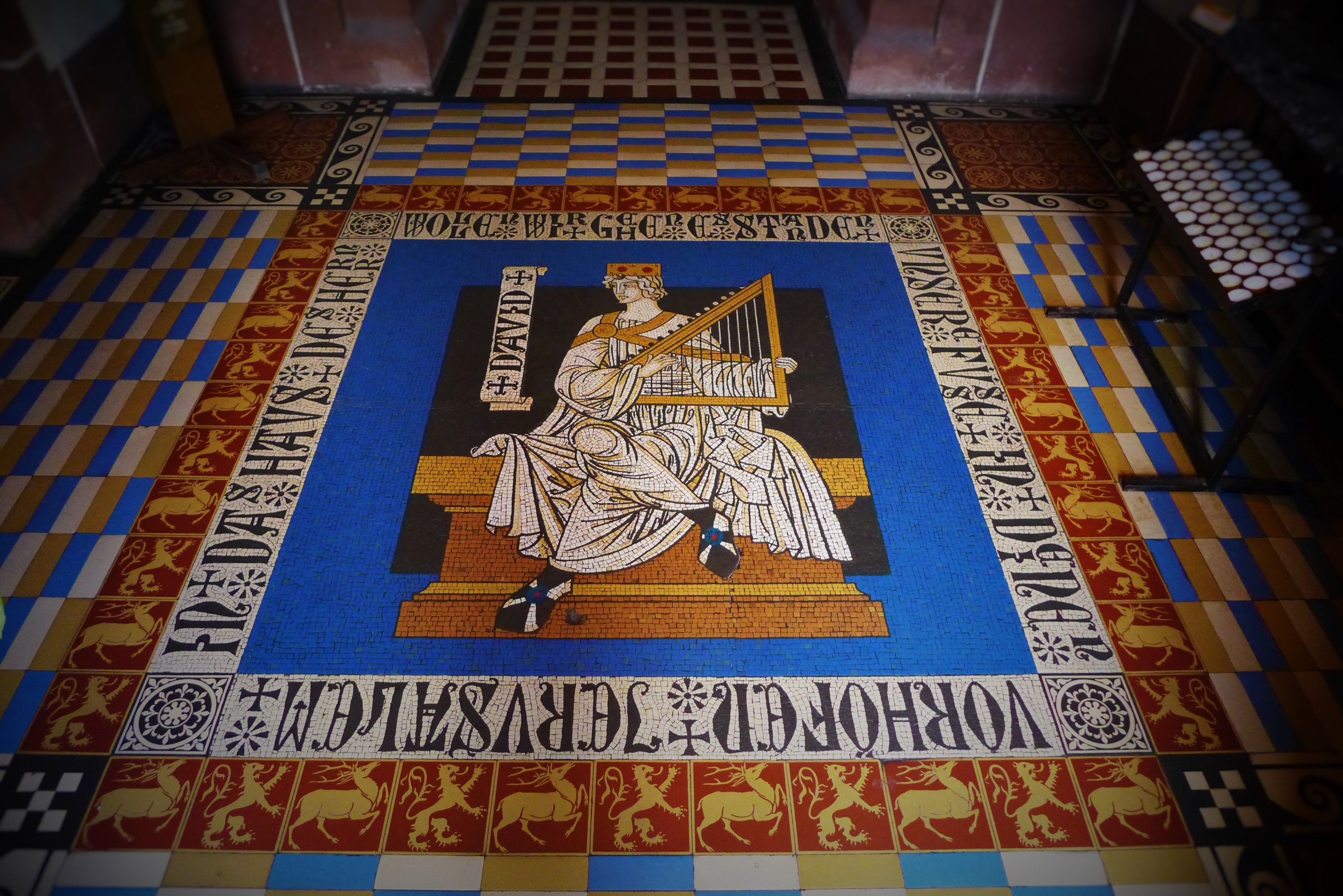
Fußbodenmosaik „König David“
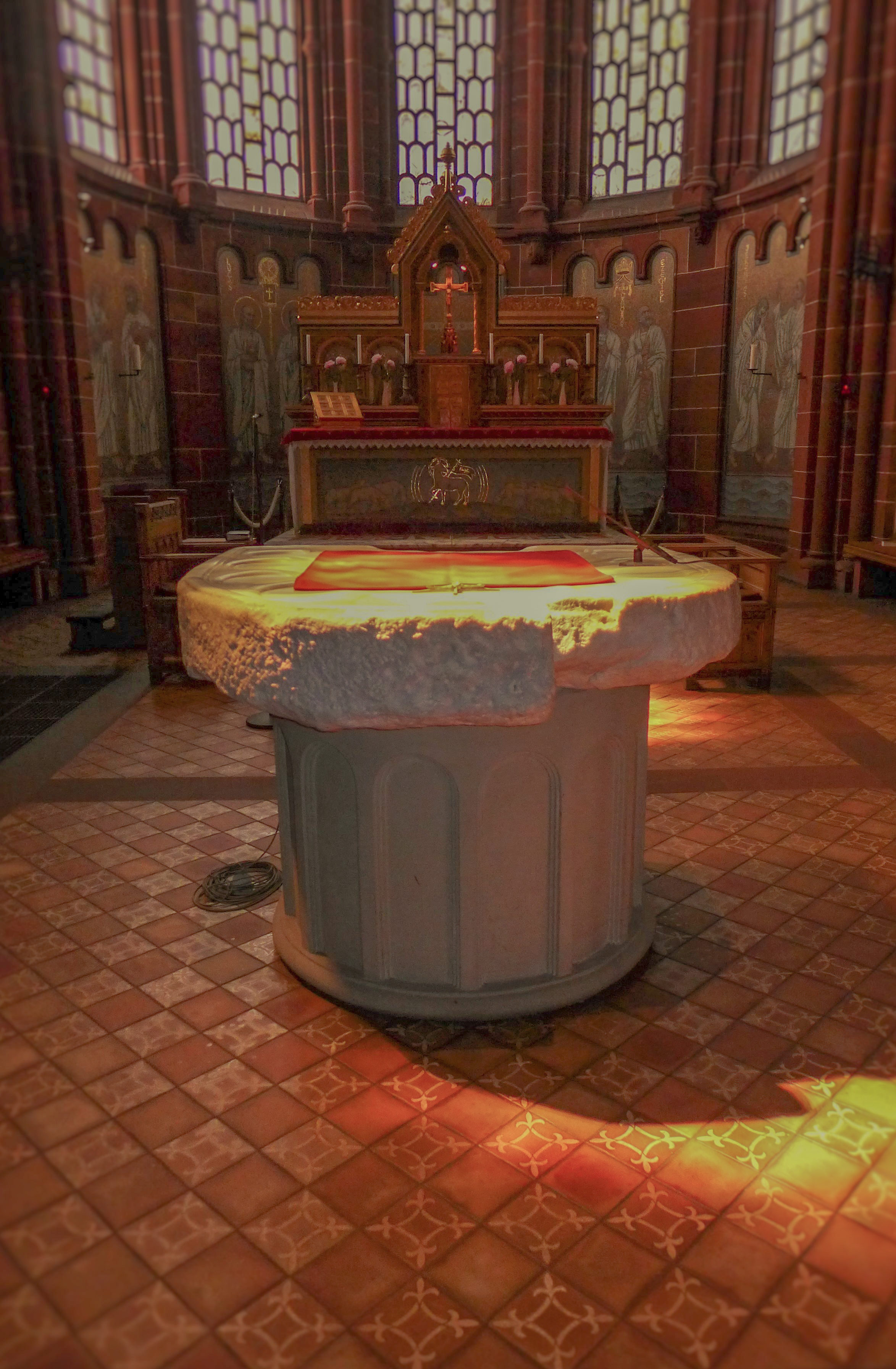
Zelebrationsaltar

### Zelebrationsaltar
Nach dem Zweiten Vatikanischen Konzil wurde der Chorbereich umgestaltet. Der aktuelle Zelebrationsaltar wurde Ende des Jahres 1985 aufgestellt. Man errichtete einen von einem heimischen Steinmetzbetrieb gefertigten Sandsteinsockel aus hellgrauem Eifeler Sandstein, der mit Blendarkaden über einem Bodenwulst geschmückt ist. Als daraufliegende Mensa dient eine eingetiefte, reliefierte Marmorplatte, die in ihrer gerundeten Form mit einem Rundbogenfries frühchristlichen Agapetischen oder Altarmensen wesensverwandt ist. Sie wurde zu Beginn des 19. Jahrhunderts vor der Ruine des Alten Turmes gefunden. Vielleicht hatte sie dort als Altarmensa gedient. Zahlreich Beispiele dieses zum sogenannten sigmaförmigen Tisch zählenden Typus haben sich in Syrien (Daphni-Harbiye bei Antiochia am Orontes), Transjordanien (Siyagha), Nordafrika (Hippo Regius, Numidien), aber auch in Griechenland (Korinth), Italien (Aquileia) und Frankreich (Vienne) erhalten.
In Mettlach hat sich das einzige Beispiel in Deutschland und zugleich das nördlichste Beispiel dieser Altargattung erhalten. Gegenüber den erwähnten Beispielen besitzt die Mettlacher Mensa zehn halbrunde eingetiefte Mulden und einen Randeinschnitt, der etwa ein Drittel der geraden Seite ausmacht. Ausgangspunkt für die Form der Mensa war der Tisch des Abendmahls Christi, der entsprechend den Tischformen zur Zeit Jesu sigmaförmig gewesen sein kann. Die Mettlacher Mensa passt, wie nächstverwandte Beispiele im Mittelmeerraum, ins 10. Jahrhundert, doch ist auch eine zeitlich frühere Entstehung denkbar. Als ursprünglicher Standort dürfte mit großer Wahrscheinlichkeit die um 700 existierenden Vorläuferbauten des Alten Turmes und der Abteikirche vermutet werden. Die Mensa dürfte bis Mitte des 11. Jahrhunderts verwandt worden sein. Damals wandelte sich die Form des Altares und die eingetieften Tischaltäre wurden ausgetauscht. Die Marmorplatte wurde dann wohl als Bodenplatte verwendet, worauf ihre starke Abnutzung der Oberfläche hindeutet. Die Altarplatte ist eine Leihgabe der Familie von Boch.

### Triumphkreuz
Das Triumphkreuz am Chorbogen orientiert sich an den Kreuzen der romanischen Epoche. Dementsprechend ist der gekreuzigte Christus als Herrscher und Richter sowie als Sieger über den Tod dargestellt. Statt einer Dornenkrone trägt er eine goldene Königskrone, steht frontal dem Betrachter gegenüber und seine Füße sind parallel nebeneinander, nicht aufeinander, auf einem Suppedaneum positioniert (Viernageltyp). Das Lendentuch ist vergoldet. Die ursprünglichen flankierenden Malereien mit Engeln sind verlustig.

### Hochaltar
Der Hochaltar wurde als Retabel in Schreinform mit giebelförmigem Aussetzungthron über dem Tabernakel gestaltet. Das dem Stipes vorgeblendete stilistisch und ikonographisch in der Art frühchristlicher Mosaiken gestaltete Antependium zeigt als Symbol des verherrlichten Christus das durch Kreuznimbus und roter Siegesfahne gekennzeichnete Agnus Dei auf dem Paradiesberg. Der Mosaikentwurf des Antependiums stammt von Gottwald. Inspirationsquellen des Motives dürften Lamm-Mosaiken wie etwa im Apsismosaik von Santi Cosma e Damiano in Rom, in Sant’Apollinare in Classe in Ravenna oder in der Felixbasilika in Cimitile gewesen sein. Aus der Seitenwunde des Lammes des Mettlacher Hochaltares ergießen sich die Paradiesströme Gen 2,10–14 :

„Ein Strom entspringt in Eden, der den Garten bewässert; dort teilt er sich und wird zu vier Hauptflüssen. Der eine heißt Pischon; er ist es, der das ganze Land Hawila umfließt, wo es Gold gibt. Das Gold jenes Landes ist gut; dort gibt es auch Bdelliumharz (Guggul) und Karneolsteine (Onyx). Der zweite Strom heißt Gihon; er ist es, der das ganze Land Kusch umfließt. Der dritte Strom heißt Tigris; er ist es, der östlich an Aššur vorbeifließt. Der vierte Strom ist der Eufrat.“

Durch die Betonung der Seitenwunde ist das Lamm zugleich Sinnbild des sich selbst opfernden Erlösers geworden. Die an den Paradiesströmen weidenden Lämmer weisen auf das eucharistische Mahl hin, das bis zur Parusie gefeiert werden wird. Diese Deutung entfaltet sich auf dem Bodenmosaik des Treppenpodestes vor dem Altar. Neben Weinreben, die auf die Eucharistie hindeuten, ergießen sich aus einem Gefäß nochmals die vier Paradiesströme in alle Welt und geleiten ein Schiff mit wehender Kreuzfahne, das die Kirche symbolisiert, zu allen Menschen. Zugleich bildet das Antependium den Abschluss des Schöpfungszyklus im Langhaus mit der Darstellung des siebten Tages, den Gott für heilig erklärt hat, und an dem die Christen in der Eucharistie dem Auferstandenen begegnen. Das Retabel ist mit aufgelegtem, schlagvergoldetem Filigranschmuck auf Kupfer verziert. Das an hochromanische Vorbilder angelehnte Altarkreuz in Form eines Viernagelkreuzes, zeigt Christus als König mit bis zu den Knien reichendem, mittig und an den Seiten geknotetem Lendentuch. Die Beine stehen auf einem Suppedaneum. Der Kreuzfuß wird von drei Engeln gestützt. Die Expositoriumsnische erinnert mit ihrem eingeschriebenen Dreipass an das Vorbild des Kölner Dreikönigenschreins. Das Retabel nimmt unter vier Arkadenbögen acht Heilige auf. Von links: Barbara von Nikomedien mit Kelch und Hostie als Zeichen der eucharistischen Wegzehrung, Maria Magdalena, Andreas (Brotvermehrung, (Joh 6,8-9 )), Judas Thaddäus (Helfer in großer Ausweglosigkeit), Joseph (Patron der Sterbenden), Bischof Konrad von Konstanz (Kelch mit Giftspinne), der Hohepriester Melchisedek mit Brot und Wein sowie Abraham (Engel löscht das Feuer des Isaak-Opfers). Die Tabernakeltüre zeigt das Manna in der Wüste, Brot und Fisch von der wunderbaren Brotvermehrung sowie das eucharistische Lamm. Die Leuchter sind nach spätmittelalterlichem Vorbild gestaltet. An ihrem Fuß befinden sich Drachen, die Tropfenfänger werden von Eidechsen gestützt.
Auf der Rückseite des Hochaltares ist seit dem Jahr 2002 wieder der hausförmige Reliquienschrein des heiligen Lutwinus in die von Anfang an für seinen Sarkophag vorgesehene Nische hineingeschoben. Der Schrein wurde unter Pastor Johann Lamberty im Jahr 1902 im neoromanischen Stil angefertigt, da der alte Schrein als nicht mehr passend empfunden wurde. Der neoromanische Schrein besteht aus goldbronziertem Holz. Die Schmalseite zeigt die Figur des heiligen Lutwinus. Die seitliche Arkaden sind verglast und lassen die Reliquien sichtbar. Das Dach wurde in der Art Nürnberger Reliquienschreine des 14. Jahrhunderts mit dem reliefierten Reichsadler in einem Rautenmuster verziert. Darüber ist die bei den Bollandisten überlieferte alte Inschrift des Lutwinusgrabes im Alten Turm aufgemalt:

„Hic pater insignis Luitwinus fons pietatis cuius in hac tumba requiescunt pignora sacra. Quondam divitiis cum polleret copiosis est factus monachus. Multis post forma futurus. Viribus hic totis frangens incendia carnis. Archimandritae post haec pignus subeunte urbis treverericae gregis et sortitus ovile pastor agens vitam plenis virtutibus ipsa. Tandem cum palma felix migravit ad astra omnibus effectum tribuens poscentibus ipsum. Unde preces illi profundite mente fideli pestis ut assidue procul absit sospite cive.“

Die lateinische Inschrift lautet in deutscher Übersetzung:

„Hier ist der Ort des berühmten Vaters Lutwinus, einer Quelle der Frömmigkeit. Seine heiligen Gebeine ruhen in diesem Grabe. Ehemals stand er in Ansehen durch ungeheuren Reichtum. Er wurde Mönch und hat, ein Beispiel für viele, hier mit allen Kräften die Begierden des Fleisches gebrochen. Danach hat er das Amt des Vorstehers übernommen und erlangte sogar den Schafstall der Herde der Trierer Stadt, während er als Oberhirte ein Leben der Tugend führte. Endlich ging er, mit der Palme geschmückt, selig zu den Sternen. Allen, die ihn bitten, gewährt er Erhörung. Deshalb schüttet eure Bitten mit gläubiger Seele aus, dass die Pest immer fern bleibe und der Bürger geborgen sei.“

In der rechten Nische des Hochaltars steht ein Armreliquiar mit einer Silberstatuette des heiligen Lutwinus unter einem für die Spätgotik typischen kielbogigen Baldachin, links ein Armreliquiar mit dem Namen des heiligen Dionysius. Beide Armreliquiare stammen vom Anfang des 16. Jahrhunderts. Sie sind am Fuß mit Fischblasenornamenten geziert und enthalten Reliquien des heiligen Dionysius und vieler anderer Heiliger. Bei einem Kirchenraub in der Nacht vom 20. auf den 21. Januar 1923 wurden die Silberteile von Dieben entwendet. Daraufhin ließ die Gemeinde, wie bei der ebenfalls damals teilzerstörten Lutwinus-Schale, eine kopierte Silberfassung anfertigen und neu montieren. Vermutlich stammen die zahlreichen Heiligenreliquien der Armreliquiare aus der Mettlacher Staurothek.
Da der Lutwinus-Schrein hinter dem Hochaltar für größere Besuchermengen nicht leicht einsehbar war, entschied man sich Anfang der 1920er Jahre für eine Neuaufstellung. Ein Fenster der Sakristei zur rechten Chorseite wurde zum neuen Lutwinusgrab umgebaut. Zur Sakristei hin schloss man die Nische durch einen Schrank. Die Arbeiten fertigte die Bildhauerwerkstatt Mettler in Morbach. Die inneren Flügelgemälde des heiligen Lutwinus (links) und des heiligen Dionysius von Paris (rechts) schuf der Münchener Maler Franz Michael Ronge (1853–1925), der in der Saarregion auch Gemälde für mehrere Kirchen fertigte. Im geschlossenen Zustand sieht man auf den äußeren Flügeltüren links den legendarische Adler, der den heilige Lutwinus zur Mettlacher Klostergründung bewegt haben soll, rechts das Martyriumsschwert des heiligen Dionysius von Paris und sein Siegespalmzweig, Der Text „Die Leiber der Heiligen wurden im Frieden begraben und ihr Name lebt von Geschlecht zu Geschlecht“ bezieht sich auf das Buch Jesus Sirach (Sir 44,13-14 ). Die Ornamentschnitzereien der Außenseite der Türen wurden im Stil des Art déco von der Bildhauerwerkstatt Mettler im Jahr 1924 angefertigt. Die Umbettung der Gebeine des heiligen Lutwinus geschah im Oktober 1924. Die Einweihung erfolgte am Lutwinustag des Jahres 1924 durch den Trierer Bischof Franz Rudolf Bornewasser. Seit 2002 befindet sich der Schrein wieder in der alten Hochaltarsnische und die Chorwandnische wird zur Ausstellung der Mettlacher Staurothek benutzt.

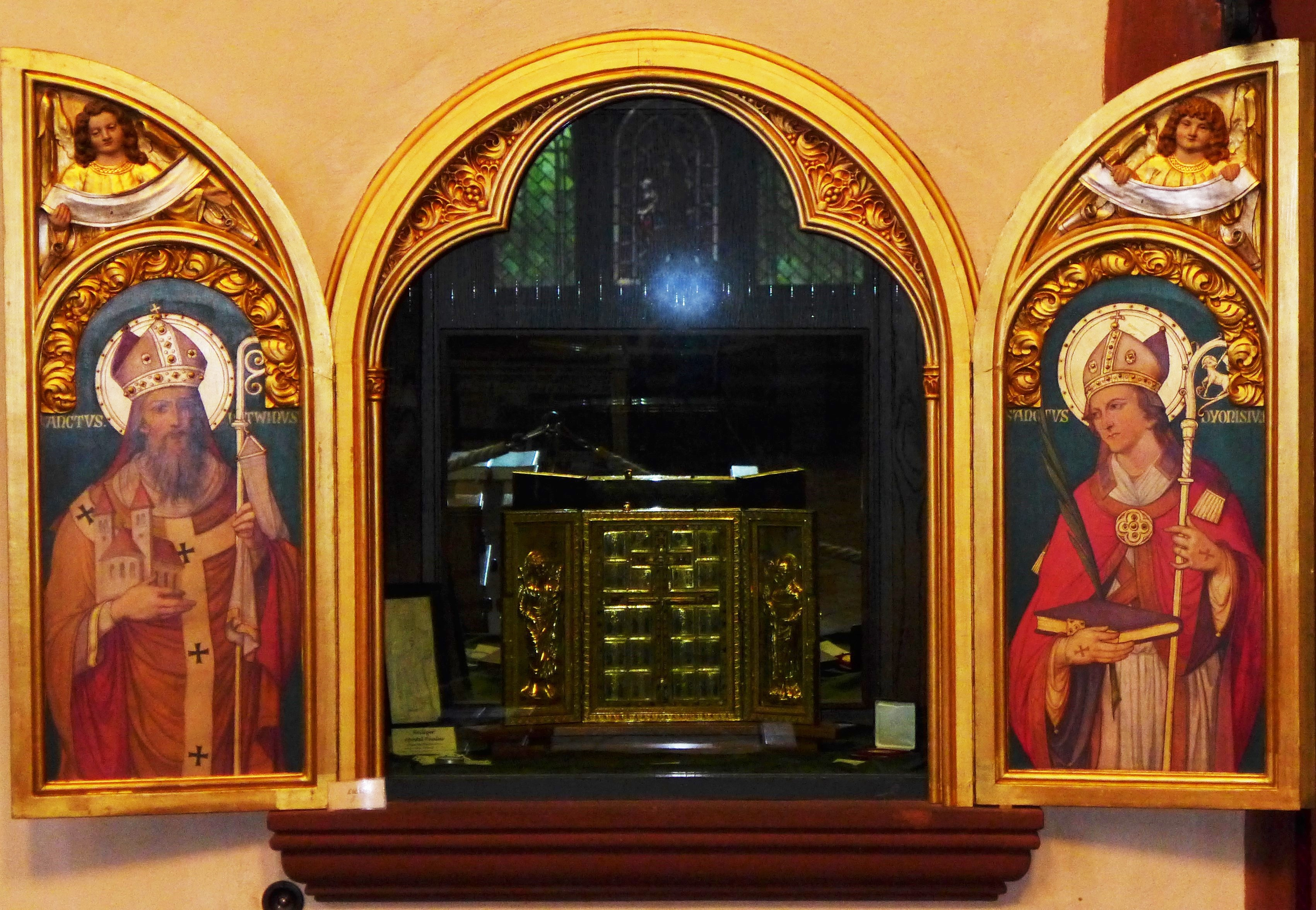
Ausstellungsnische der Mettlacher Staurothek (geöffneter Zustand)
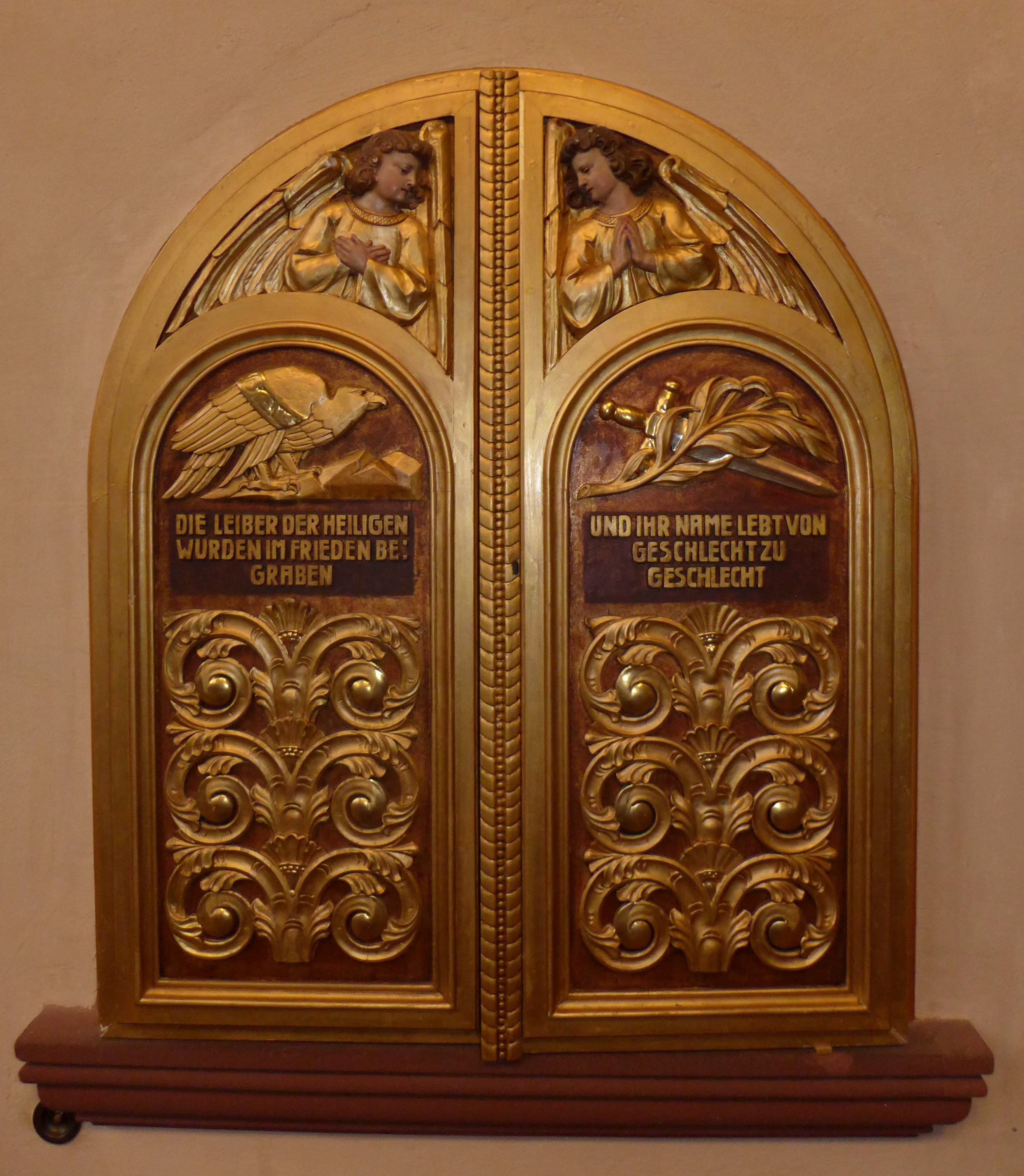
Ausstellungsnische der Mettlacher Staurothek (geschlossener Zustand)
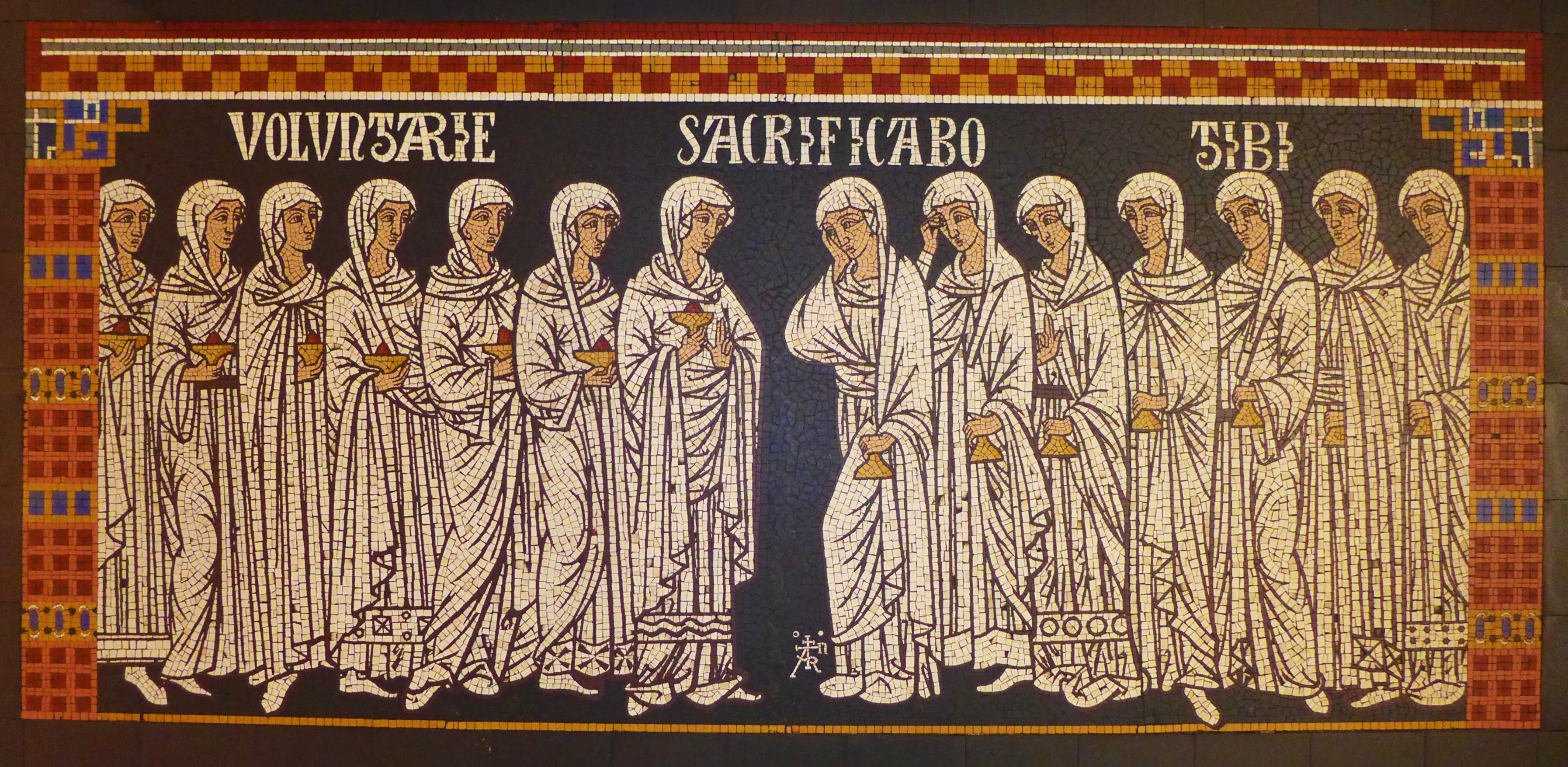
Fußbodenmosaik „Die klugen und törichten Jungfrauen“
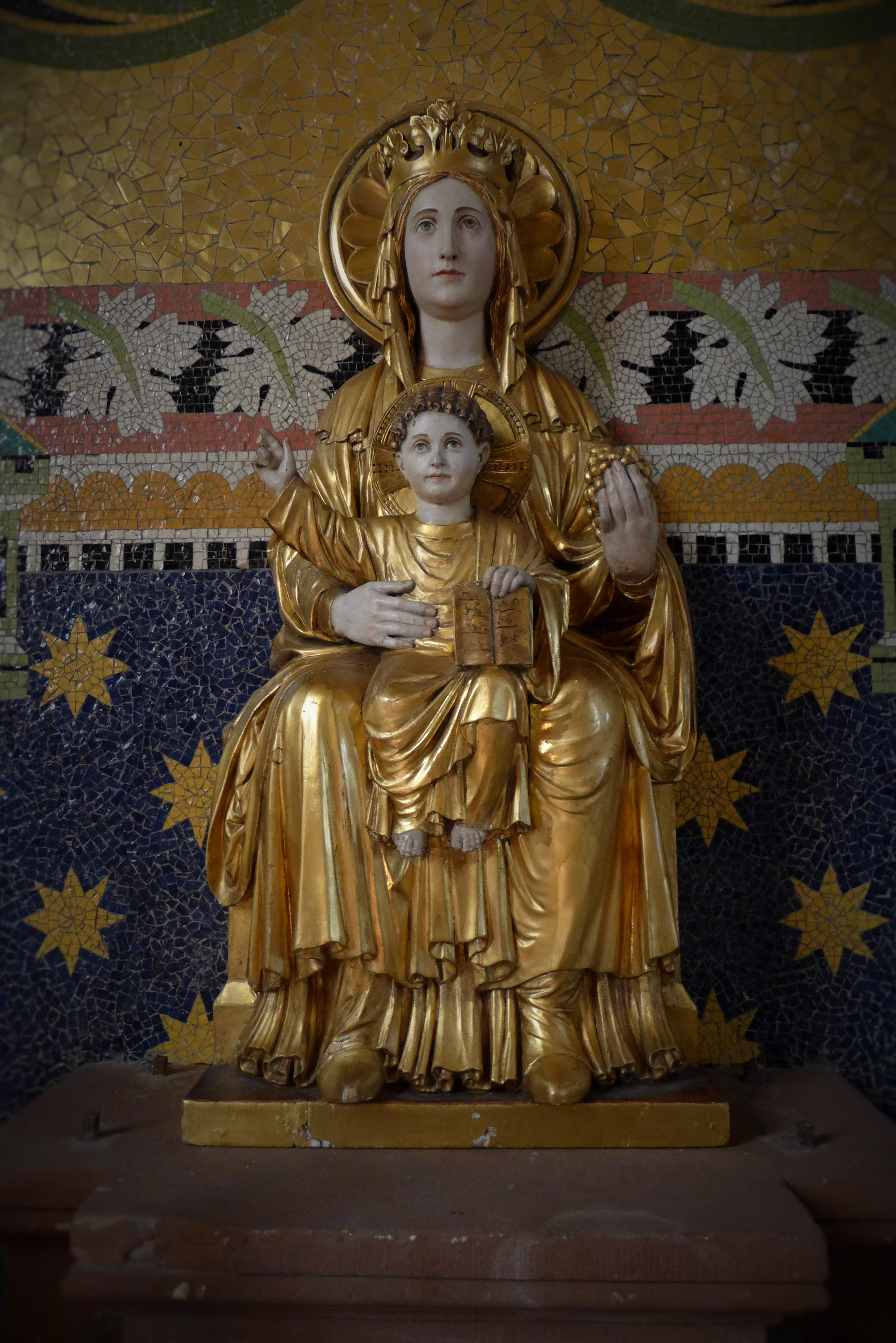
Marienfigur „Sedes sapientiae“

### Herz-Jesu-Altar
Der Altar befindet sich im rechten Seitenschiff. Die Christkönigsfigur mit dem flammenden Herzen der göttlichen Liebe sitzt auf einem prächtigen Thronaufbau mit Baldachin. Mit seiner Linken weist Jesus auf sein Herz hin, während seine Rechte den Betrachter mit einladender Geste herbeizubitten scheint. Die seitlichen Arkaden des Retabels nehmen Alabasterreliefs männlicher Heiliger auf, die sich in besonderem Maße mit der Liebe Gottes beschäftigten. Von links nach rechts sind das: Ignatius von Loyola (Förderer der Verehrung des Herzens Jesu), Johannes der Evangelist („Gott ist die Liebe“, 1 Joh 4,15-21 ), Franziskus von Assisi (Stigmatisation) und Augustinus von Hippo (Schriftstellerische Beschäftigung mit der Liebe Gottes). Im darüberliegenden Mosaik schwenken zwei weißgekleidete Engel Weihrauchfässer zur Ehrbezeugung Jesu Christi. Die Predella-Inschrift stammt aus dem Matthäusevangelium (Mt 11,28 ) und lautet: „Kommet her zu mir alle, die ihr mühselig und beladen seid; ich will euch erquicken.“ Die flankierenden Bögen enthalten die Inschrift:„Sieh an dies Herz, welches die Menschen (linker Bogen) so sehr geliebt, dass es nichts geschont hat (rechter Bogen).“ Die Inschrift bezieht sich auf eine Vision, in der Jesus zu Margareta Maria Alacoque diese Worte gesprochen haben soll.
Der Mosaikfußboden, den August Martin entwarf, zeigt das Gleichnis von den klugen und törichten Jungfrauen Mt 25,1-13 . Je sieben Jungfrauen (statt der biblischen fünf) werden mit brennenden und mit erloschenen Öllampen dargestellt. Das Gleichnis betont die Dringlichkeit der Entscheidung für das Gute im Leben. Die lateinische Inschrift des Fußbodenmosaiks lautet: „voluntarie sacrificabo tibi“ (dt. Übersetzung: „Mit Freuden will ich dir Opfer bringen“) und stammt aus dem Buch der Psalmen (Ps 54,8 ).

### Marienaltar
Auf dem Altar im linken Seitenschiff befindet sich eine kleine Sitzfigur der Gottesmutter mit dem Jesuskind als Sedes sapientiae. Ursprünglich war die Figur in einem tabernakelartigen Gehäuse aufgestellt, das heute verlustig ist, wodurch die Figur im Altaraufbau etwas zu gering dimensioniert wirkt. Das Jesuskind präsentiert in seiner Linken das Buch des Lebens, während es mit seiner Rechten segnet. Maria hält eine Weinrebe in ihrer linken Hand. Dies bezieht sich auf die Bibelstelle zum Lob der Weisheit im Buch Jesus Sirach Sir 24,17-23 :

„Wie ein Weinstock ließ ich Anmut sprießen, meine Blüten sind Frucht von Herrlichkeit und Reichtum. Ich bin die Mutter der schönen Liebe und der Furcht, der Erkenntnis und der heiligen Hoffnung; doch ich werde mit allen meinen Kindern für immer gegeben nach seinem Wort. Kommt zu mir, die ihr mich begehrt, und ihr sättigt euch an meinen Früchten! Denn die Erinnerung an mich ist süßer als Honig und mein Erbteil besser als eine Honigwabe. Die mich essen, werden nicht hungern, die mich trinken, werden nicht durstig sein. Wer mir gehorcht, wird nicht beschämt, und die sich um mich mühen, werden nicht sündigen. Dies alles ist das Buch des Bundes des höchsten Gottes, das Gesetz, das uns Mose aufgetragen hat, Erbteil für die Gemeinden Jakobs.“

Hinter der Skulptur ist ein Mosaik angebracht. Auf blauem Grund leuchten 24 achtzackige Sterne. Über zwei stilisierten Türmchen als Mariensymbole (Elfenbeinerner Turm, Hld 7,5  und Turm Davids, Hld 4,4 ) ist ein Band mit acht Weinblättern angebracht. Darüber sind in Rundmedaillons die alttestamentlichen Vorläufer Mariens, Judith und Esther, als Halbfiguren zu sehen. In ähnlicher Weise wie Judith und Esther durch ihren heldinnenhaften Einsatz Unglück von ihrem jüdischen Volk abwendeten, trägt Maria durch ihre Gottesmutterschaft zum Sieg über das Böse in der Welt bei – so die theologische Botschaft der Personenkonstellation.
Die Bogenfelder zeigen in Mosaiktechnik die beiden Erzengel Gabriel und Michael unter neoromanischen Baldachinen mit den Inschriften „Angelus fortis, Sanctus Gabriel“ (dt. Übersetzung: Der starke Engel; Heiliger Gabriel) und „Quis ut deus; Sanctus Michael“ (dt. Übersetzung: Wer ist wie Gott; Heiliger Michael). Die Predella-Inschrift stammt aus dem alttestamentlichen Buch der Sprichwörter Spr 8,35  und lautet: „Wer mich findet, der findet das Leben und schöpfet das Heil von dem Herrn.“
Das Bodenmosaik nach Entwürfen von August Franz Martin zeigt eine Einhornjagd. Das Einhorn ist in der Mythologie ein Fabelwesen in einer Mischung aus Pferde- oder Ziegengestalt mit einem geraden Horn auf der Mitte der Stirn. Das Einhorn gilt als das edelste aller Fabeltiere und steht traditionell als Symbol für das Gute. Mittelalterlichen Naturkundebüchern zufolge kann das Einhorn nur durch eine Jungfrau besänftigt werden, so dass die Jäger es durch eine Jungfrau in die Falle lockten. Symbolisch steht das Einhorn für Christus, Maria ist diejenige, in deren Schoß das Einhorn sich ausruht, was für die Inkarnation Gottes in der Jungfrau Maria steht. Die Jagd steht für die Opferung Christi am Kreuz und die Eucharistie. Damit weist das Bodenmosaik auf den Gründonnerstags-Tabernakel auf dem Altartisch hin. Der Raum unter der Altarmensa wird als Heiliges Grab an den Kartagen benutzt.

### Kanzel

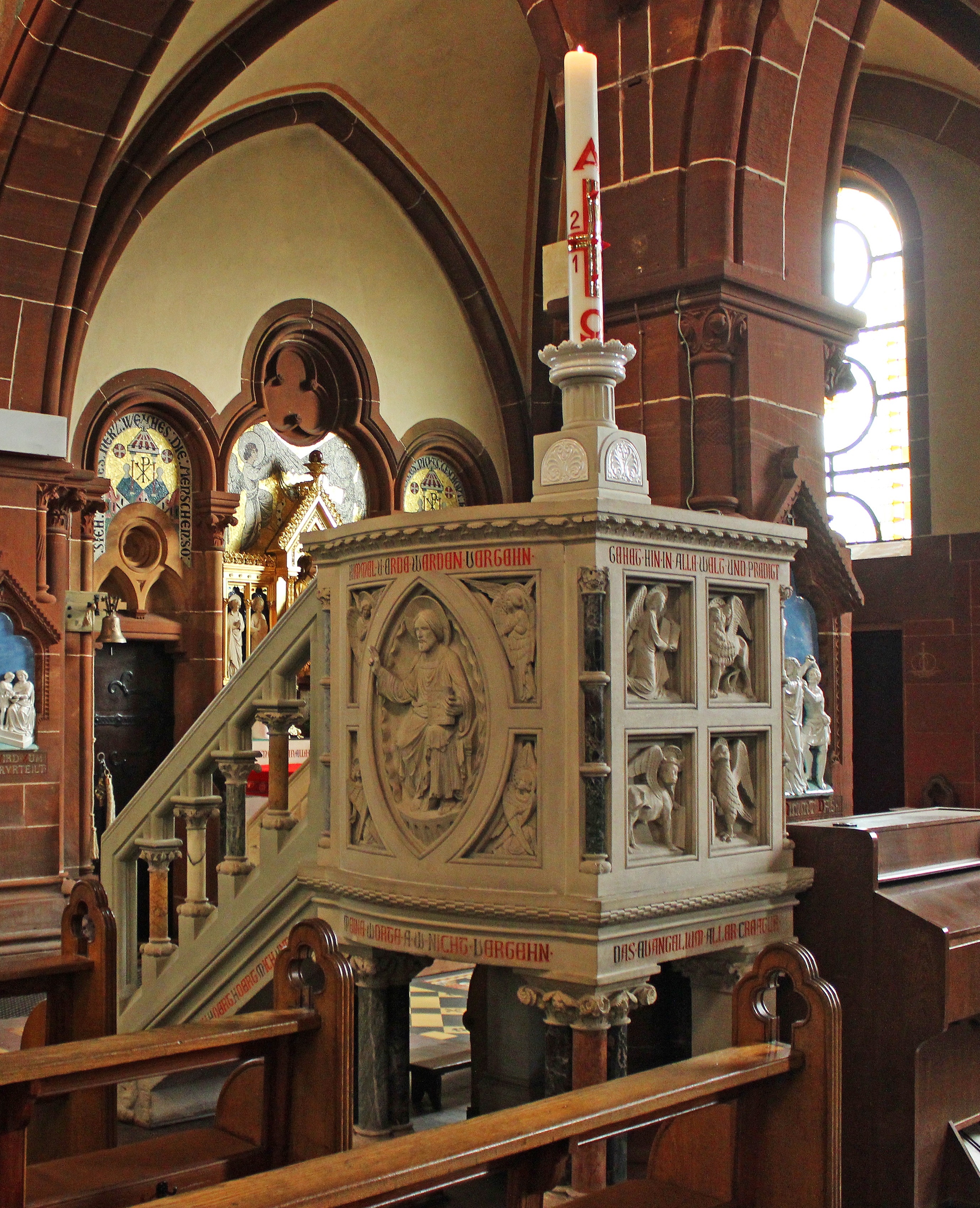
Kanzel

Der quadratische Kanzelkorb mit Säulchen aus verschiedenfarbigem Marmor steht auf einem Bündelpfeiler, dessen Basen als mythologische Tiere gestaltet sind. Dargestellt ist der Kampf eines Löwen mit einem Basilisken. Der Kampf symbolisiert den Kampf des Guten mit dem Bösen. An der Stirnseite des Kanzelkorbes ist im Relief Jesus Christus als Allherrscher in einer Mandorla dargestellt, die von Engel getragen wird. Das Relieffeld zum Langhaus hin ist kreuzförmig in vier Flächen unterteilt. Jede der vier Flächen enthält ein geflügeltes Wesen des apokalyptischen Tetramorphs, die in der Gottesvision des Propheten Ezechiel als Adoranten vor Gottes Thron geschildert (Hes 1,4–28 ) und auch vom Autor der neutestamentlichen Apokalypse übernommen wurden (Offb 4,6–8 ). Im Uhrzeigersinn sind dies auf der vergoldeten Kupferplatte der Mettlacher Staurothek: Ein geflügelter Löwe, ein Adler, ein geflügelter Stier, sowie ein geflügelter Mensch. Alle vier Wesen tragen jeweils ein Buch. Laut Zeugnis der Bibel verkünden sie die Heiligkeit Gottes. Die vier himmlischen Wesen werden in der christlichen Theologie mit den vier Evangelisten Johannes, Lukas, Markus und Matthäus in Verbindung gebracht. Das menschengesichtige Wesen steht dabei für die Menschwerdung Jesu, das stiergesichtige Wesen für seinen Opfertod, das löwengesichtige Wesen für die Auferstehung sowie das adlergesichtige Wesen für Jesu Rückkehr zum Vater.
Die Kanzel ist mit drei Bibelsprüchen versehen:
- Vorderseite: „Himmel und Erde werden vergehen; aber meine Worte werden nicht vergehen.“ (Mt 24,35 EU)
- Seite: „Gehet hin in alle Welt und prediget das Evangelium aller Kreatur.“(Mk 16,15 EU)
- Treppe: „Wer euch hört, der hört mich; und wer euch verachtet, der verachtet mich.“(Lk 10,16 EU)

### Taufbecken und Osterleuchter
Das Taufbecken stammt noch aus der Cohausen-Kirche. Das achteckige Becken aus hellem Marmor orientiert sich in seiner Gestaltung an spätantik-frühchristlichen Ornamenten. In den 2000er Jahren wurde passend dazu aus Keramik ein Osterleuchter geschaffen.

### Spätgotische Lutwinusstatue
Ein bedeutender Ausstattungsgegenstand der Lutwinuskirche ist die vom Trierer Erzbischof Johann II. von Baden (1456–1503) gestiftete St. Lutwinus-Wallfahrtsfigur aus dem späten 15. Jahrhundert. Als möglicher Urheber der Figur, die aus Baumberger Kalksandstein geschaffen wurde, gilt der Steinmetz Nikolaus Myert (Utrecht). Im Jahr 2003 wurde sie wiederentdeckt und durch die Firma Mrziglod-Leiß (Tholey) einer Restaurierung unterzogen. Die Figur, die man bis dahin als neogotische Gipsfigur angesehen hatte, war im 19. Jahrhundert mit Gips überformt und farbig gefasst worden. Bei der Restaurierung des Jahres 2003 wurde die Farbfassung des 19. Jahrhunderts abgenommen und die Steinsichtigkeit mit dem reichen, Brokat imitierenden Relief wiederhergestellt. Lutwinus wird als Bischof dargestellt, der in der Linken den Krummstab hält und auf der Rechten ein Kirchenmodell trägt. Zu seinen Füßen befinden sich die Wappen der Bistümer Reims (Kreuz auf Lilienfeld) und Laon (Kreuz mit vier Lilien). Das Wappen auf der Schließe des Chormantels ist das Wappen des Stifters der Statue, Bischof Johann II. von Baden.

### Mettlacher Staurothek
Das Kreuzreliquiar in Form eines Triptychons stammt aus dem Jahr 1228 und gleicht mit geschlossenen Flügeln einer Lade. Ein nicht näher bekannter Peter von Merzig soll im Jahr 1212 die Partikel von der Kreuzreliquie der heiligen Helena nach Mettlach gebracht. Die byzantinisch beeinflusste Arbeit stammt aus der Zeit des auf der Rückseite eingravierten Mettlacher Abtes Johannes (1220–1228) und wurde vermutlich in einer Goldschmiedewerkstatt aus dem Kreis der Schüler des Nikolaus von Verdun in Trier gefertigt.

### Kreuzweg
Die einzelnen Stationen des Kreuzweges in der Mettlacher St. Lutwinuskirche sind aus Terracotta gefertigt und in die Pfeiler des Langhauses integriert. Dieses architektonische Motiv verwandte Architekt Ludwig Becker nochmals beim Bau der Bonner St. Elisabethkirche in den Jahren 1906–1910. Ähnlich gestaltete Kreuzwegstationen hatte Becker schon bei der Ausstattung der Bad Homburger Marienkirche (1892–1895) verwendet. Hergestellt wurden die Majolika-Tafeln des Kreuzweges von St. Lutwinus in der Mettlacher Keramikfirma Villeroy & Boch. Die weißglasieren Reliefs vor blauglasiertem Hintergrund orientieren sich an Keramikobjekten des 15. und frühen 16. Jahrhunderts des Frührenaissance-Künstlers Luca della Robbia oder dessen Neffe Andrea della Robbia.

### Gnadenbild der Immerwährenden Hilfe
Eine Kopie des Gnadenbildes Unserer Lieben Frau von der immerwährenden Hilfe befindet sich im Untergeschoss des linken Turmes. Es handelt sich um ein Geschenk von Octavie von Boch (1823–1899), die das Bild von einer Pilgerreise nach Rom mitbrachte. Der prunkvolle Rahmen mit anbetenden Engelsgestalten wurde von der Bildhauerwerkstatt Mettler in Morbach gefertigt.

### Kriegsgedächtniskapelle
Nach dem Ersten Weltkrieg ließ die Pfarrgemeinde Mettlach bei der Morbacher Werkstatt Mettler eine Kreuzabnahmeszene in Auftrag geben. Zwischen Engelsgestalten mit Palmzweigen und Lorbeerkränzen befinden sich die Namen der im Krieg getöteten und vermissten Mettlacher Soldaten.

### Seligpreisungen-Zyklus
Nach den Entwürfen des Malers August Franz Martin (* 1837 in Groß-Umstadt/Hessen; † 22. März 1901 in Kiedrich/Rheingau) wurden in den Jahren von 1902 bis 1905 in den Pfeiler-Lisenen der Seitenschiffe Mosaik-Bilder mit Darstellungen der 8 Seligpreisungen und zugehörigen Heiligen, sowie die Wand-Mosaiken der beiden Seitenaltäre und die Mosaiken des Bodenbelags geschaffen. Die Bilder der Seligpreisungen, die sich auf Mt 5,1-12  beziehen, sind von verschiedenen Mitgliedern der Familie von Boch gestiftet worden.
Sie zeigen, beginnend mit dem Mosaik im rechten Seitenschiff im Uhrzeigersinn:
- Die heilige Anna („Selig sind die Armen im Geiste“)
- Der heilige Eduard („Selig sind die Sanftmütigen, denn sie werden das Land erben“)
- Die heilige Monika („Selig sind die Trauernden, denn sie werden getröstet werden“)
- Die heilige Theresia („Selig sind die, die hungern und dürsten nach der Gerechtigkeit“)
- Die heilige Elisabeth („Selig sind die Barmherzigen“)
- Die heilige Maria („Selig sind die, die ein reines Herz haben“)
- Der heilige Zacharias („Selig sind die Friedfertigen“)
- Der heilige Laurentius („Selig sind die Verfolgung leiden um der Gerechtigkeit willen“)

In der Höhe der Seligpreisungs-Mosaike durchläuft durch den gesamten Bereich der Seitenschiffe der Text des Vaterunsers.

### Fenster
Ebenfalls von August Franz Martin, und im gleichen Zeitraum geschaffen wie die Mosaike, stammten die Glasfenster der Kirche. Sie wurden gegen Ende des Zweiten Weltkrieges, teils durch Granatsplitter, teils durch Luftdruckeinwirkung so stark beschädigt, dass sie ohne Ausnahme erneuert werden mussten. Dabei wurden die Chorfenster und die gegenüberliegende Rosette mit Alabasterscheiben aus Volterra versehen, einem Material, das bis dahin nördlich der Alpen völlig unüblich war.

### Glasmosaiken im Altarbereich
Die Glasmosaiken in der Apsis, im Gewölbe und an den Seitenwänden des Chores wurden in den Jahren von 1923 bis 1925 nach Entwürfen des Mainzer Künstlers Kraus, unter reichlicher Verwendung von venezianischem Material, geschaffen. Die Mosaiken orientieren sich am strengen Stil der Beuroner Kunstschule.
Seitenmosaiken
Die Bilder zeigen links das alttestamentliche Mannawunder (2 Mos 16 ) und rechts das Letzte Abendmahl als dessen christlich interpretierte neutestamentliche Erfüllung. Mose und Jesus entsprechen sich hier im Rahmen der christlichen Präfigurationstheologie. In einem Rundmedaillon erscheint die Darstellung Gottvaters mit Tiara, der Manna vom Himmel regnen lässt, während Mose – mit erhobenen Händen und zwei Lichtstrahlen am Kopf – betend zu Gott hinaufblickt. Unter einem Inschriftenband mit dem Text „Brot vom Himmel hast du uns gegeben“ aus dem Tantum ergo sammeln links drei Männer und rechts drei Frauen die Mannakörner in Schalen. Alle Gestalten haben ihre Häupter in Ehrfurcht vor dem Wunder mit Schleiern bedeckt. Die Mosegestalt ist von zwei Fenstern flankiert.
Auf dem Tischtuch des Abendmahles sieht man eucharistische Symbole:
- Brotkorb und Fische: Hinweis auf die Wundersame Brotvermehrung
- Pelikan: Als Symbol für Jesus Christus sind Pelikane Teil der christlichen Ikonographie. Nach dem Physiologus, einem frühchristlichen Tierkompendium, öffnet sich der Pelikan mit dem Schnabel die eigene Brust, lässt sein Blut auf seine toten Jungen tropfen und holt sie so wieder ins Leben zurück. Dies wurde allegorisch in den Kontext des Opfertodes Jesu Christi gesetzt, wodurch der Pelikan zu einem in der christlichen Ikonographie häufig verwendeten Motiv wurde.
- Christusmonogramm ΧΡ mit Α und Ω: Das früheste christliche Symbol besteht aus den   die ersten beiden Buchstaben des Wortes Χριστός Christos. Es ist also die Abkürzung des Titels Christus (Gesalbter), hebräisch Maschiach, Messias. Die Ähnlichkeit der griechischen Buchstaben Χ (Chi) und Ρ (Rho) mit den lateinischen Buchstaben X und P veranlasste in späterer Zeit die Interpretation des Symbols als Kurzform des lateinischen Pax (Frieden) oder Pax Christi. Sie drückte aus, dass Christus Frieden gibt und die Christen nach dem Frieden streben sollen. Alpha und Omega, der erste und der letzte Buchstabe des klassischen griechischen Alphabets, sind ein Symbol für Anfang und Ende, damit für das Umfassende, für Gott und insbesondere für Christus als den Ersten und Letzten.
- Lamm Gottes: Das seit ältester Zeit im Christentum verbreitetes Symbol für Jesus Christus bezieht sich auf das Lamm als Opfertier im Alten Testament, besonders auf die Pessach-Lämmer, deren Blut in der Nacht des Auszugs der Israeliten aus Ägypten (Exodus) auf Gebot Gottes hin als Schutzzeichen vor dem Todesengel auf die Türpfosten gestrichen wurde (Ex 12 EU). Das Osterlamm mit der Siegesfahne und dem Kelch, in den sich sein Blut ergießt, ist ein Symbol für den Opfertod und die Auferstehung Jesu Christi.
- Paradieskreuz mit vier Tauben: Die Tauben als Friedenssymbole genießen unter dem Kreuz als neuem Paradiesbaum den Frieden Christi.

Innerhalb des Kreuznimbus Jesu und als kreisrunde Schriftfolge, die den Oberkörper Jesu umgibt, ist der Einsetzungsbericht der Eucharistie zu lesen (Mt 26,26–28 ,Mk 14,22–26 , Lk 22,19–20 , 1 Kor 11,23–26 ): „Nehmet und esset; das ist mein Leib. Trinket alle daraus; das ist mein Blut. Tuet dies zu meinem Andenken.“ Ganz im Sinne einer mittelalterlichen Bedeutungsperspektive ist Jesus Christus in hohenpriesterlichen Gewändern wesentlich größer als die Apostel dargestellt.
Chorgewölbemosaik
Das goldgrundige Chorgewölbemosaik zeigt Weinranken und Traubenklötze. Das Motiv bezieht sich auf die neutestamentliche Bildrede vom Weinstock im Johannesevangelium (Joh 15,5 ): „Ich bin der Weinstock, ihr seid die Reben. Wer in mir bleibt und ich in ihm, der bringt reiche Frucht, denn ohne mich könnt ihr nichts tun.“
Apsisgewölbemosaik
Die in den Gewölbefeldern der Apsis dargestellten Orante-Engel heben flammende goldene Herzen empor. Die lateinische Schrift „Sursum Corda“ (dt. „Erhebet die Herzen“) bezieht sich auf die Präfation.
Apsiswände
Die Wandfelder der Apsis, deren Mosaiken von Alfred Gottwald im Jahr 1954 entworfen worden waren, zeigen im Zentrum das Kreuz über den Paradiesströmen, dem Fische zuschwimmen. Die Darstellung bezieht sich auf die neutestamentliche Stellen (Mk 1,17 , Mt 4,19 , Lk 5,10 ), in denen Jesus die Jünger dazu aufruft, Menschenfischer zu werden. Links vom Kreuz sind die vier Evangelisten Markus, Matthäus, Lukas, Johannes dargestellt. Rechts vom Kreuz sieht man die Darstellungen der vier großen Propheten Ezechiel, Daniel, Jesaja und Jeremia:
- Jesaja sah nach dem Zeugnis der Bibel Gott im Allerheiligsten umgeben von sechsflügeligen Seraphim, die dessen Heiligkeit verkünden (Jes 6,1-3 EU). Er prophezeit die Verheißung der jungfräulichen Geburt des Messias (Jes 7,14 EU) als Nachkommen Davids und kündigt den Sühnetod des Messias an (Jes 52,13-15 EU bis Jes 53,1-12 EU).
- Jeremia hebt sich besonders durch seine Lehre vom neuen Bund des Friedens und der Gerechtigkeit hervor und kündigt den Messias aus dem Hause Davids an (Jer 23,1-8 EU). In der Passion des Lebens des Jeremia und dessen Unterwerfung unter den Dienst Gottes kündigt sich für christliche Theologen im Sinne der Präfigurationstheologie das Schicksal Jesu Christi an.
- Ezechiels Gottesvision mit dem Tetramorph (Viergestalt) (Hes 1,4-28 EU) wurde von dem Autor der neutestamentlichen Apokalypse übernommen. Ezechiels Ankündigung des Messias als „Guter Hirt“ wird von christlichen Theologen auf Jesus hin gedeutet (Hes 34,1-31 EU).
- Daniel verkündete, dass das Reich des Messias alle Völker umfassen und ohne Ende sein würde. Es sei ein Reich der Heiligen (Dan 7,13-18 EU, Dan 3,33 EU, Dan 4,31 EU).

### Lutwinus-Zyklus
Die beiden Maler Bernhard Gauer (Düsseldorf) und Alfred Gottwald (Bonn) schufen in den Jahren 1930 bis 1937 als Ausschmückung der Hochschiffwände jeweils fünf Mosaik-Bilder mit Darstellungen vom Leben des Kirchenpatrons. Jedes der Mosaiken ist etwa 15 m² groß. Die Ausführung erfolgte in Tonstiftmosaik durch die Mettlacher Mosaikfabrik. Die Bildfolge beginnt vom Chorbogen ausgehend im rechten Seitenschiff und endet im linken Seitenschiff ebendort. Die Mosaiken zeigen in der chronologischen Reihenfolge folgende Szenen:
- Lutwinus schläft nach der Jagd auf einem Felsen über dem Saartal. Als er erwacht, sieht er einen über ihm fliegenden Adler, der ihn während seines Schlafes vor den sengenden Strahlen der Sonne schützte. Lutwinus deutet dies als göttlichen Hinweis, an diesem Ort ein Kloster zu gründen (Entwurf Bernhard Gauer, Ausführung 1930).
- Lutwinus bespricht sich mit Baumeistern und einem Mönch hinsichtlich des Baues des Mettlacher Klosters. Die Dionysiuskirche steht bereits vollendet, während Maurer und Steinmetz noch weitere Arbeiten verrichten (Entwurf Bernhard Gauer, Ausführung 1934).
- Lutwinus bittet kniefällig um die Aufnahme in dem von ihm gegründeten Mettlacher Kloster. Die Insignien seiner weltlichen Macht, Krone und Schwert, hat er bereits dem Abt zu Füßen gelegt (Entwurf Alfred Gottwald, Ausführung 1937).
- Lutwinus leitet das Kloster Mettlach nach benediktinischen Grundsätzen (Ora et labora) und lässt Lebensmittel an Bedürftige verteilen. In den Zwickeln des Mosaiks kopiert ein Mönch Bücher (links), während ein anderer Mönch Heiligenbilder malt (rechts). Der schreibende Mönch trägt die Gesichtszüge des damaligen Mettlacher Pfarrers Prälat Koll. Der malende Mönch trägt hingegen die Gesichtszüge von Alfred Gottwald (Entwurf Alfred Gottwald, Ausführung 1937).
- Bischof Lutwinus spendet in Reims das Sakrament der Firmung. Damit er am gleichen Tag auch in Laon das Sakrament spenden kann, hält die Hand Gottes den Lauf der Sonne auf. Mönche und Laien sinken angesichts dieses Wunders im Gebet auf die Knie (Entwurf Alfred Gottwald, Ausführung 1937).
- Lutwinus hilft den Armen und Kranken mit Nahrung und Kleidung (Entwurf Alfred Gottwald, Ausführung 1936).
- Lutwinus stirbt, umgeben von trauernden Priestern und Mönchen in Reims (Entwurf Alfred Gottwald, Ausführung 1936).
- Die beabsichtigte Überführung des Leichnams von Lutwinus nach Trier misslingt, da die Hand Gottes das Schiff mit der Lutwinus-Lade flussaufwärts über Mosel und Saar nach Mettlach treibt (Entwurf Bernhard Gauer, Ausführung 1935).
- Die Lade kommt in Mettlach an. Die Glocken des Klosters fangen durch eine Wunder selbst zu läuten an, Mönche überführen die sterblichen Überreste des Klostergründers in seine Grabkirche (Entwurf Bernhard Gauer, Ausführung 1934).
- Lutwinus im bischöflichen Ornat, mit Nimbus und Mandorla segnet die Menschen an der Saar. Dargestellt sind Personen verschiedenen Geschlechts, Alters und Standes. Zu den Füßen des Heiligen steht ein Modell der neoromanischen Lutwinuskirche. In den Zwickeln sieht man links den „Alten Turm“ und rechts ein nicht genauer zu identifizierendes kleines Gebäude. Es könnte die alte Lutwinuskapelle auf dem Saarfelsen darstellen (Entwurf Bernhard Gauer, Ausführung 1931).

Mosaike zur Lutwinus-Vitae
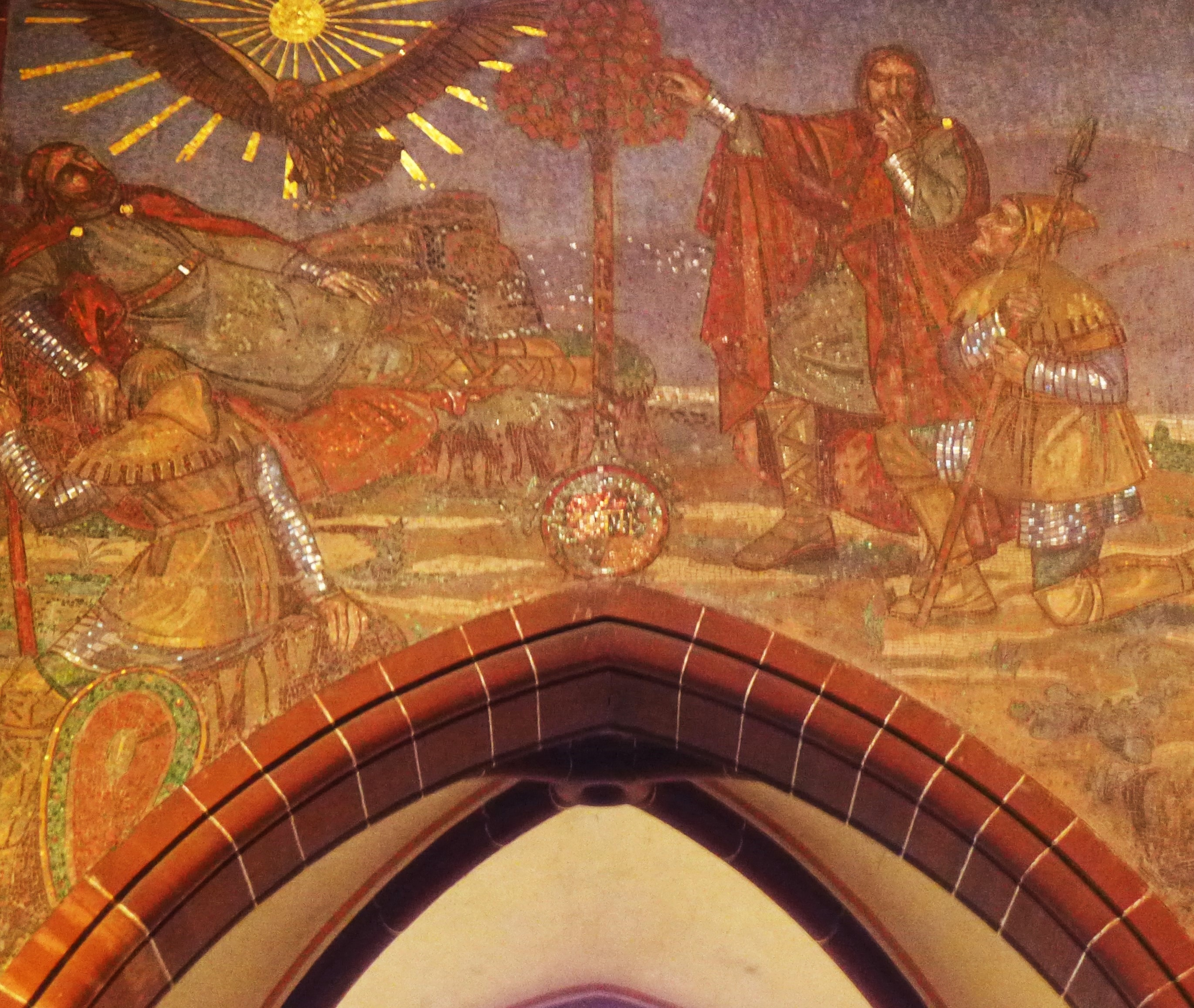
Das Adlerwunder bewegt Lutwinus zur Klostergründung
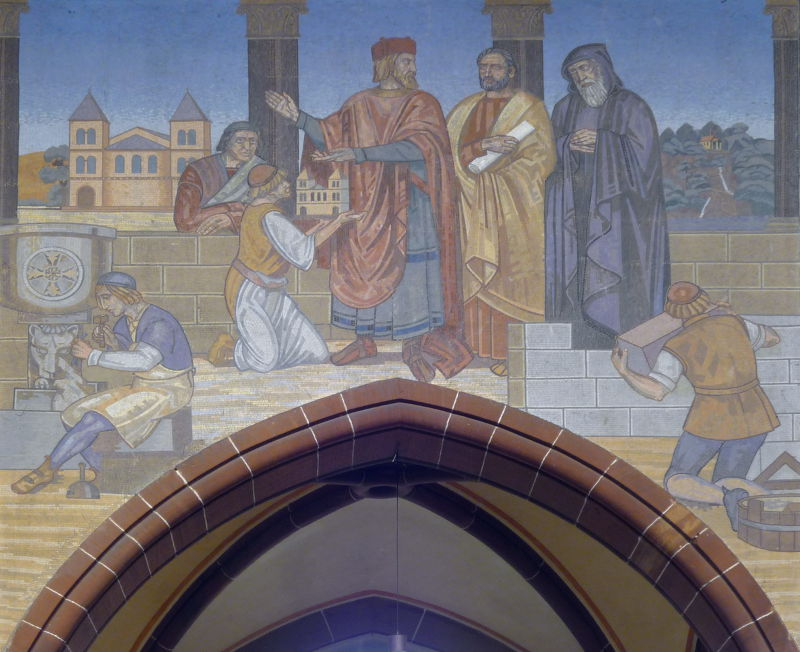
Die Mettlacher Klostergründung durch Lutwinus
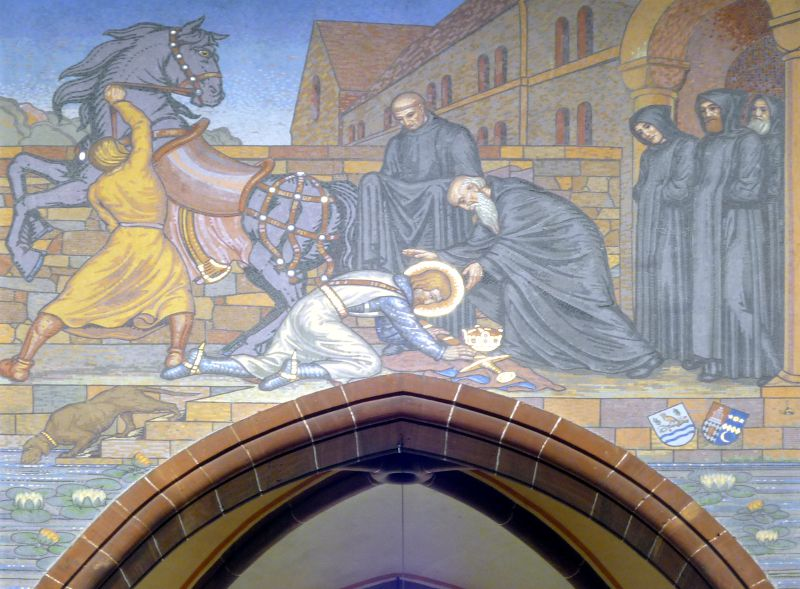
Eintritt von Lutwinus ins Kloster
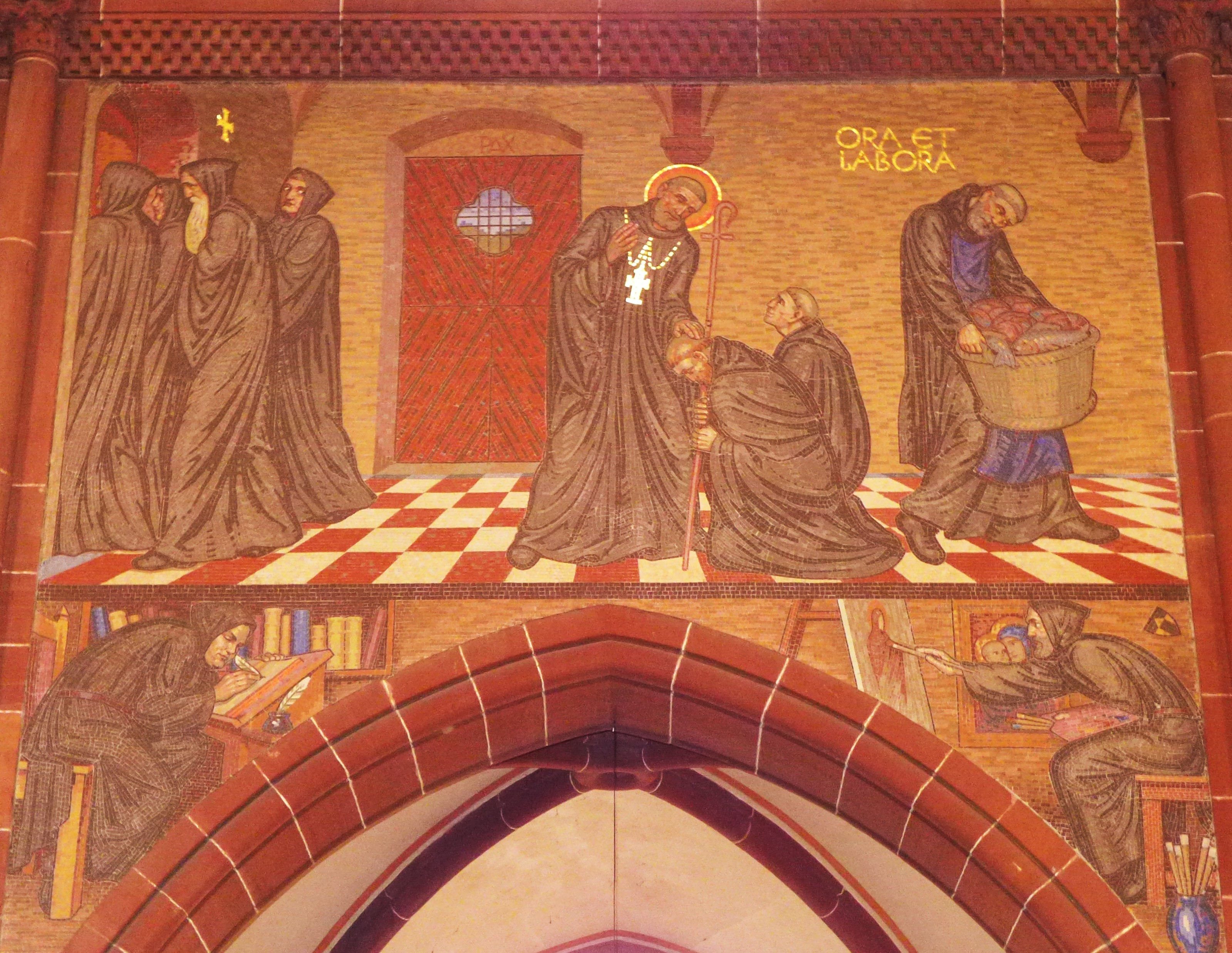
Klosterleben unter Abt Lutwinus
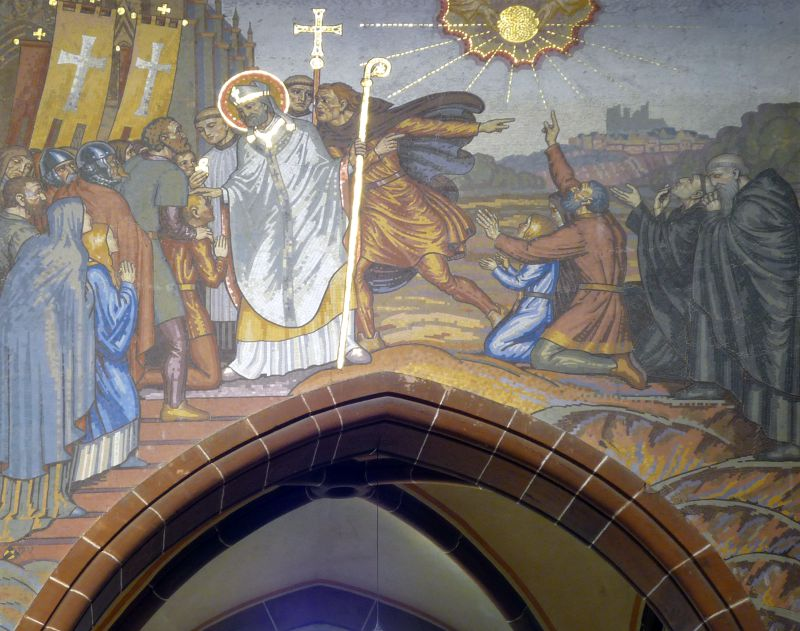
Lutwinus firmt in Reims / Sonnenwunder
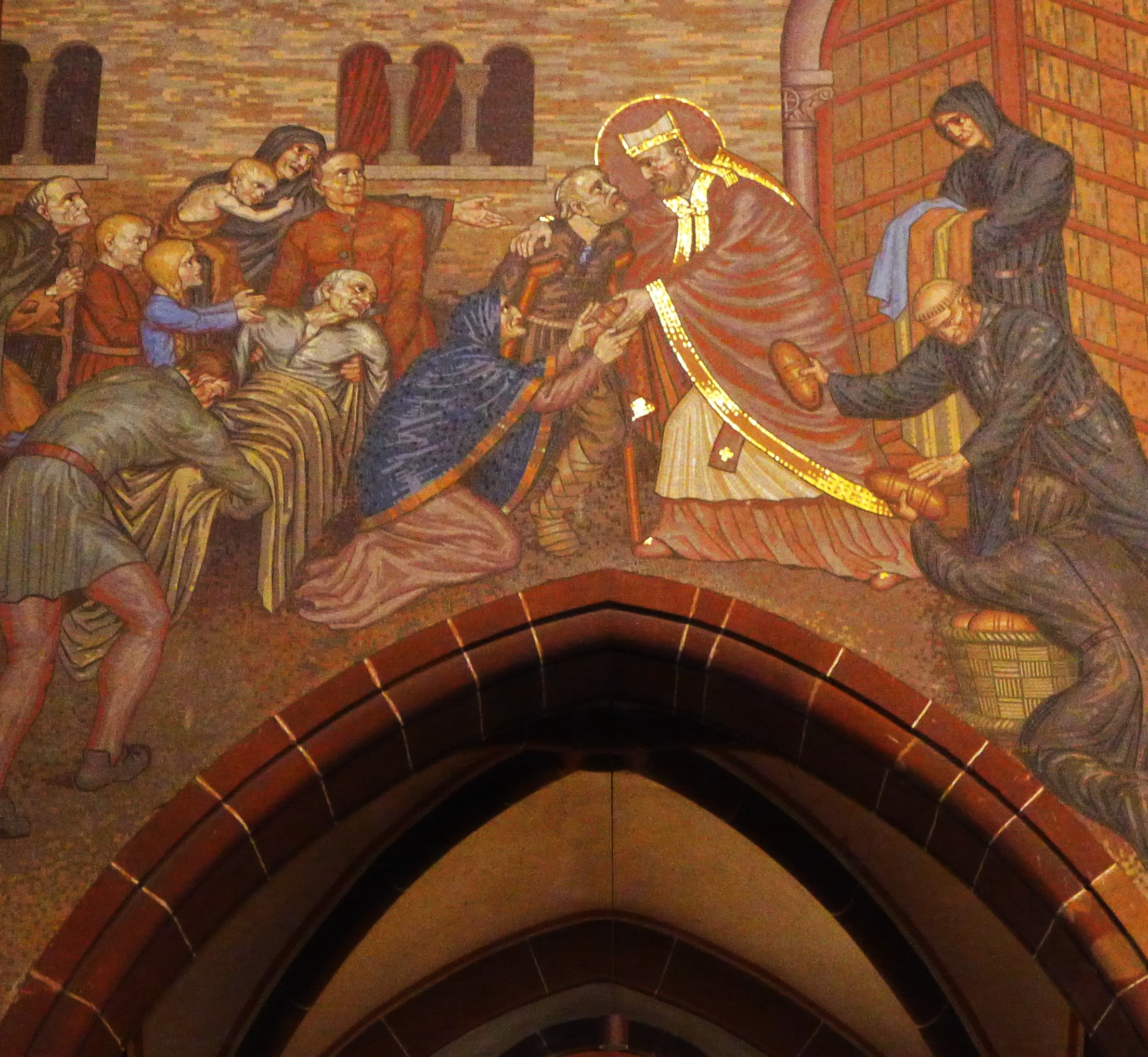
Luitwin hilft den Armen und Kranken
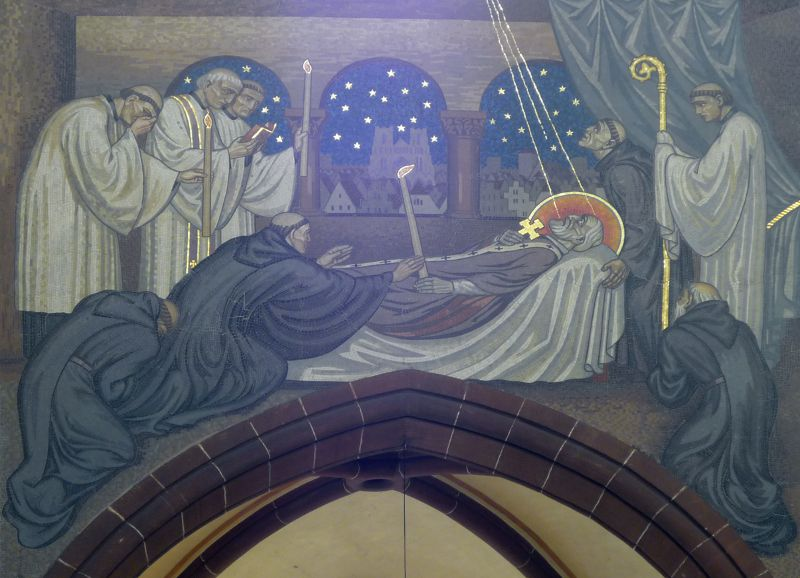
Tod des heiligen Lutwinus in Reims
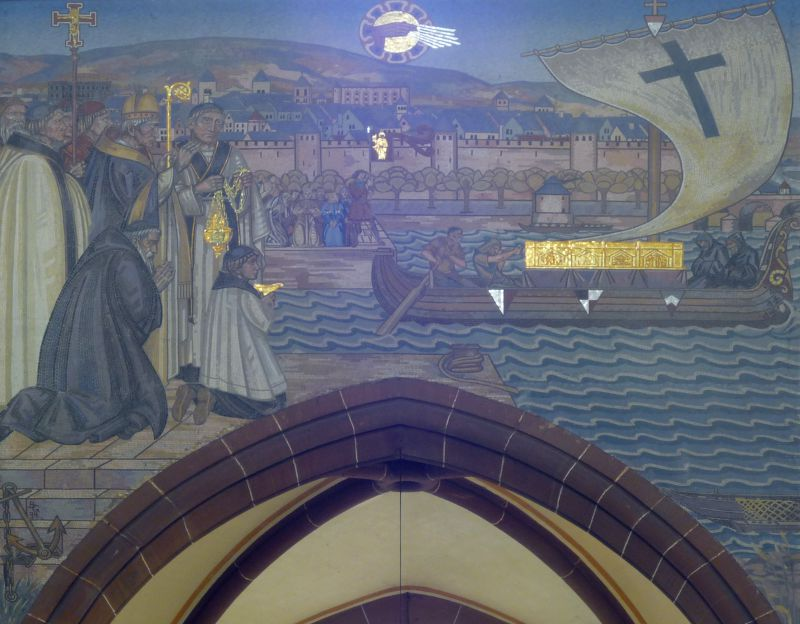
Die Überführung des Lutwinusschreines
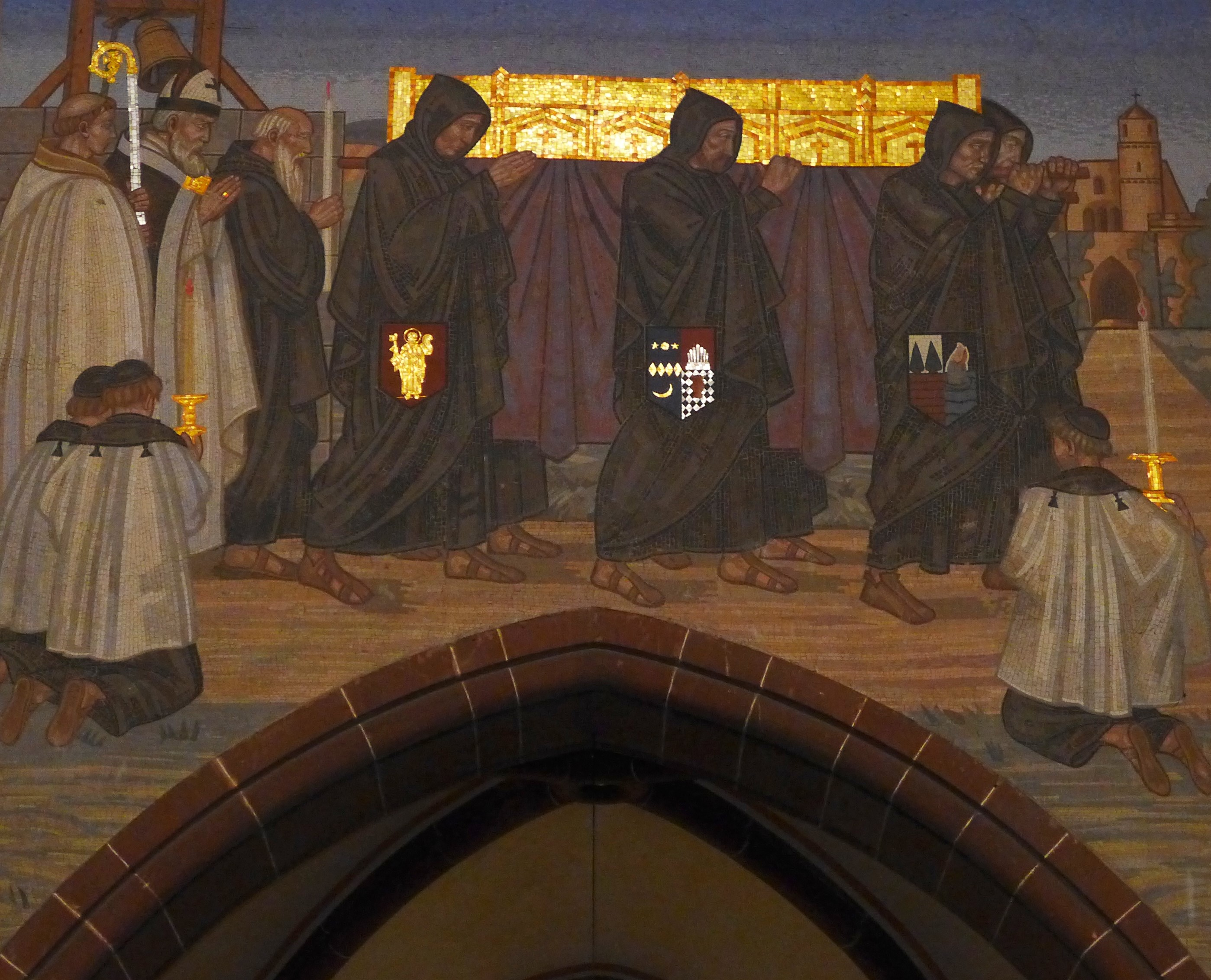
Luitwin wird in Mettlach bestattet
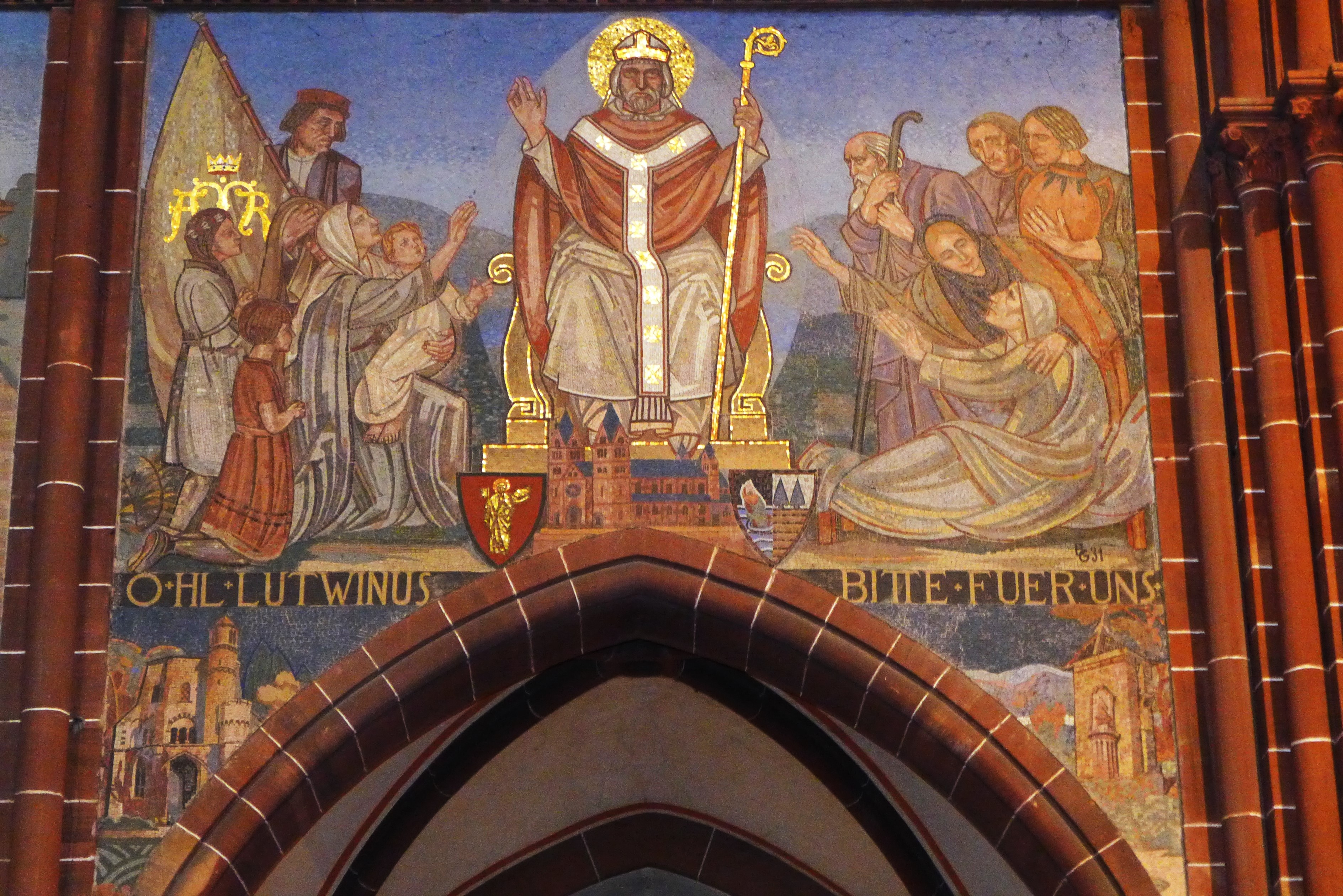
Verehrung des hl. Lutwinus durch das Saarvolk

Von Alfred Gottwald stammt auch das Antependium des Altares und der davor liegende Mosaik-Teppich aus dem Jahr 1939, sowie fünf Mosaik-Bilder im Wandsockel der Apsis aus den Jahren 1954 und 1955, die von der Kleinmosaik-Abteilung der Firma Villeroy & Boch ausgeführt wurden. Erwähnenswert ist auch die Urkunde zur Grundsteinlegung 1899 aus Pergament von Maler Peter Winkel, die auf der linken Seite der Apsis eingemauert wurde.

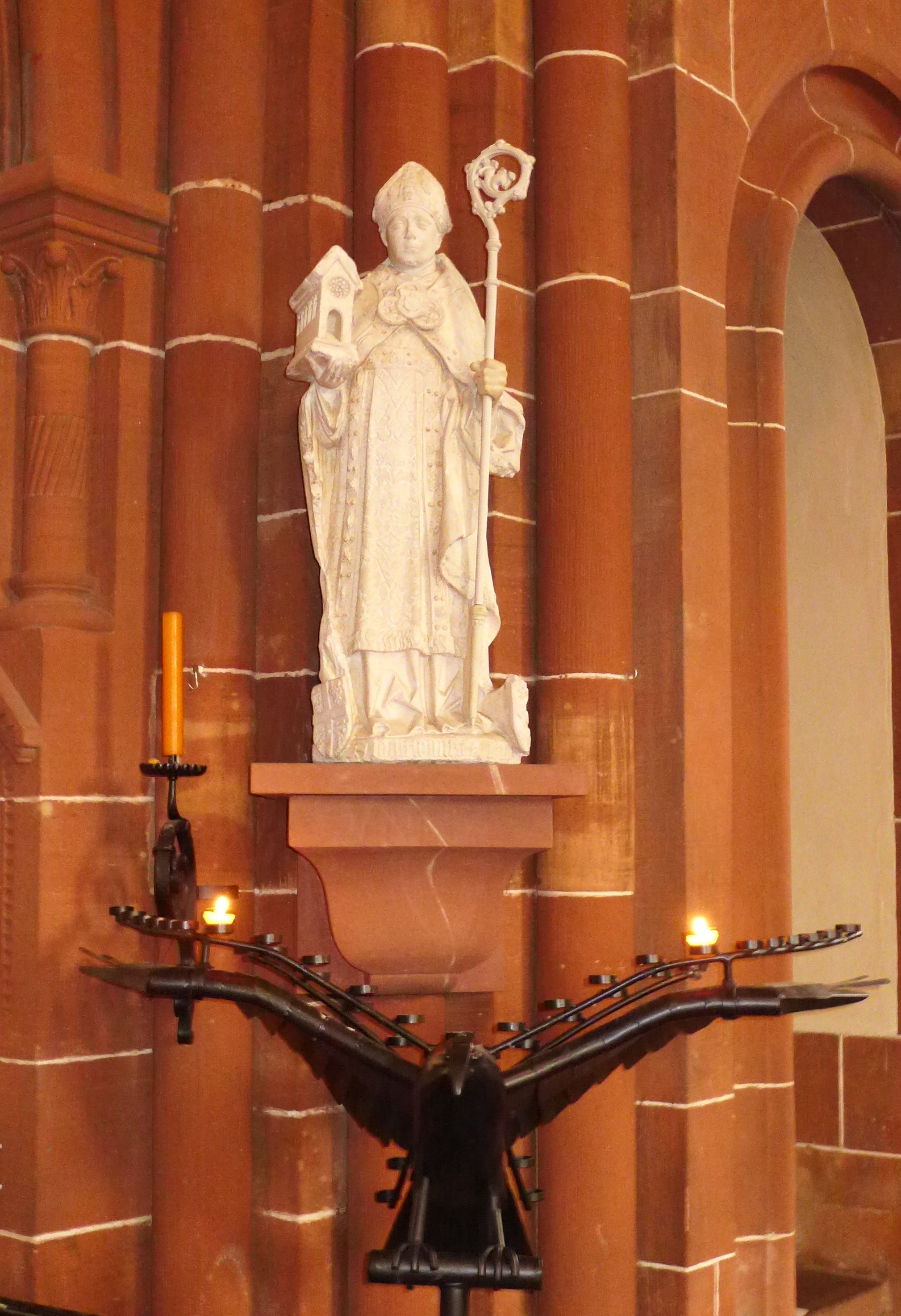
Spätgotische Skulptur des heiligen Lutwinus vom Ende des 15. Jahrhunderts mit modernem Lichterhalter in Form des legendären Adlers aus der Gründungslegende des Klosters
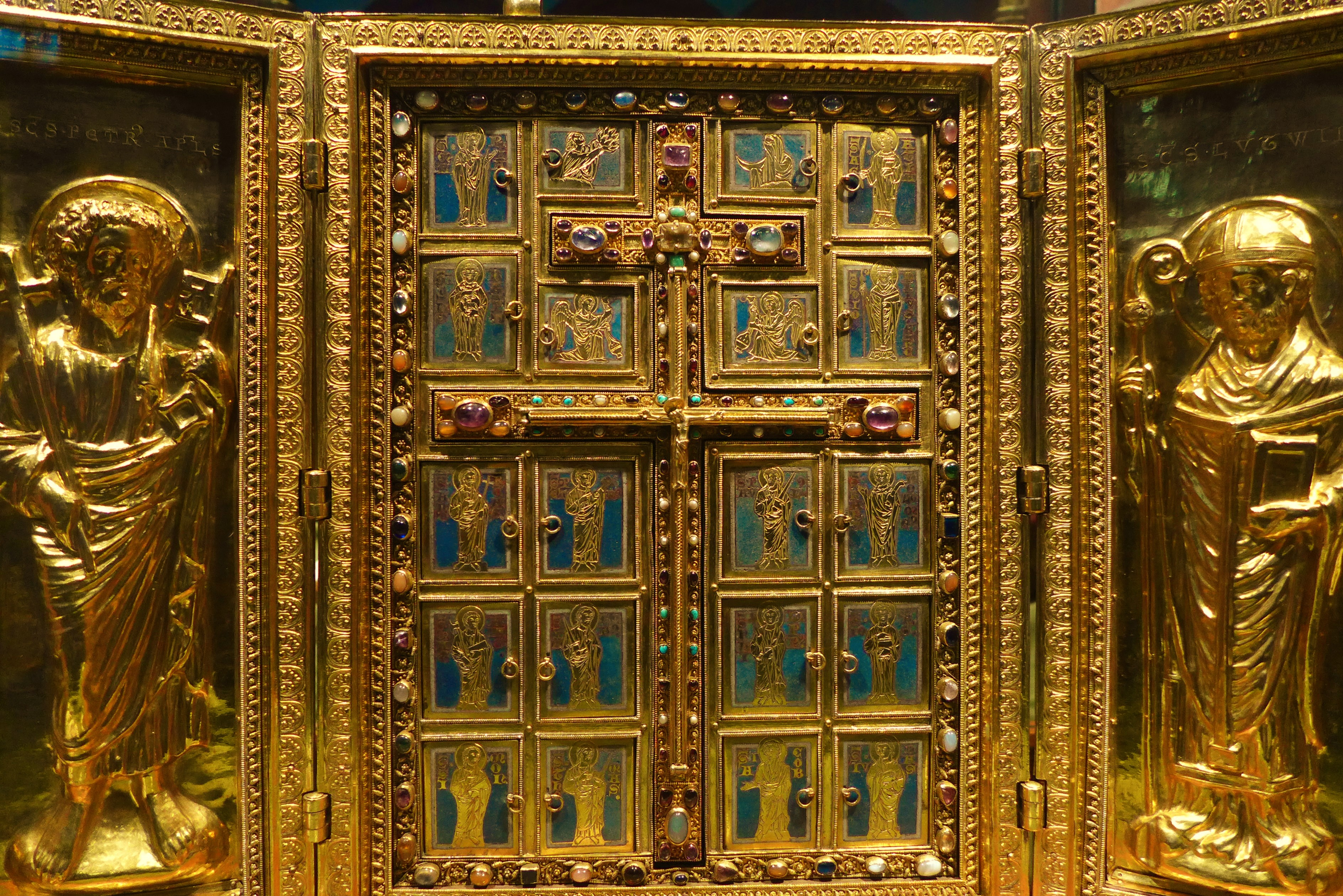
Mettlacher Staurothek aus dem Jahr 1228
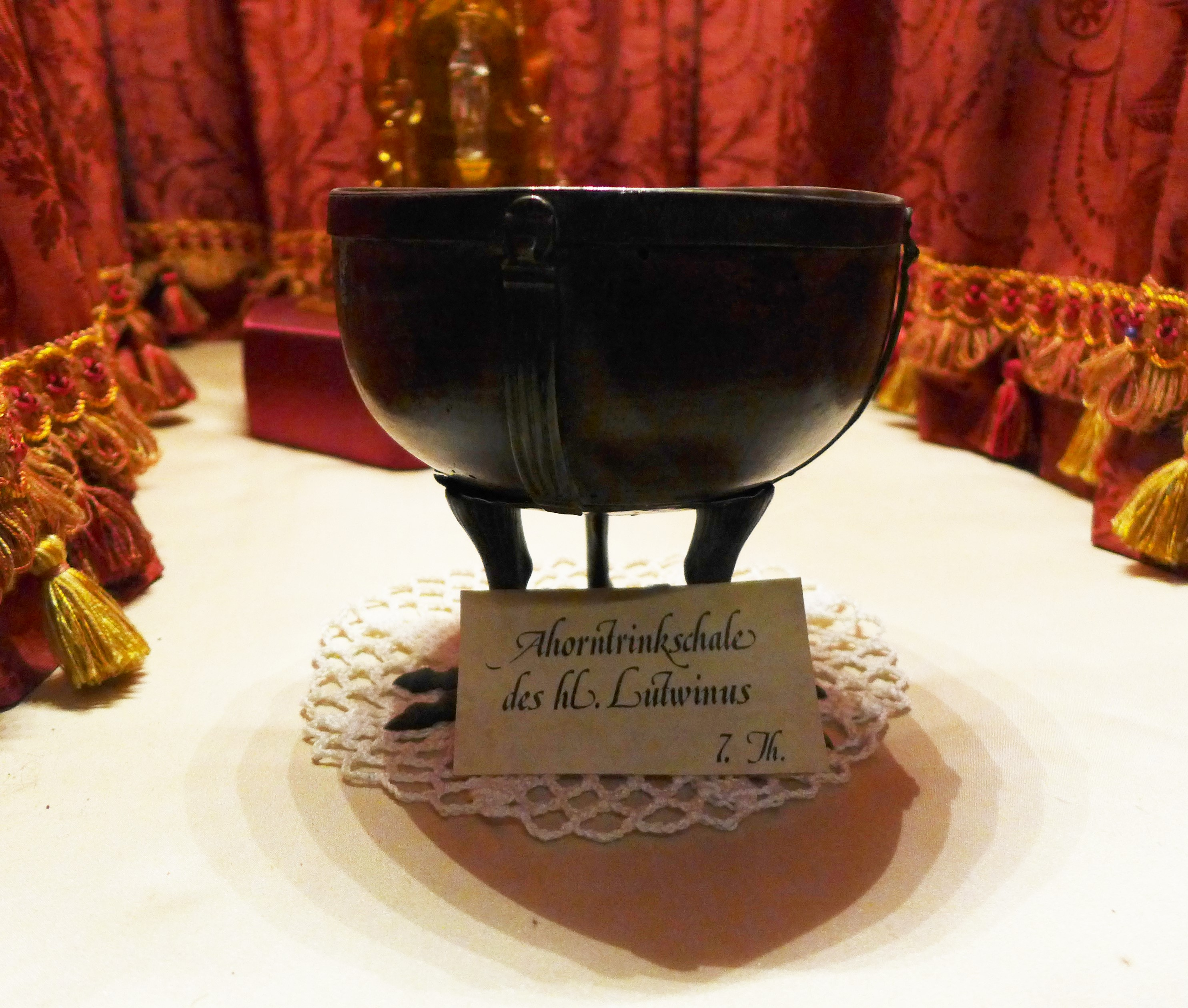
Ahorntrinkschale des heiligen Lutwinus (7. Jahrhundert)
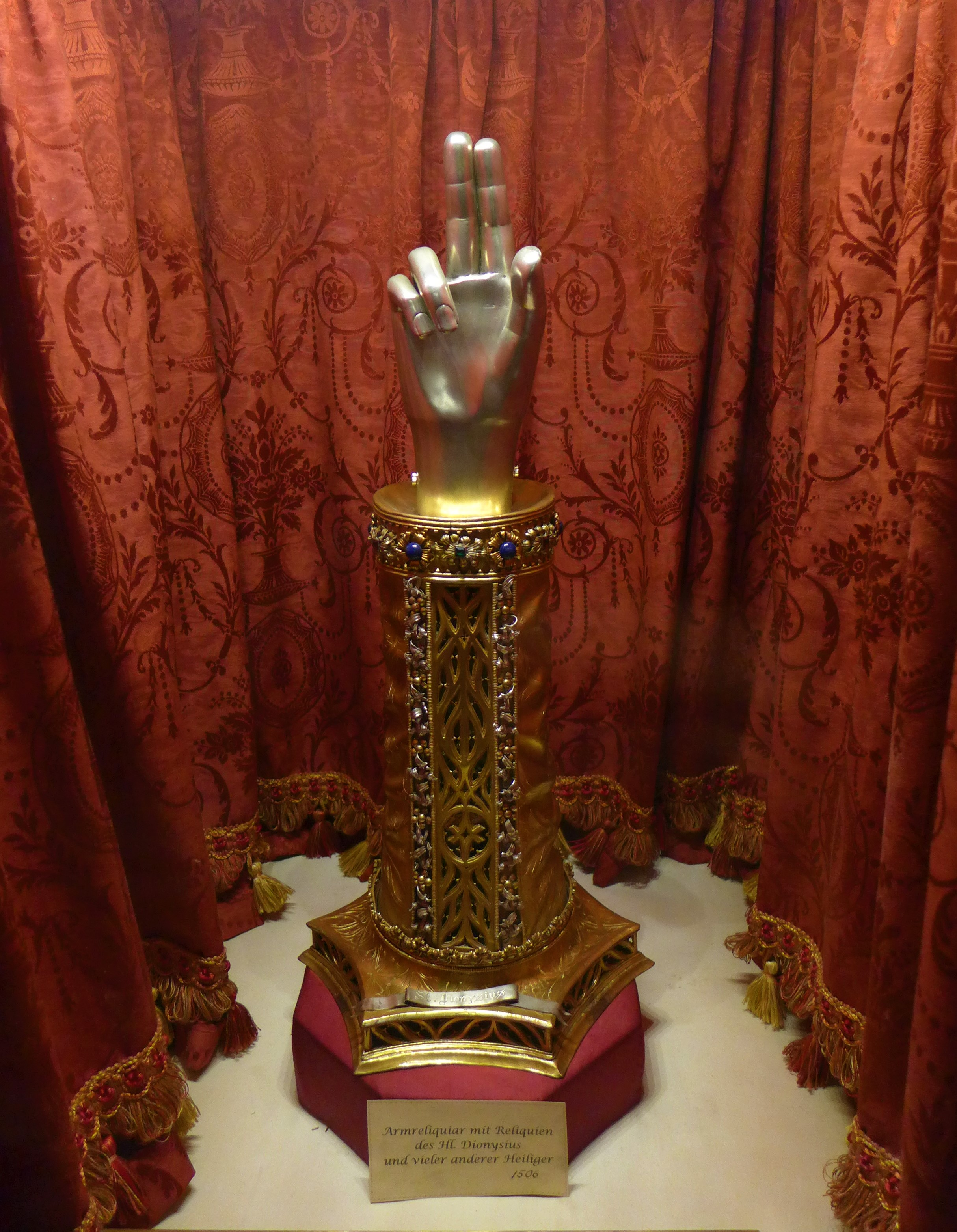
Gotisches Armreliquiar des heiligen Dionysius von Paris und mehrerer anderer Heiliger (Ende 15. Jahrhundert)
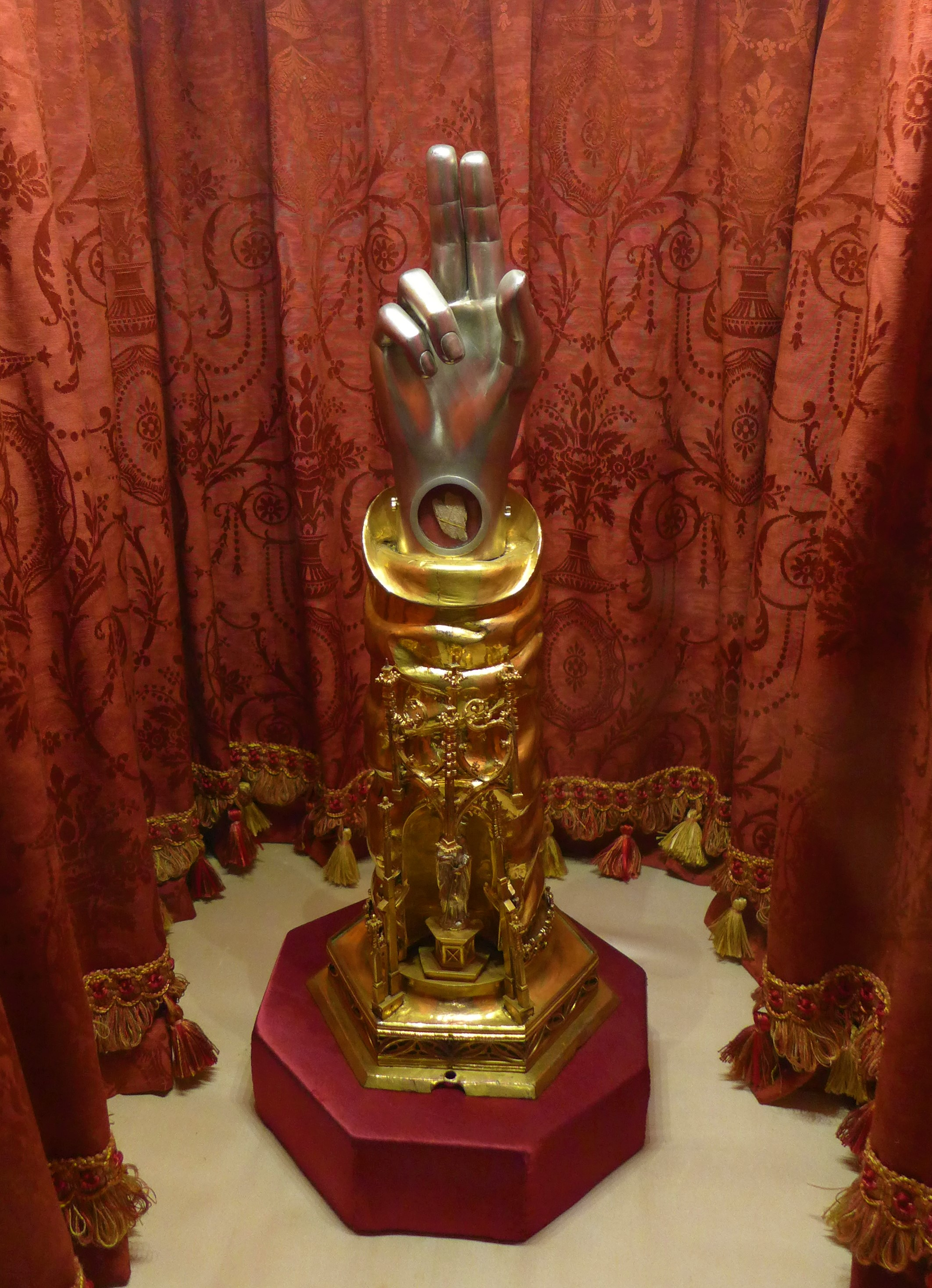
Spätgotisches Armreliquiar des heiligen Lutwinus (Ende 15. Jahrhundert)
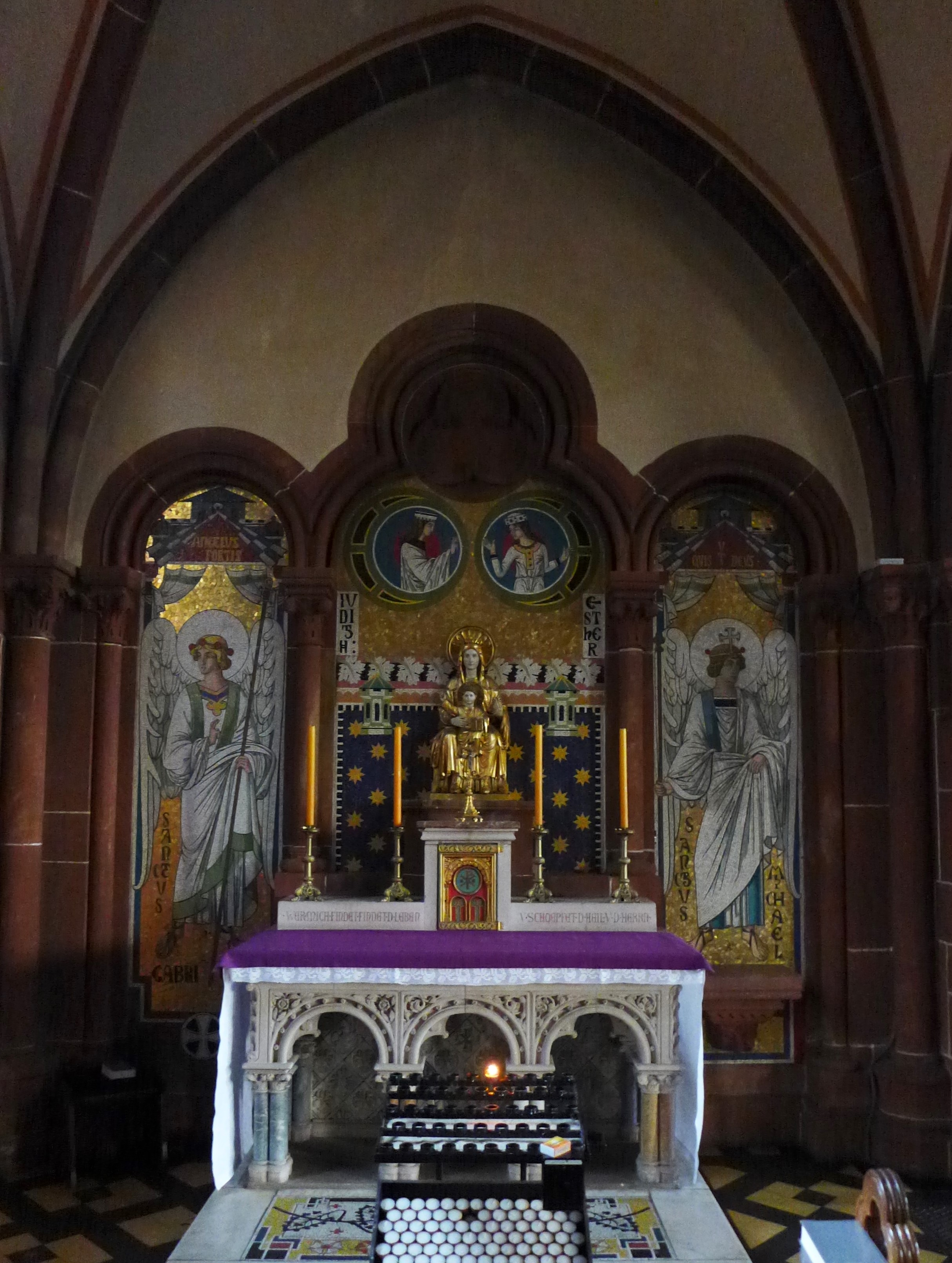
Marienaltar im linken Seitenschiff
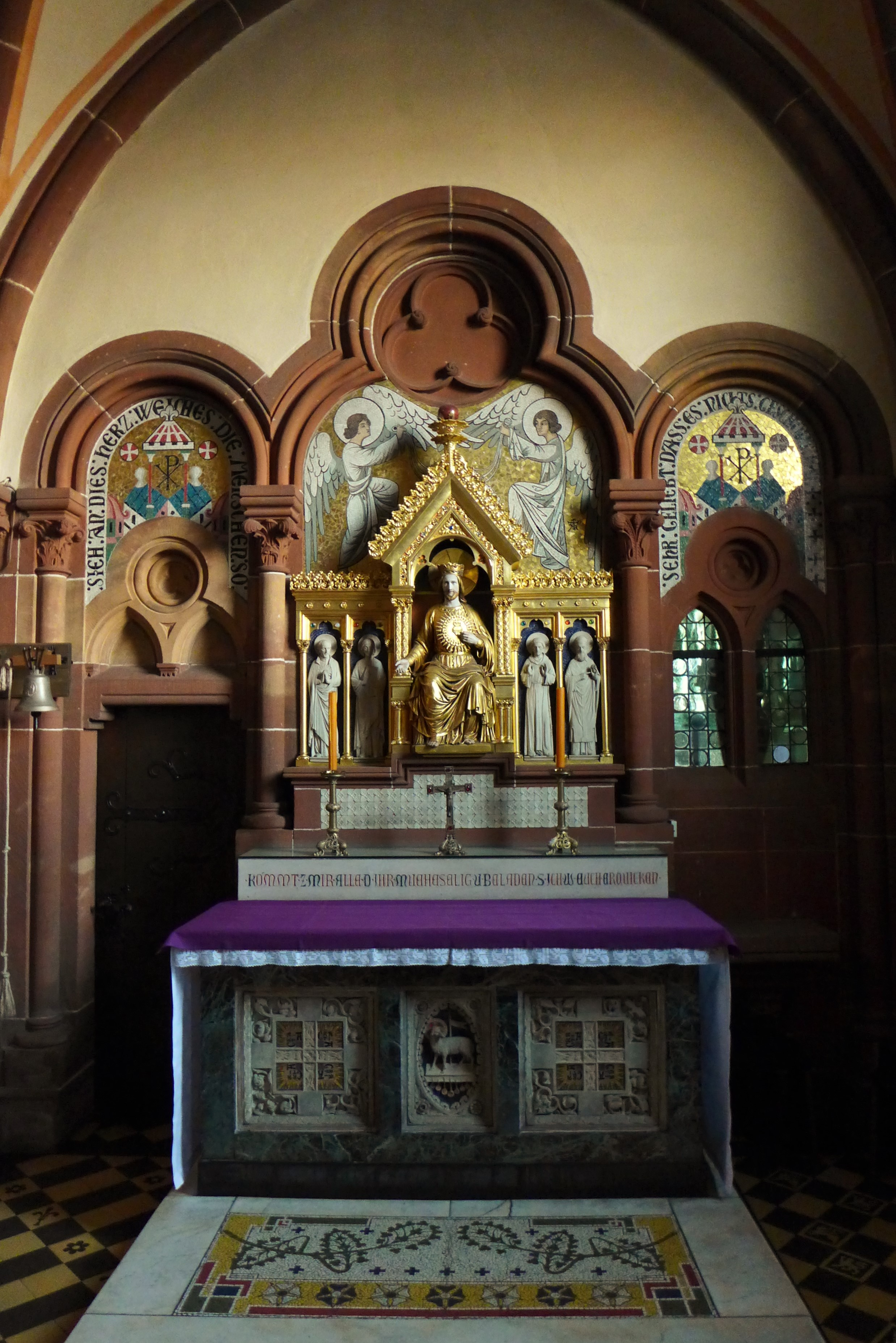
Herz-Jesu-Altar im rechten Seitenschiff
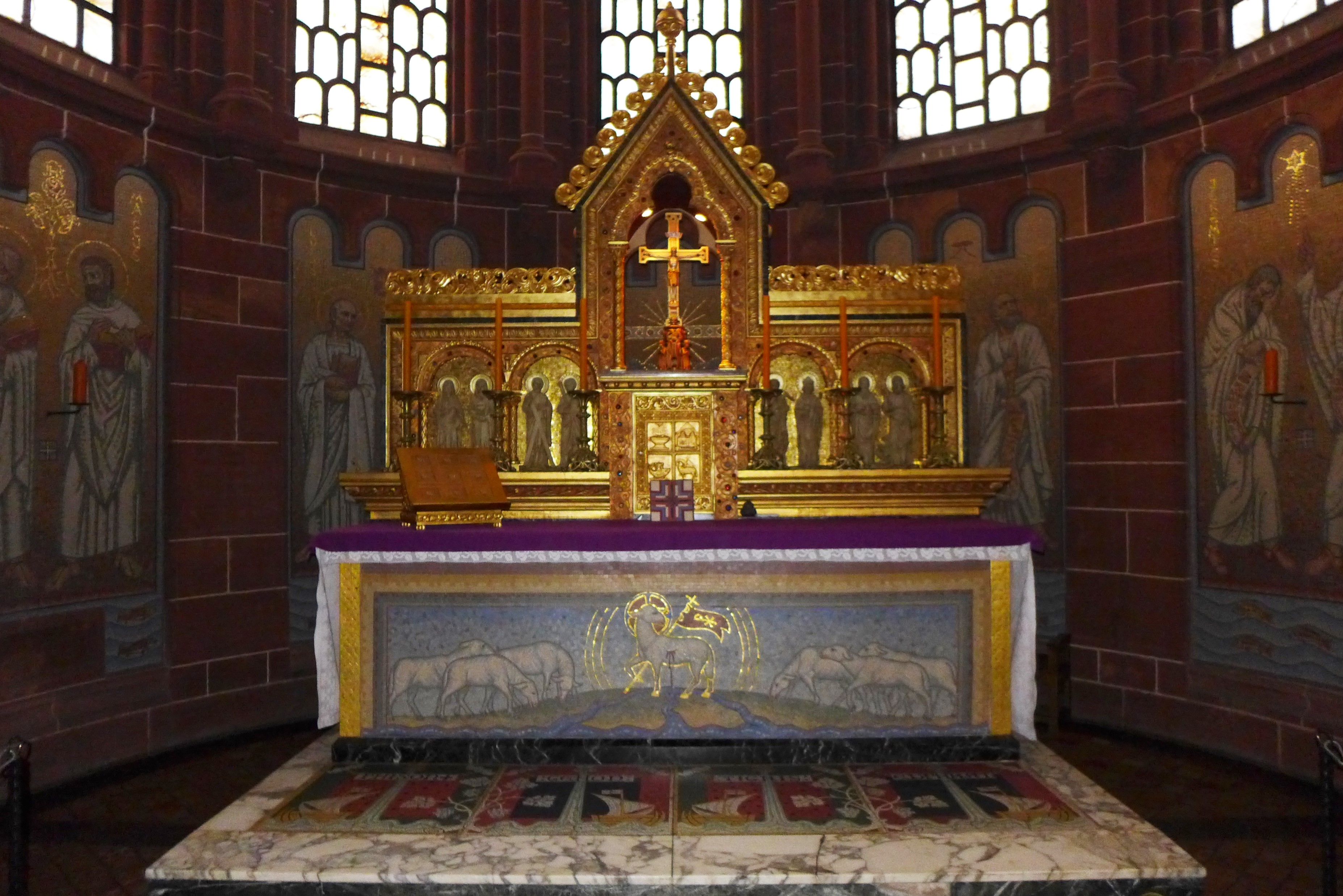
Hochaltar in der Apsis

### Fußboden
Der Fußboden der Lutwinuskirche, den August Franz Martin entwarf, besteht aus Ornamentplatten und Mosaikfeldern. Im Eingangsbereich des Mittelschiffes befindet sich eine kreisrunde Darstellung der Sphaira, des Himmelsgewölbes. Im äußeren Kranz befinden sich, von Kreuzen getrennt, die lateinischen Monatsnamen von Februar bis Dezember in umgekehrter Reihenfolge. Der Januar fehlt. Im nächstinneren Kreis sind in Medaillons die Tierkreiszeichen. Im Uhrzeigersinn sind dies von der Zwölferposition beginnend: Fische, Steinbock, Schütze, Skorpion, Waage, Jungfrau, Löwe,
Krebs, Zwillinge, Stier und Widder.
Im nächstinneren Kreis sind von der Zwölferposition beginnend folgende Himmelszeichen dargestellt:
Das Sternzeichen des Wassermanns, der Mond mit acht Sternen als Symbol der Nacht sowie die Sonne als Symbol des Tages. Im Zentrum des Sphaira-Kreises befindet sich das Haupt der Allegorie der Zeit. Die Gestalt wandelt auf üppig wuchernden Akanthusblättern und der auf dem Kopf stehenden lateinischen Inschrift „Tuum Domine salutare concupivi“ (dt. Übersetzung: „Ich sehne mich, o Herr, nach deinem Heil.“; Ps 119,174 ). Während die rechte Hand der Allegorie ein Stundenglas hält, ist ihre Linke von einem Schleier bedeckt. Die Tatsache, warum der Künstler die Reihenfolge der Zeit umgekehrt anzeigt sowie die merkwürdige Anordnung der Sphären geben Rätsel auf.
An das Mosaik des Sphärenkreises schließt sich im Gang des Mittelschiffes der Zyklus der sechs Schöpfungstage an, wie er im Schöpfungsbericht der Priesterschrift (Genesis 1,1–2,3(4a)) beschrieben ist. Die Inschriften lauten: „Es werde Licht“ und „Terra“, „Es werde das Firmament“, „Der dritte Tag“, „Es sollen Lichter werden“, „Es sollen Fische werden im Wasser und Vögel in der Luft“, „Zuletzt schuf Gott den Menschen“. Der siebente Tag wird durch das Mosaik des Hochaltarantependiums symbolisiert.
Der Eingang der Seitenschiffe wird bestimmt durch die Darstellung der Könige Salomo (als älterer Mann mit Szepter; linker Turmeingang) und David (als jugendlicher Mann mit Harfe; rechter Turmeingang). König Salomo, der den Jerusalemer Tempel erbauen ließ, und König David, der die Bundeslade nach Jerusalem brachte, sind jeweils von einem Band aus Hirschen und Löwen umgeben. Der Inschriftenrahmen Salomos lautet: „Dieser wird meinem Namen ein Haus bauen und ich werde den Thron seines Reiches feststellen auf ewig.“ Der Text entstammt dem 2. Buch Samuel (2 Sam 7,13 ) und bezieht sich auf die Weissagung des Propheten Natan, dass Gott die Dynastie Davids für immer erhalte. Die Inschrift, die die Darstellung König Davids umgibt, stammt aus dem Buch der Psalmen (Ps 122,1-2 ) und lautet: „In das Haus des Herrn wollen wir gehen. Es standen unsere Füße in deinen Vorhöfen, Jerusalem.“

### Vasa sacra und Paramente
Lutwinusschale
Die hölzerne Lutwinusschale erhielt am Ende des 15. Jahrhunderts oder zu Beginn des 16. Jahrhunderts eine Silberfassung auf Adlerkrallen-Füßen, die vermutlich auf das legendarische Adlerwunder des heiligen Lutwinus hinweisen. Die Randinschrift nennt Lutwinus als Bischof von Trier und Gründer des Klosters Mettlach. Der Überlieferung nach handelt es sich um das Trinkgefäß des Mettlacher Klostergründers Lutwinus. Als mittelalterliches Profangefäß zählt die Schale aus Ahornwurzelholz zu den seltenen in die Neuzeit herübergeretteten Alltagsgegenständen dieser Epoche. Die Platte aus der zweiten Hälfte des 11. Jahrhunderts auf der Mitte der Unterseite trägt die lateinische Inschrift „In hoc vasculo beat(us) Luidwin(us) archiep(iscopus) bibere solebat (dt. Übersetzung: Aus diesem Gefäß pflegte der selige Erzbischof Luidwinus zu trinken)“. Bei einem Kirchenraub in der Nacht vom 20. auf den 21. Januar 1923 wurden die Silberfassung von Dieben entwendet. Daraufhin ließ die Gemeinde eine kopierte Silberfassung anfertigen und neu montieren.
Ziborium
Am 9. April 1898 stifteten die Cousinen Martha (1880–1961) und Margaretha von Boch (1880–1965) zum Gedenken an ihre Erstkommunion ein Ziborium in neogotischen Formen mit in Niello-Technik gearbeiteten Darstellungen der zwölf Apostel auf der Außenseite der Kuppa. Den perlengeschmückten Deckel zieren als Silberfigürchen zwischen Fialen die Namenspatrone der Kinder sowie deren Mütter: Martha von Bethanien mit einem Kochkessel, Margareta Maria Alacoque, die Gottesmutter Maria sowie Elisabeth von Thüringen.
Monstranz
Im Jahr 1928 wurde eine neoromanische Monstranz mit angedeutetem hausförmigem Schrein und kunstvollen Elfenbeinarbeiten bei Goldschmied Josef Ferdinand Lürenbaum in Trier für die Kirche angefertigt. Die Monstranz ist reich mit Edelsteinen und Perlen besetzt. Im Elfenbein-Medaillon des Schreinfußes ist in Relieftechnik eine Darstellung Gottvaters zu sehen. Gottsohn wird durch die eingesetzte Hostie repräsentiert. Im Schreingiebel ist ebenfalls in einem Elfenbein-Medaillon die Taube des Heiligen Geistes zu sehen. Die Lunula wird von einem elfenbeinernen Putto gehalten. Den Schrein flankieren anbetende Engel aus Elfenbein. An ihrem Haltegestänge hängen in Metallringen die Buchstaben Alpha und Omega.
Paramente
Unter den Paramenten ist ein Messgewand erwähnenswert, auf dessen Rückseite ein gesticktes Dorsalkreuz (von lat. dorsum, „Rücken“) mit einem Y-förmig aufsteigenden Querbalken in Form eines Gabelkreuzes aus der zweiten Hälfte des 19. Jahrhunderts zu sehen ist. Es zeigt in Nadelmalerei in einem Rosengerank die Jungfrau Maria mit dem Jesuskind in einer Mandorla im Kreuzeszentrum. In den kreisförmigen „Inseln“ des Rosengeranks sieht man von unten nach oben einen Kelch, das Mettlacher Pfarrhaus, die alte Cohausen-Kirche, den Alten Turm sowie die Taube des Heiligen Geistes. Die Mariendarstellung wird flankiert von Stickereien mit der Mettlacher Josephskapelle sowie einem neogotischen Altar.

### Kreuzweg Mettlach-St. Gangolf
Von der Mettlacher Lutwinuskirche geht ein Kreuzweg zum ehemaligen Kapuzinerkloster St. Gangolf. Die Tonstiftmosaiken, die in die Nischen der steinernen Kreuzwegstationen eingelassen sind, wurden von Bernhard Gauer aus Düsseldorf entworfen und in der Mettlacher Mosaikfabrik gefertigt.

## Orgel
Die erste Orgel der Kirche wurde im Jahr 1904 durch die Orgelbau-Firma H. Koulen & Sohn (Oppenau) gebaut. Im Jahr 1957 wurde eine neue Orgel unter Verwendung der bisherigen Pfeifen von der lothringischen Orgelbaufirma Haerpfer & Erman (Boulay) errichtet. Klanglich stellte das Instrument eine Mischung aus französischer Romantik und eine an den Idealen des neobarocken Orgelbaus orientierte Ästhetik dar. Das Kegelladen-Instrument ist auf einer Empore aufgestellt.
Im Jahr 2007 wurden umfassende Renovierungsmaßnahmen von der Thüringer Orgelbauwerkstatt Bernhard Kutter (Friedrichroda) abgeschlossen. Dabei wurde die Orgel mit einer Setzeranlage versehen. 2012 wurde das Register Tuba magna der englischen Orgelbaufirma Compton und im Jahr 2017 ein 44-töniges Röhrenglockenspiel (Tintinabulum dionysiaca) durch Orgelbau Kutter ergänzt. 2018 wurden in einer Turmkammer zwei Pfeifenreihen und im Schwellwerk das Register Vox humana eingebaut.
Die Orgel verfügt aktuell über 49 Register zuzüglich zehn Extensionen, verteilt auf drei Manuale und Pedal. Die Spiel- und Registertraktur ist elektrisch.
Die Disposition der Orgel lautet wie folgt:
| I Hauptwerk C–g3 |                                    |        |
| 1.               | Bourdon                            | 16′    |
|                  | Engl. Principal (aus Nr. 3, ab c0) | 16′    |
|                  | Viola (aus Nr. 6, ab c0)           | 16′    |
| 2.               | Principal                          | 8′     |
| 3.               | Engl. Principal                    | 8'     |
| 4.               | Gedeckt                            | 8′     |
| 5.               | Gemshorn                           | 8′     |
| 6.               | Viola                              | 8'     |
| 7.               | Octave                             | 4′     |
|                  | Engl. Principal (aus Nr. 3)        | 4′     |
| 8.               | Blockflöte                         | 4′     |
|                  | Viola (aus Nr. 6)                  | 4′     |
| 9.               | Quinte                             | 2 ⁄3′  |
| 10.              | Superoctave                        | 2′     |
| 11.              | Terz                               | 1 3⁄5′ |
| 12.              | Mixtur IV-VI                       |        |
| 13.              | Trompete                           | 8′     |

| II Rückpositiv C–g3 |                       |       |
| 14.                 | Koppelflöte           | 8′    |
| 15.                 | Quintatön             | 8′    |
| 16.                 | Italienisch Principal | 4′    |
| 17.                 | Rohrflöte             | 4′    |
| 18.                 | Offenflöte            | 2′    |
| 19.                 | Quinte                | 1 ⁄3′ |
| 20.                 | Nachthorn             | 1′    |
| 21.                 | Cymbel III            |       |
| 22.                 | Krummhorn             | 8′    |
| 23.                 | Kopfregal             | 4′    |
|                     | Tremulant             |       |

| Auxiliar (Hochdruckwerk) |                    |    |
| 24.                      | Seraphon           | 8′ |
| 25                       | Tuba magna         | 8′ |
|                          | Röhrenglockenspiel |    |
|                          | Nachtigall         |    |

| III Schwellwerk C–g3 |                   |        |
| 26.                  | Diapason          | 8′     |
| 27.                  | Holzflöte         | 8′     |
| 28.                  | Salicional        | 8′     |
| 29.                  | Schwebung         | 8′     |
| 30.                  | Spitzgedeckt      | 8′     |
| 31.                  | Principal         | 4′     |
| 32.                  | Nachthorn         | 4′     |
| 33.                  | Nasat             | 2 ⁄3′  |
| 34.                  | Flageolet         | 2′     |
| 35.                  | Terz              | 1 3⁄5′ |
| 36.                  | Scharf III-IV     |        |
| 37.                  | Fagott            | 16′    |
| 38.                  | Trompete          | 8′     |
| 39.                  | Vox humana        | 8′     |
|                      | Oboe (aus Nr. 37) | 8′     |
| 40.                  | Clairon           | 4′     |
|                      | Tremulant         |        |

| Pedal C–f1 |                          |         |
|            | Großbass                 | 32′     |
| 41.        | Principalbass            | 16′     |
| 42.        | Subbass                  | 16′     |
|            | Gedecktbass              | 16′     |
| 43.        | Quintbass                | 10 2⁄3′ |
| 44.        | Octavbass                | 8′      |
|            | Flötenbass (aus Nr. 42)  | 8′      |
| 45.        | Choralbass               | 4′      |
|            | Bauernflöte (aus Nr. 42) | 4′      |
|            | Feldflöte (aus Nr. 45)   | 2′      |
| 46.        | Hintersatz VI            |         |
| 47.        | Posaune                  | 16′     |
| 48.        | Trompete                 | 8′      |
| 49.        | Klarine                  | 4′      |

- Koppeln:
  - Normalkoppeln:  II/I, III/I, III/II, I/P, II/P, III/P
  - Suboktavkoppeln:  II/I, II/II, III/I, III/III
  - Superoktavkoppeln:  II/II, III/I, III/II, III/III, III/P
  - Auxiliar:  Aux/I, Aux/II
- Spielhilfen: 4000 Setzerkombinationen, 2 freie Kombinationen, 2 freie Pedalkombinationen, Tutti, Crescendowalze, Mixturen ab, Zungen ab

Anmerkungen
1. ↑  C-H akustisch Quintextension 10 2⁄3′ aus Subbass 16′, ab c0 Extension aus Subbass.
2. ↑  Windabschwächung aus Subbass.

## Glocken

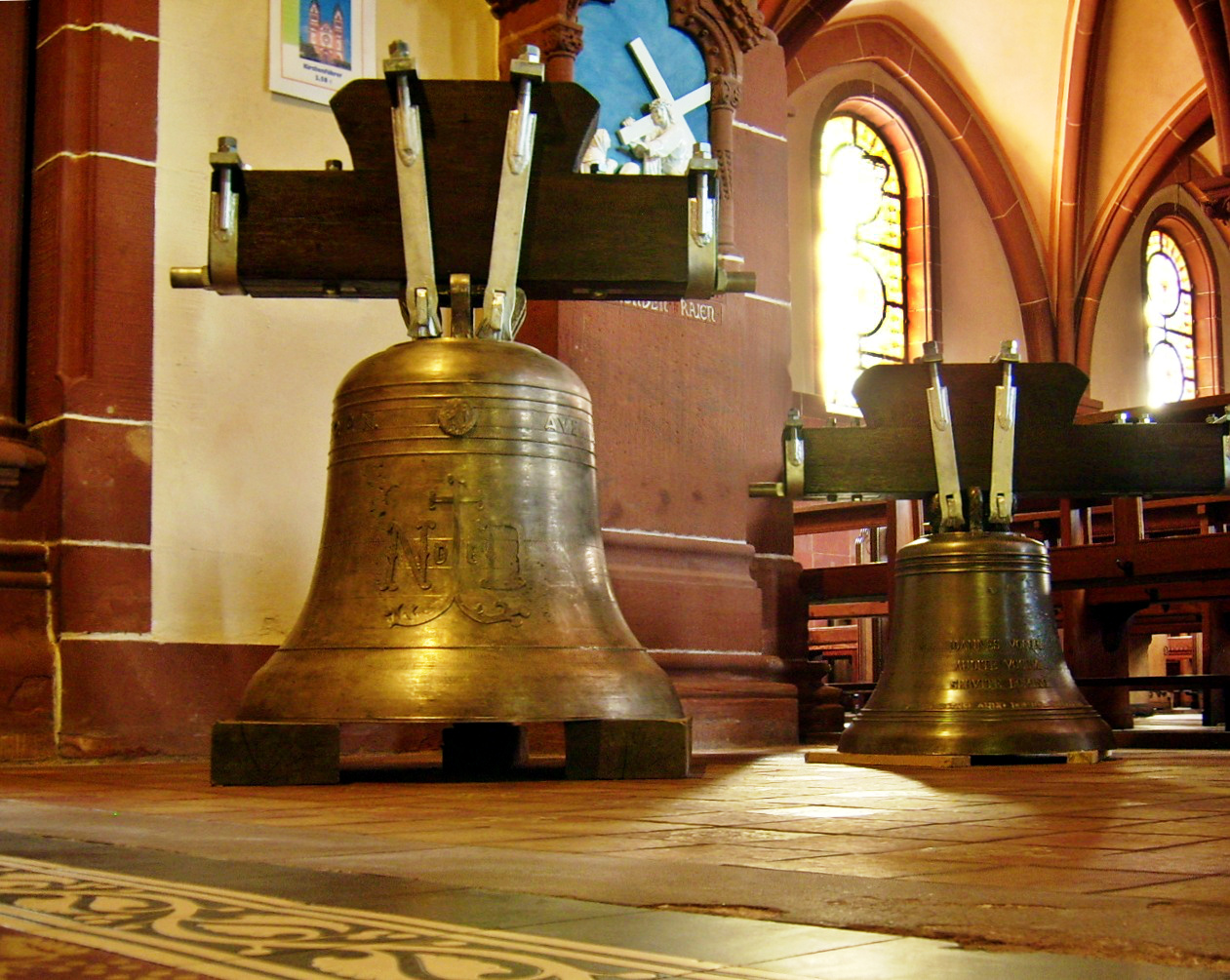
Zwei Glocken der Lutwinuskirche, die im Jahr 2006 gegossen wurden

Die Weihe der ersten vier Glocken (c, es, f, g) der neoromanischen Kirche von Ludwig Becker, die von der Glockengießerei Mabilon in Saarburg gefertigt worden waren, fand am 4. August 1901 durch den damaligen Mettlacher Pfarrer Lamberty statt. Am selben Tag war der letzte Gottesdienst in der Karl August von Cohausen-Kirche gefeiert worden. Die Glocken trugen die Namen: „St. Maria“ (gestiftet von Frau Kommerzienrat Boch), „Heilige Familie“ (gestiftet von den Eheleuten Mettlachs), „St. Lutwinus“ (gestiftet von den Jungfrauen und Jünglingen der Gemeinde) sowie „Karl Borromäus“, die an den jüngst verstorbenen Erbauer der neuen Kirche, Pfarrer Karl Kuhn, erinnerte. Alle vier Glocken mussten im Ersten Weltkrieg zur Rüstungsproduktion abgeliefert werden.
Erst am 3. September 1922 konnten wieder drei neue Glocken angeschafft werden. Die größte Glocke (Ton „es“, Gewicht: 1325 kg) trug den Namen „Jesus, Deus Pacis“ (dt. Jesus, Gott des Friedens). Die weitere Inschrift lautete: „Benedicto XV. et Michaele Felice episcopo Trevirensi modo defunctis, Romano Koll parocho Mediolacensi, fautore Luitwino de Boch, nos fecit Guillelmus Hausen-Mabilon in Saarburg“ (dt. „In der Zeit als Papst Benedikt XV. und Michael Felix, Bischof von Trier, eben gestorben waren, Roman Koll Pfarrer in Mettlach war, Luitwin von Boch das Werk begünstigte, da goss uns Wilhelm Hausen-Mabilon in Saarburg“).
Die zweite Glocke (Ton „f“, Gewicht: 925 kg) hieß „Maria, Regina Pacis“ (dt. Maria, Königin des Friedens). Die weitere Inschrift lautete: „Per virginem matrem concedat nobis Dominus salutem et pacem“ (dt. „Durch die Jungfrau und Mutter verleihe uns der Herr Heil und Frieden“).
Die dritte Glocke (Ton „g“, Gewicht: 675 kg) wurde nach dem Kirchenpatron „Sanctus Lutwinus“ genannt. Die weitere Inschrift lautet: „Sororibus bello devoratis annuntietur vobis voce nostra aenea patroni exquisiti et pii supplicio semper pax“ (dt. „Da unsere Schwestern durch den Krieg verschlungen worden sind, möge euch durch unsere eherne Stimme auf die Fürsprache des auserwählten und frommen Patrons immerdar Friede verkündigt werden“). Die Inschrift ist als Chronogramm gestaltet, das heißt, dass die lateinischen Buchstaben, als römische Zahlen gedeutet, zusammengezählt das Jahr des Glockengusses 1922 ergeben.
Die vierte Glocke (Ton „c“, Gewicht: 2500 kg) konnte aufgrund fehlender Finanzmittel erst durch eine Spende des Gärtners Johann Baptist Hoffmann, der der Gemeinde im Jahr 1929 sein Haus verschrieben hatte, gegossen werden. Die neue Glocke wurde am 4. Oktober 1931 zu Ehren des Spenders auf dessen Namenspatron Johannes der Täufer getauft. Die weitere Inschrift lautete: „Johannes est nomen - facite ergo fructus dignos poenitentiae - ut certe hic pax“; (dt. „Johannes ist ihr Name - bringet also würdige Früchte der Buße, damit wirklicher Friede sei“). Auch hier ist die Inschrift als Chronogramm gestaltet und ergibt das Jahr 1931.
Von diesen neuen Glocken wurden alle, außer die Lutwinusglocke, Opfer der Glockenrequirierung des Zweiten Weltkrieges.
Die Disposition der aktuell 9 Glocken lautet: c′ - es′ - f′ - g′ - as′ - b′ - c″ - es″ - f″. Die Glocke I hängt alleine im Südturm und wurde im Jahr 1955 von der Glockengießerei Otto in Saarlouis gegossen. Die Glocke II wurde zusammen mit Glocke III im Jahr 1950 von Firmin Causard in Colmar gegossen. Sie waren die ersten, die sich zur einzig erhaltenen Glocke IV, die im Jahr 1922 von der Glockengießerei Otto in Bremen-Hemelingen gegossen worden war, hinzugesellten. Die Glocken V und VI wurden im Jahr 2006 von der Brockscheider Glockengießer-Firma Glocken- und Kunstguss Hermann Schmitt gegossen. Die Glocken VII, VIII und IX wurden im Jahr 1965 von der Glockengießerei Mabilon in Saarburg gegossen.

## Pfarrhaus

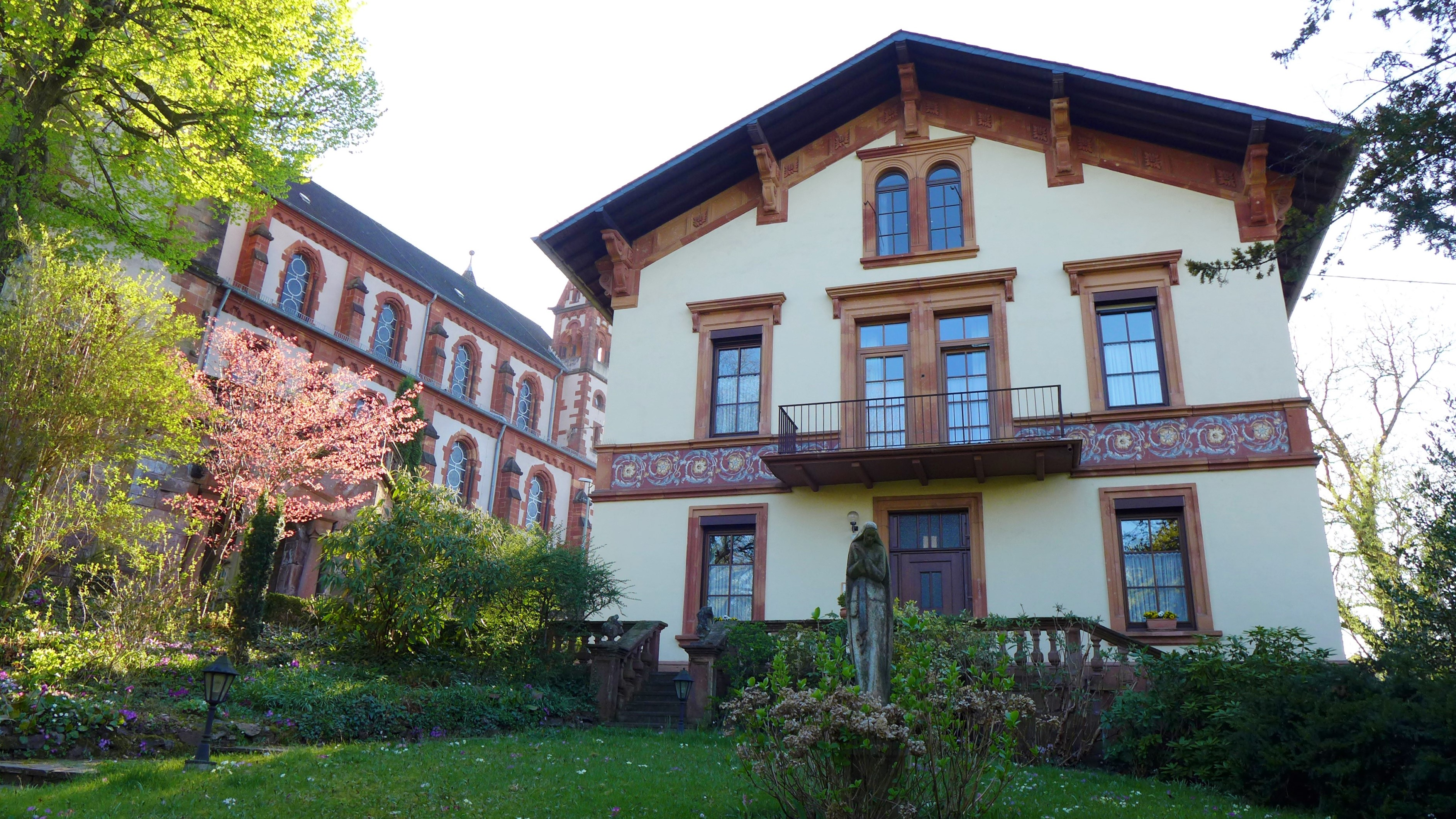
St. Lutwinus (Mettlach), Pfarrhaus

Das aktuelle Pfarrhaus befindet sich unterhalb der Pfarrkirche in der Freiherr-vom-Stein-Straße 44. Es wurde im Jahr 1856 begonnen und war am Heiligabend des Jahres 1858 bezugsfähig. Es steht als Einzeldenkmal unter Denkmalschutz.
Der giebelständige, zweigeschossige Putzbau mit weit überstehendem Satteldach besitzt an der Giebelseite drei Achsen. In der mittleren Achse befindet sich im Erdgeschoss die Eingangstür. Das erste Stockwerk verfügt über zwei Balkone, der über zwei Fenstertüren betreten werden kann, die über eine gemeinsame, gerade und profilierte Verdachung miteinander verbunden sind. Ein Gurt- und ein Sohlbankgesims bilden hier ein Keramikfeld mit floraler Bemalung. Im Giebelbereich sitzt ein Zwillingsfenster mit Rundbogen, das von einer Verdauung gekuppelt wird. Im Vorgarten steht eine moderne Statue der Unbefleckten Empfängnis.

## Pfarrer
Seit der Wiedererrichtung der Pfarrei im Jahr 1851 amtierten in Mettlach folgende Pfarrer:
- Johann Schneider: 1851 bis 1854
- Christoph Schauffler: 1855 bis 1855
- Heinrich Aloys Lenarz: 1855 bis 1863
- Johann Schieben: 1863 bis 1863
- Franz Xaver Hellenthal: 1863 bis 1890
- Karl Kuhl: 1890 bis 1900
- Johann Lamberty: 1901 bis 1902
- Johann Peter Schaefer: 1902 bis 1921
- Johann Bollig: 1921 bis 1921
- Roman Koll: 1921 bis 1960
- Herbert Biesel: 1960 bis 1960
- Leo Schorr: 1960 bis 1960
- Heinrich Kimmlingen: 1960 bis 1976
- Nikolaus-Dieter Scherer: 1976 bis 2001
- Hans-Thomas Schmitt: 2001 ad multos annos

## Abpfarrung St. Josef
Im Jahr 1965 erbaute man am Rande der neuerbauten Keuchinger Lutwinus-Siedlung hoch über der Saar eine neue Kirche, die dem heiligen Josef geweiht war, da man den dortigen Gläubigen den weiten Fußweg in die Lutwinuskirche ersparen wollte. Bereits in den Jahren 1961 bis 1962 hatte man am Keuchinger Brückenkopf nach den Plänen des Saarbrücker Architektenbüros Mönke-Wandel eine evangelische Kirche errichtet. Planungen zur Errichtung einer katholischen Kirche in Keuchingen reichen jedoch schon bis in das Jahr 1891 zurück. Schließlich konnte der im Stil des Brutalismus nach den Plänen der Saarbrücker Architekten Werner Krauser und Bernhard Kiwitter errichtete katholische Sakralbau am 4. Mai 1967 (Christi Himmelfahrt) durch den Trierer Weihbischof Carl Schmitt geweiht werden. Die Glockenweihe hatte bereits am 25. September 1965 stattgefunden. Die in der Glockengießerei Mabilon in Saarburg gefertigten Glocken mit den Tönen „des“, „es“ und „f“ waren auf das Geläut der Mutterpfarrei St. Lutwinus abgestimmt. Aufgrund von Baumängeln am Beton wurde das Gotteshaus am 30. August 2004 profaniert und im Jahr 2005 abgerissen. Die Josefskirche in Mettlach-Keuchingen ist nicht zu verwechseln mit der neogotischen Mettlacher Josefskapelle.